# Свіччине весілля (фестиваль)

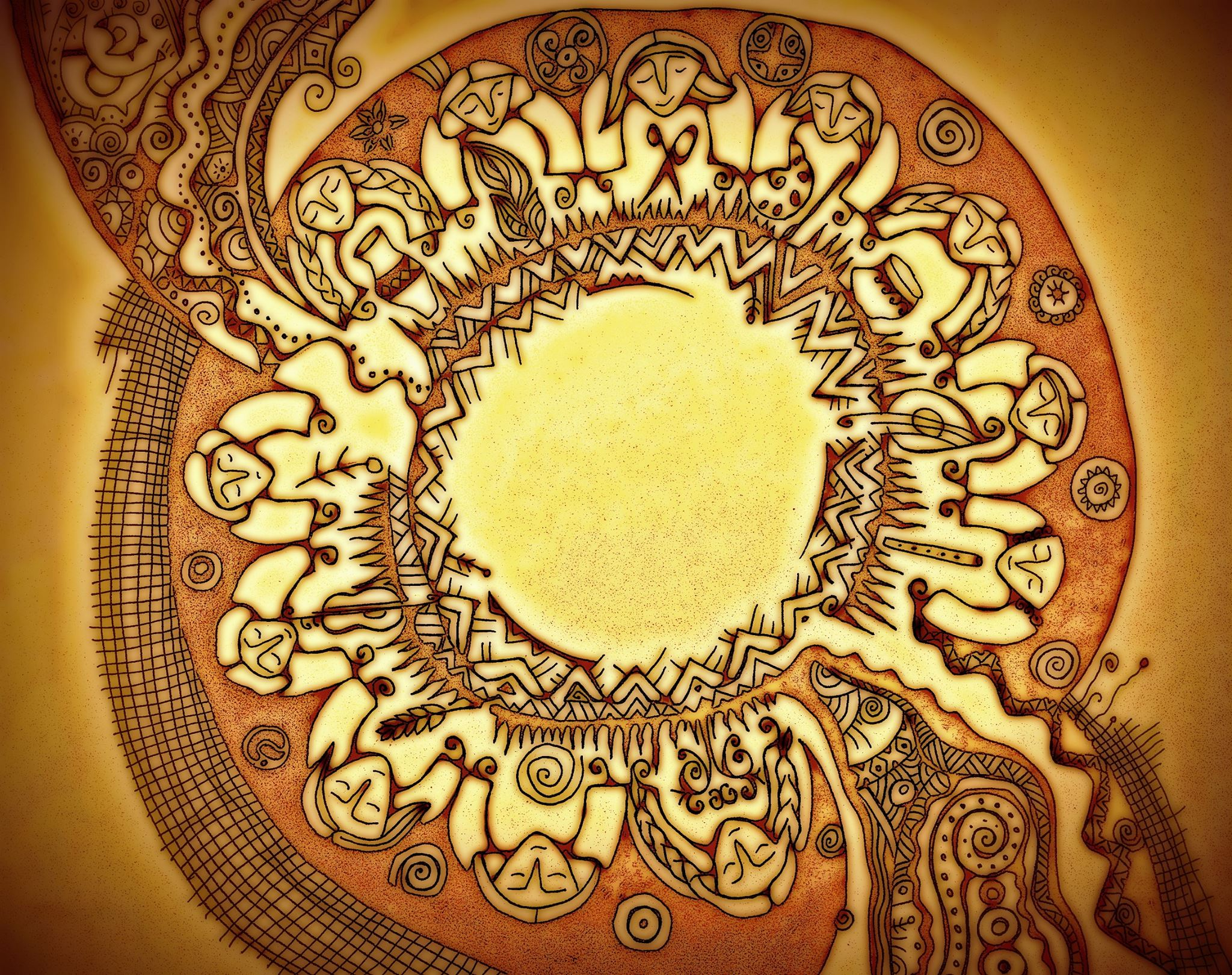
Символ етно-свята

«Свіччине весілля» — етнографічний фестиваль, що започаткувала творча родина Завітайлів в 2016 році в селі Березова Рудка Пирятинського району Полтавської області. Саме на Семена (14 вересня) – наші предки вшановували вогонь, аби той допомагав їм працювати впродовж зимових вечорів. У народі це свято називали Свіччиним весіллям. Цього дня кожен майстер намагався «засидіти вечір» — розпочати якусь роботу.
За козацьких часів на Семенів день хлопців уперше садовили на коней та приймали до парубоцької ватаги. Свіччине весілля було дійством вогнів та вертепів на базарах та ярмаркових площах. А ще цей вечір ознаменовував початок сільських вечорниць та хатніх посиденьок.
Етно-свято розрахованое саме для творців, в рамках нього проводять майстер-класи з традиційних українських ремесел, давні обряди, читають лекції на етнографічні теми, влаштовують літературні читання та посиденьки біля вогнища, ярмаркування.

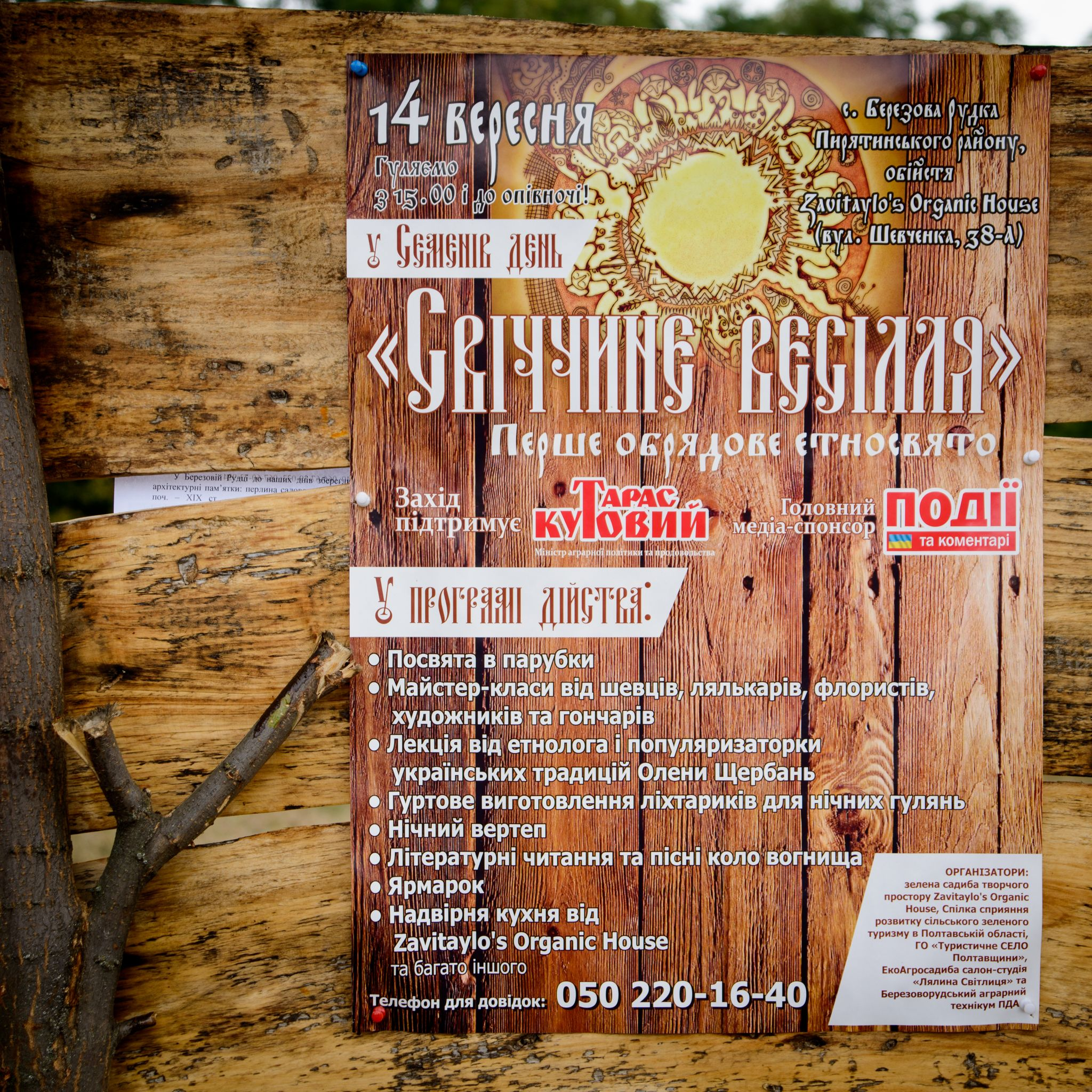

## Мета
Головна мета фестивалю: 
- Збереження та популяризація народних традицій, мистецької спадщини.
- Надання творчого простору для майстрів народних ремесел, автентичних фольклорних гуртів.
- Заохочення місцевих органів самоврядування до якісного підвищення культурного рівня сіл.
- Сприяння розвитку зеленого туризму.

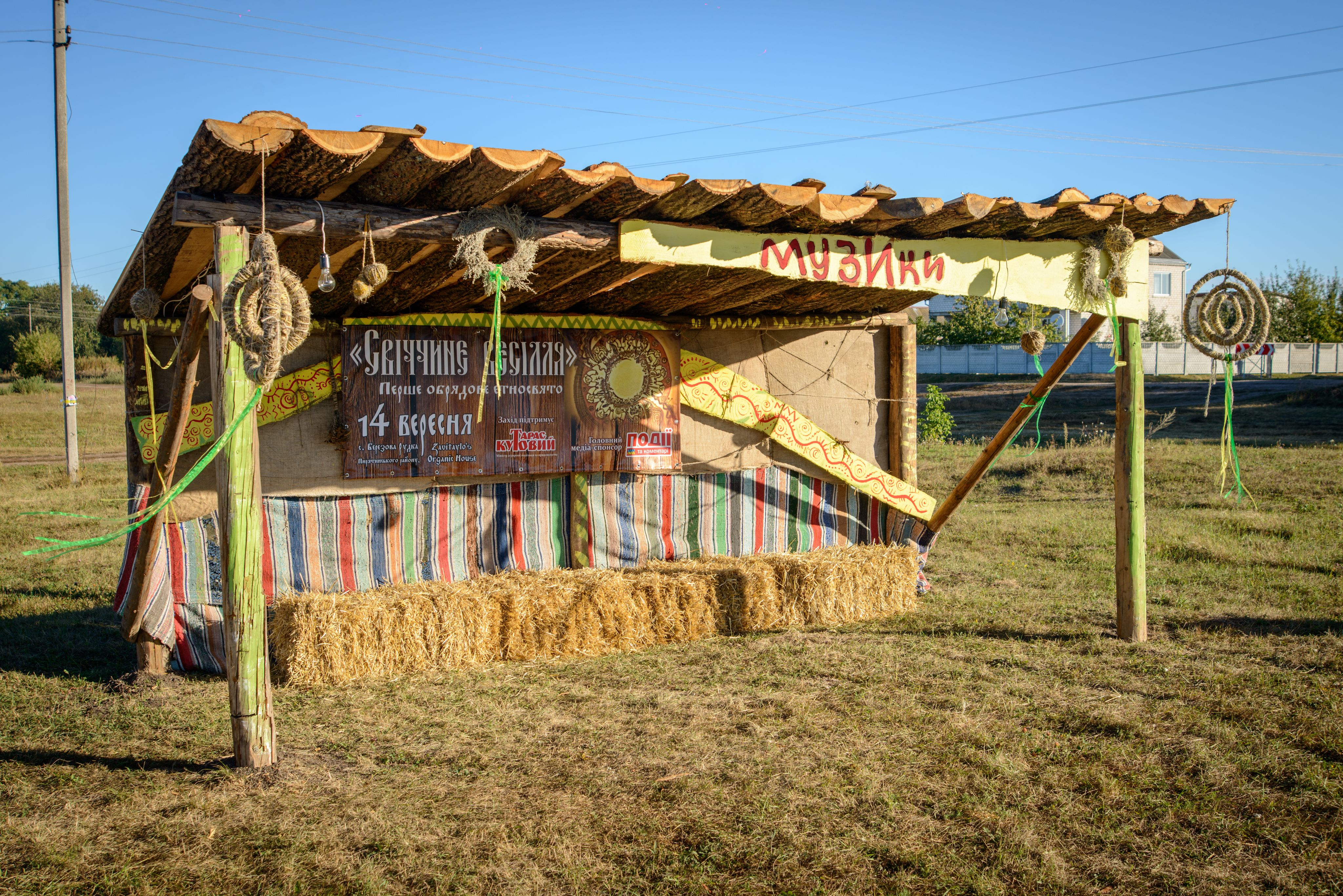
Отака сцена на фестивалі

## 2016 рік
Перше обрядове етносвято підтримав Міністр аграрної політики та продовольства України Тарас Кутовий.
Під час етносвята відбувалися дійства:
- Посвята в парубки
- Майстер-класи від шевців, лялькарів, флористів, художників
- Презентація альбому «Хата з корінням» Тараса Завітайла
- Гуртове виготовлення ліхтариків для нічних гулянь
- Виставка гравюр заслуженого художника України, творчого дослідника теми «Україна — колиска цивілізації», киянина Анатолія Буртового
- Бандурист Юрко Фединський в новій іпостасі
- Автентичні весільні пісні від легендарного крячківського «Древа» та ЕТНО-РОК у їхньому виконанні
- Виконували автентичні українські твори гурт "Стукалка - грюкалка" з Гребінки та гурт "Берегиня" з села Повстин Пирятинського району
- Заслужена артистка України Олена Білокінь
- Театр тіней Оксани Олійник із села Христанівка Лохвицького району
- Літературні читання, пісні й танці біля вогнища
- Ярмарок органічної продукції та народних промислів
- Щедра надвірня кухня від Zavitaylo's Organic House та Березоворудського аграрного технікуму Полтавської державної аграрної академії
- Екологічна акція Суспільного проекту «Еколтава»
- «ЖИВІ КОШАРИ»
- Нічний вертеп

Фестиваль організатори планують проводити щороку.

## Галерея
Зранку перед дійством:
Музична частина
Посвята у парубки

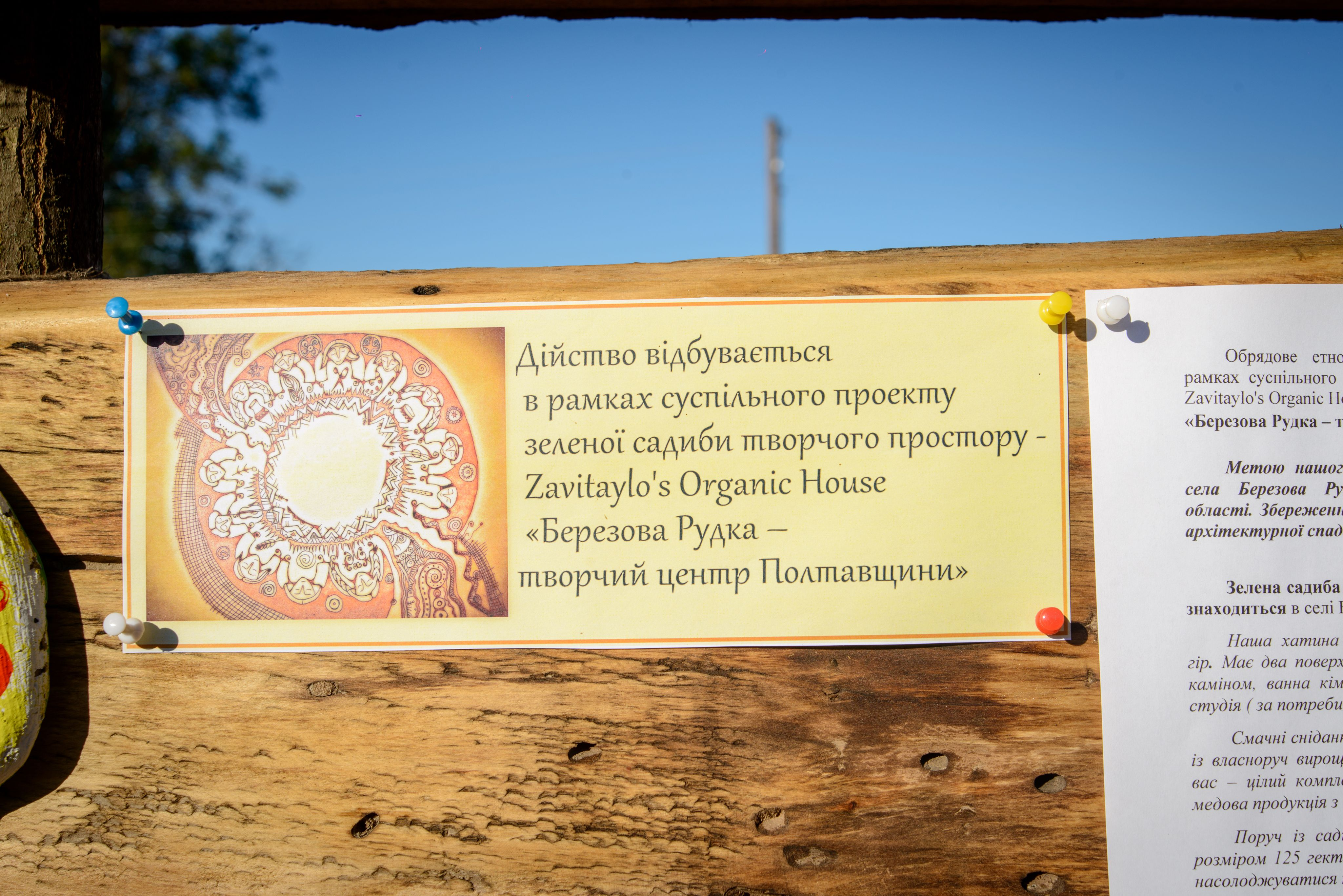
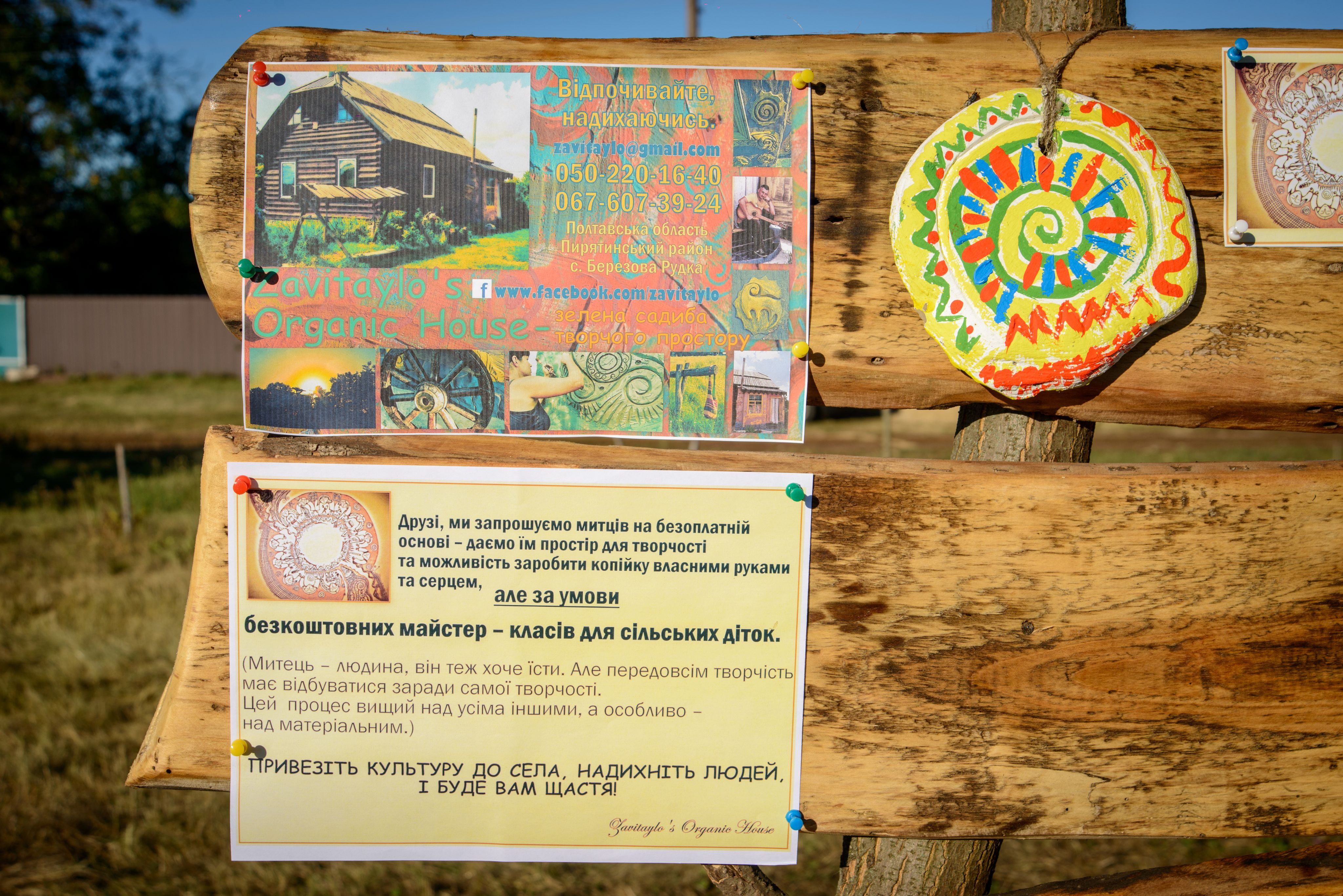
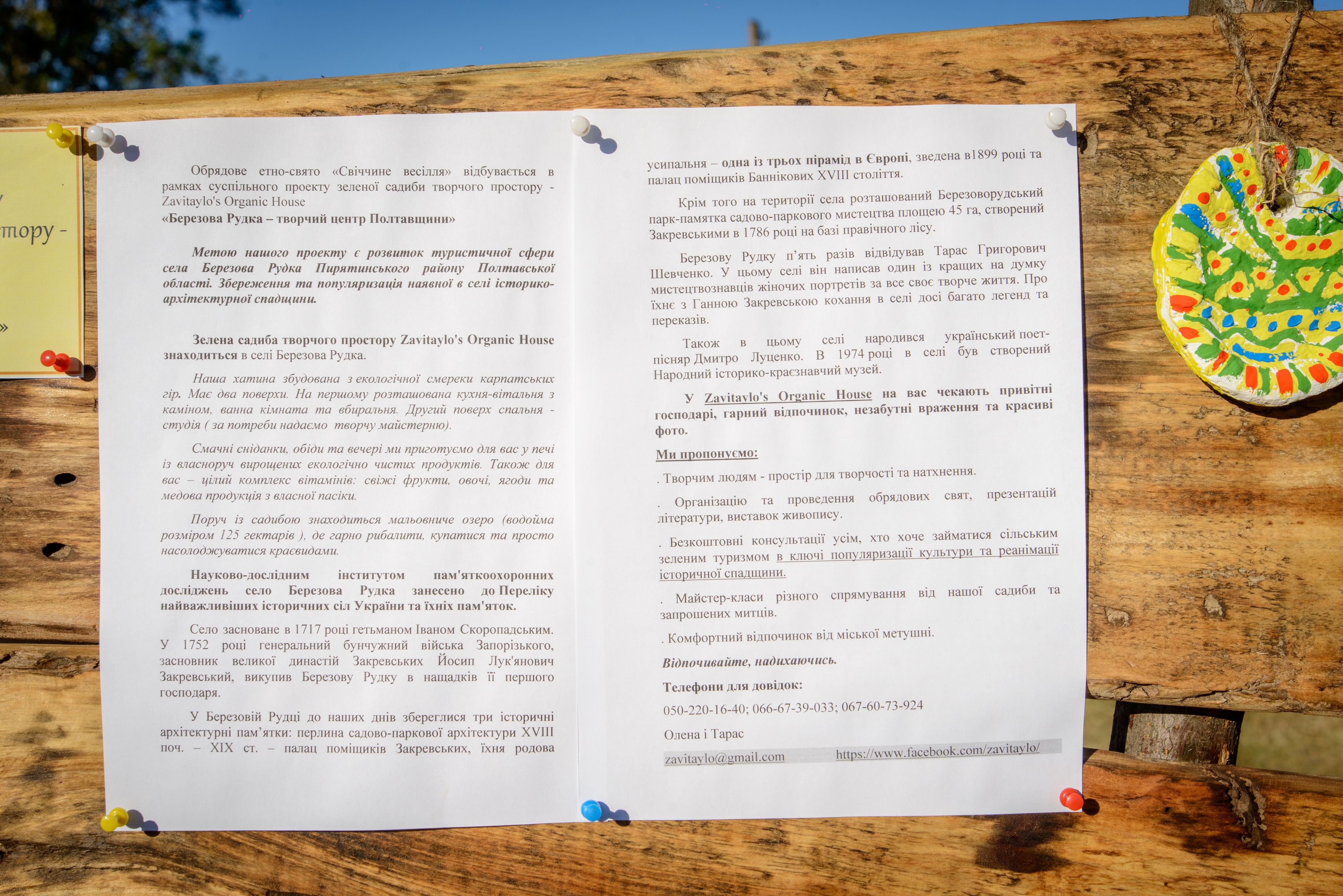
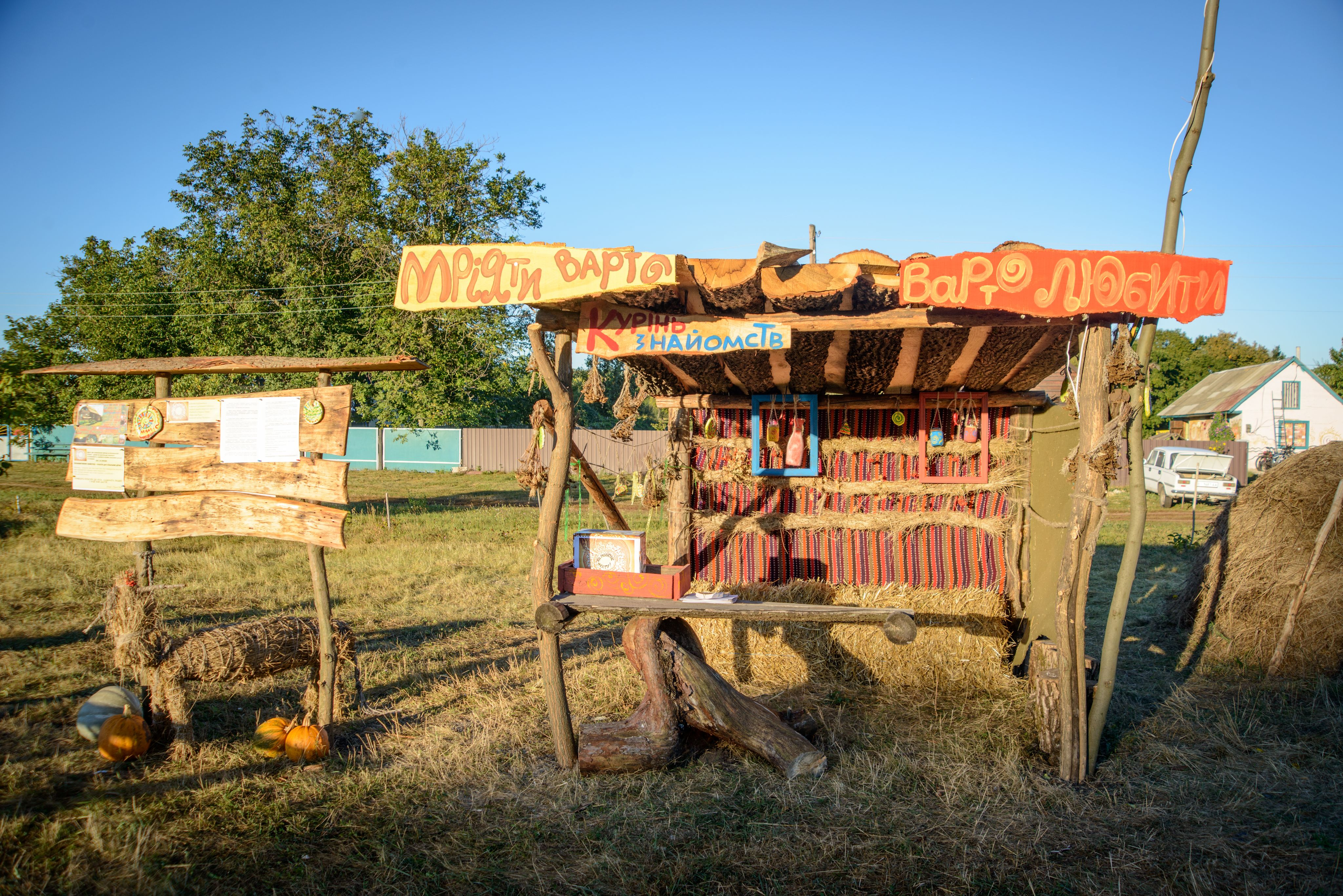
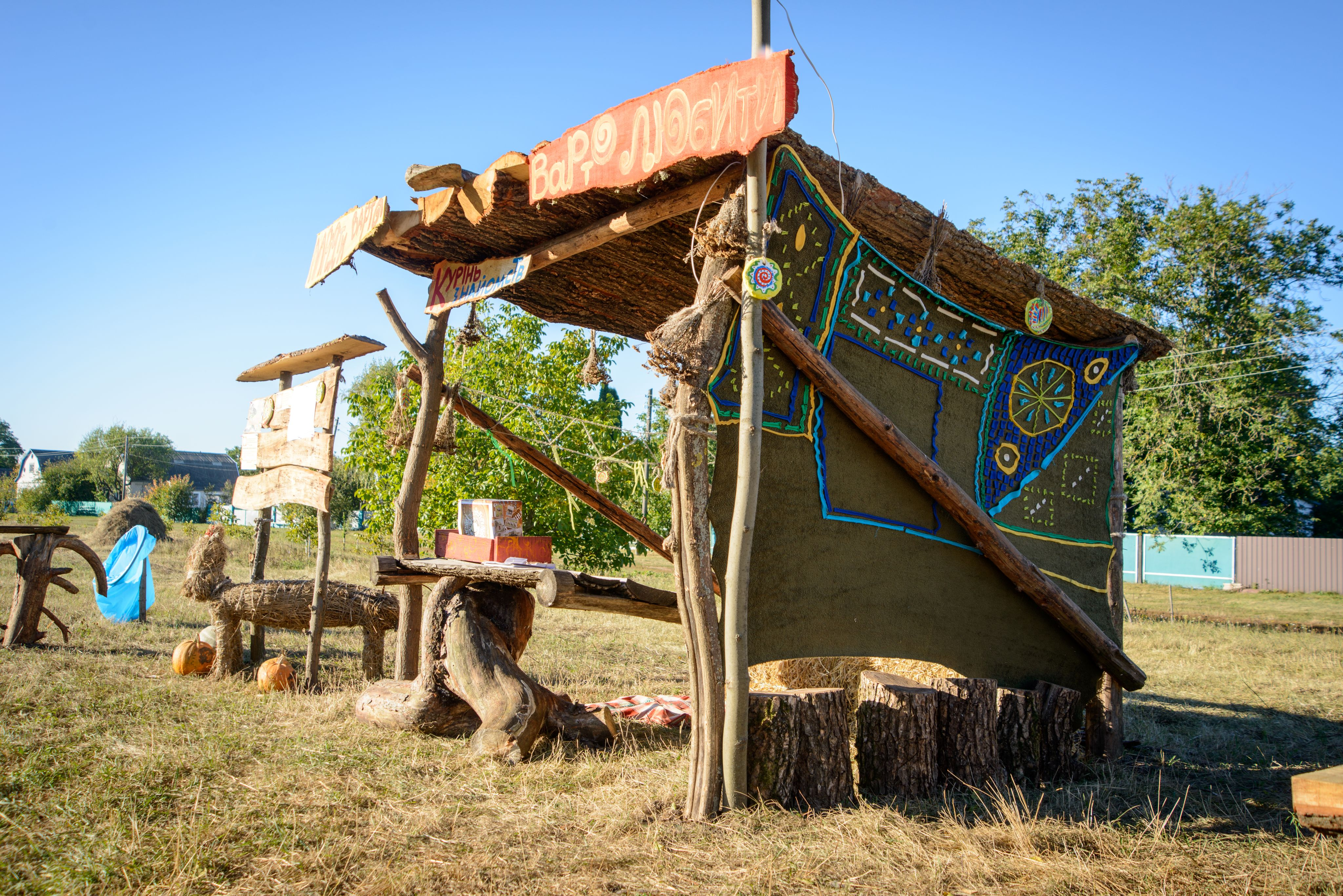
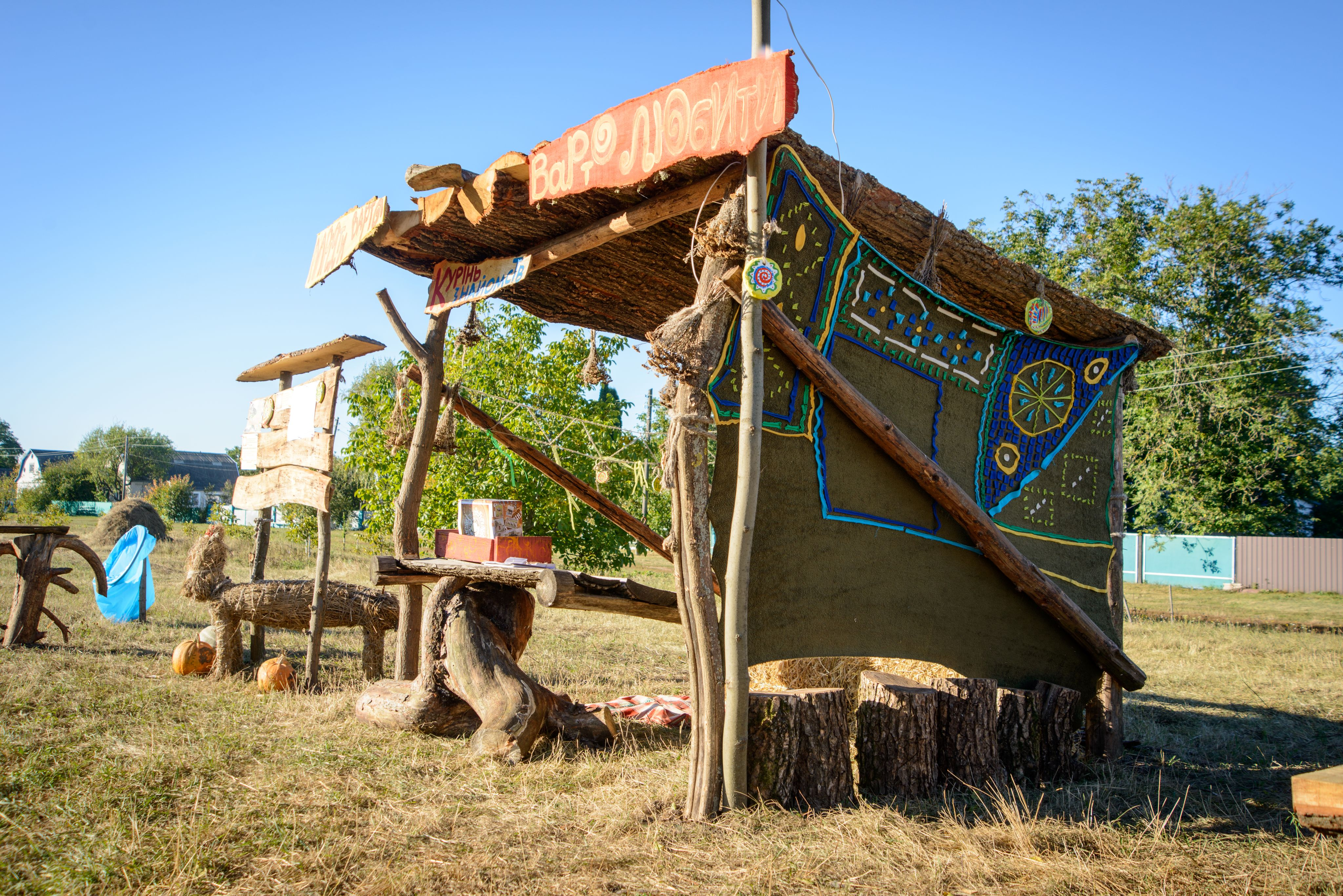
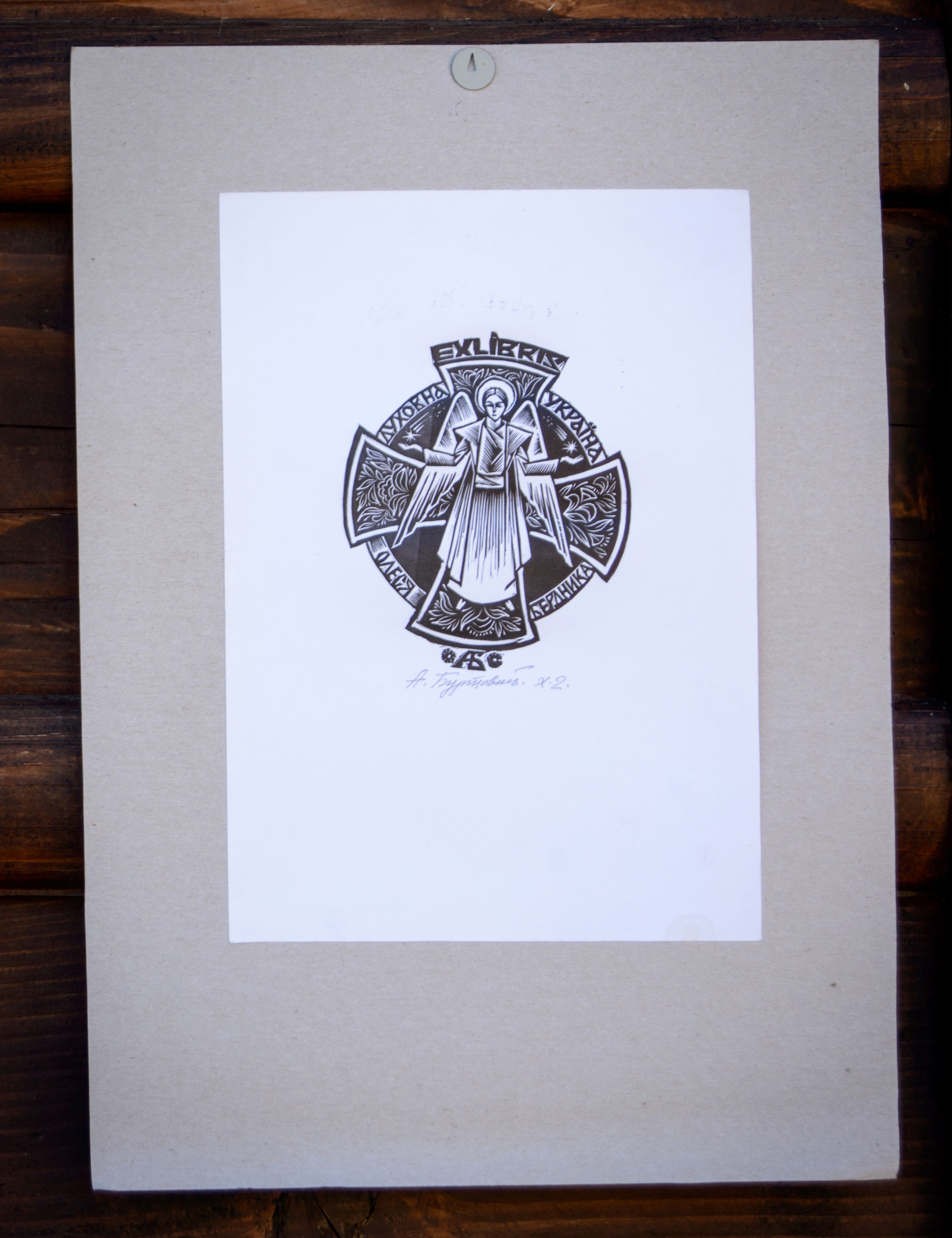
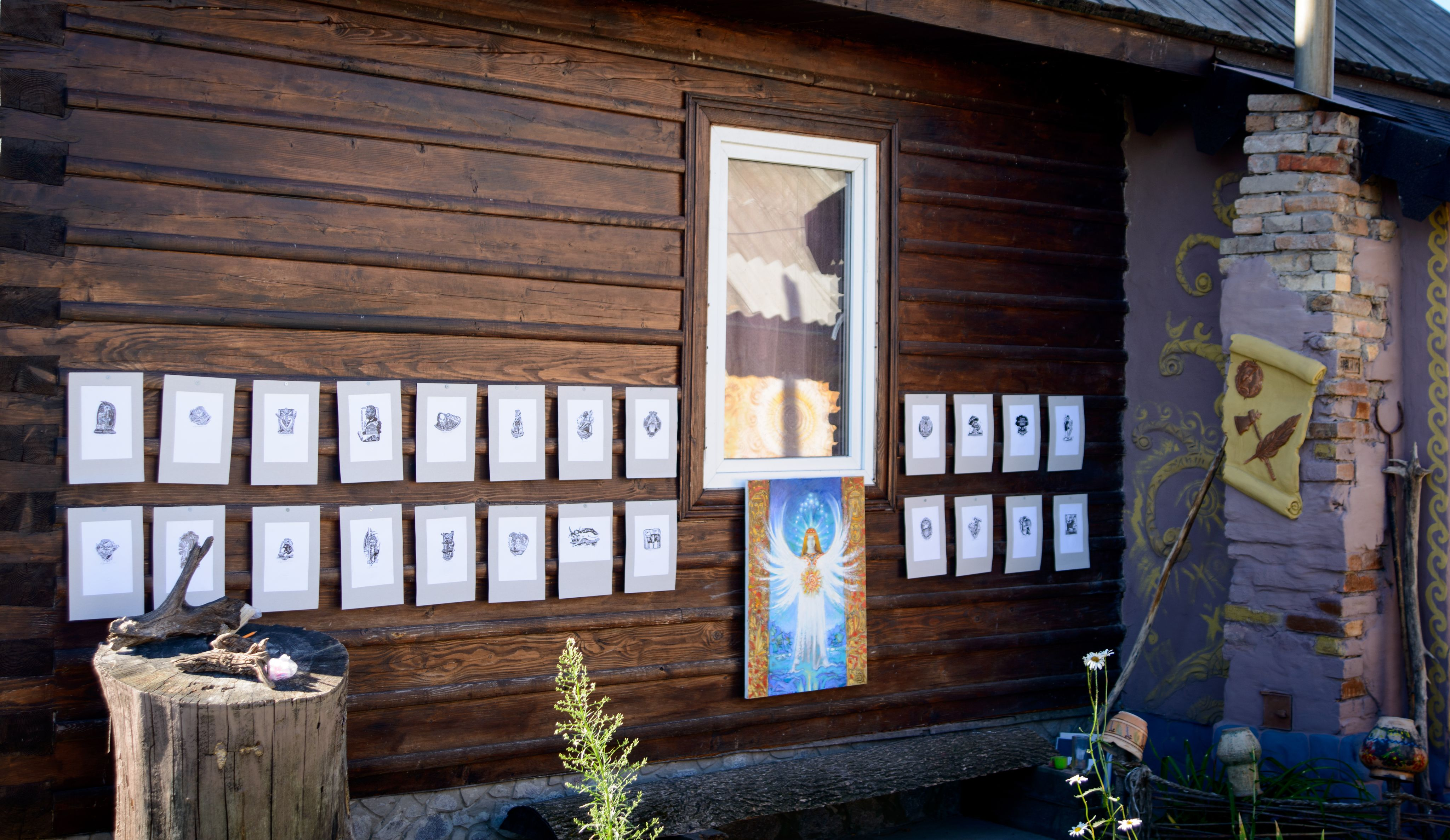
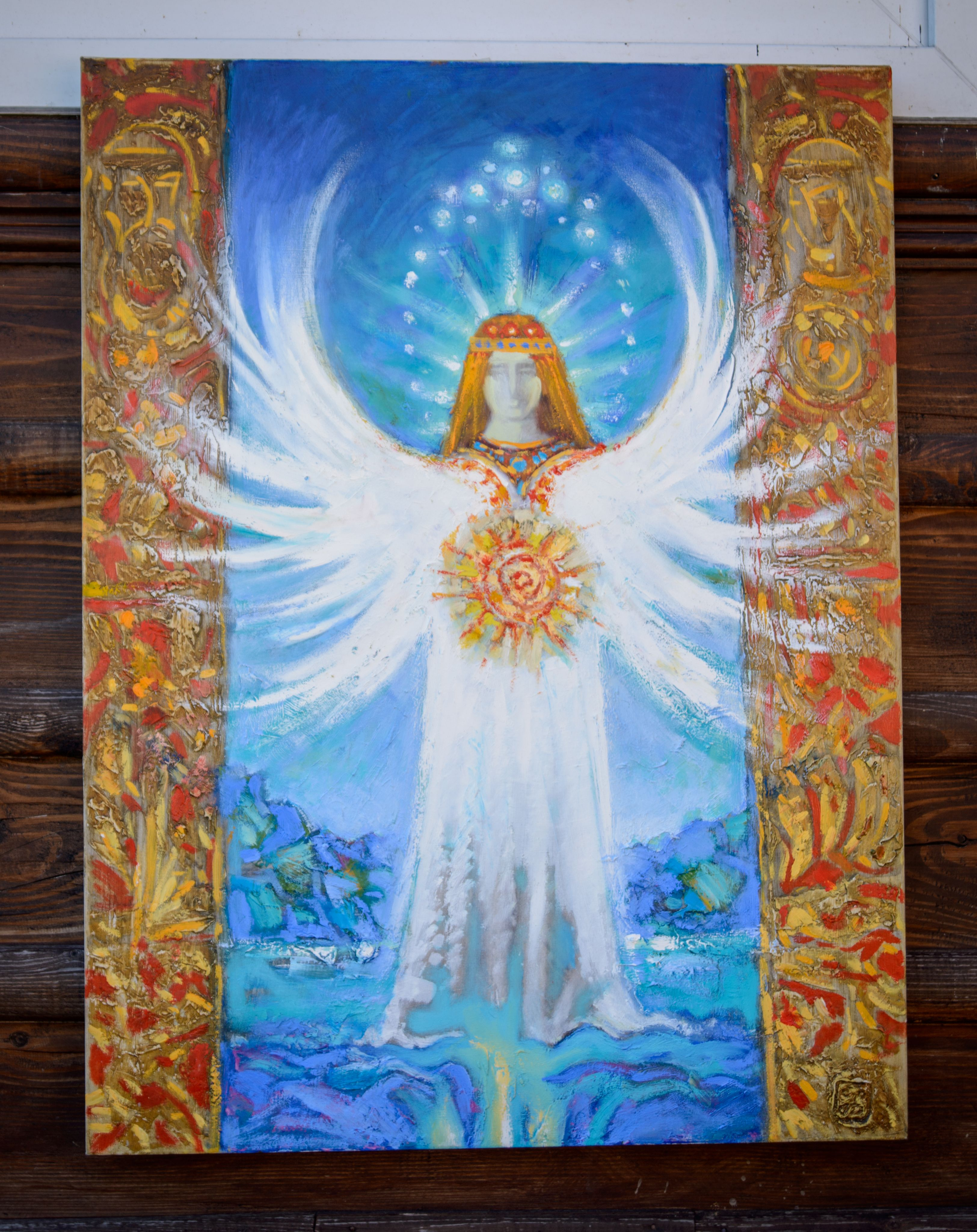
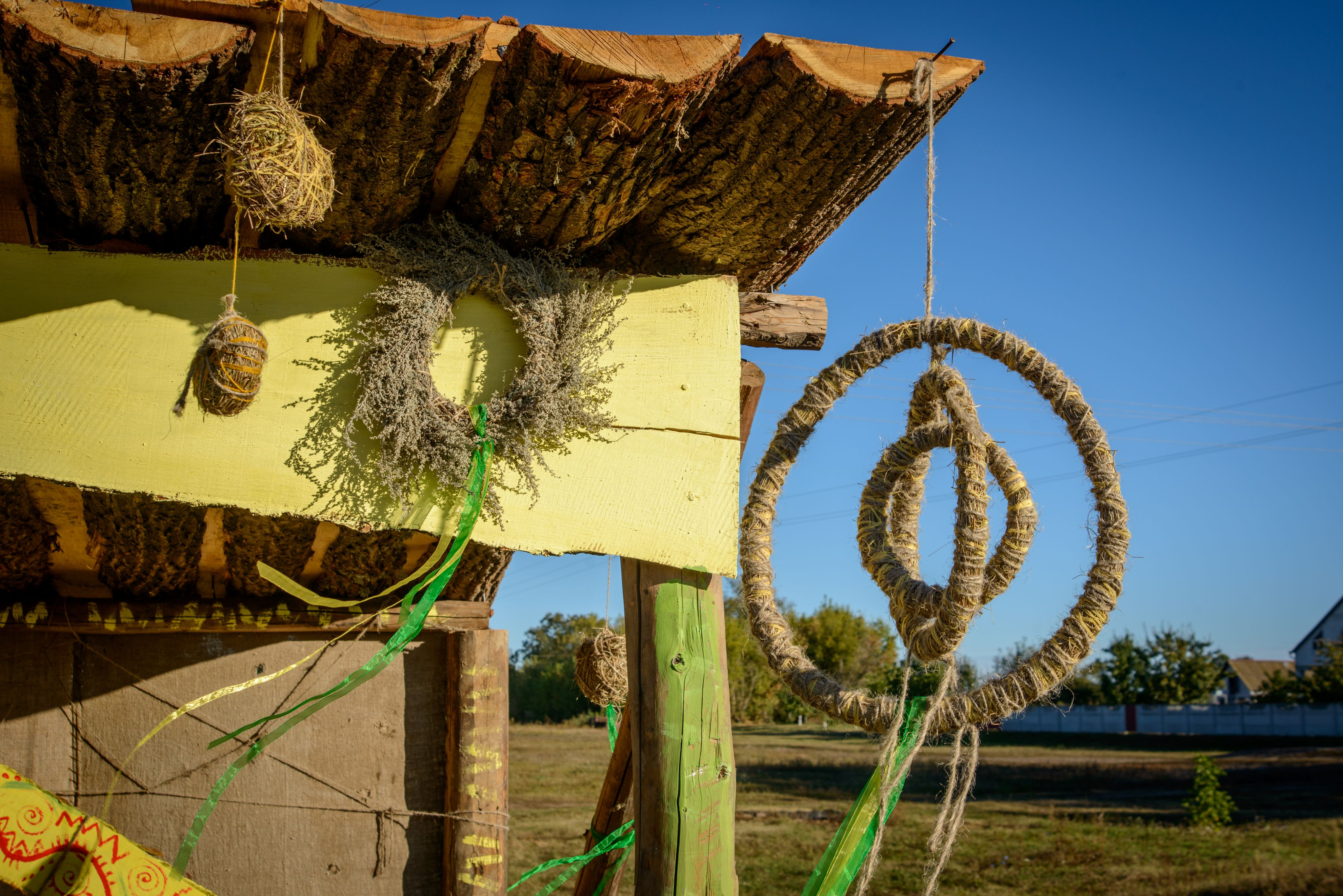
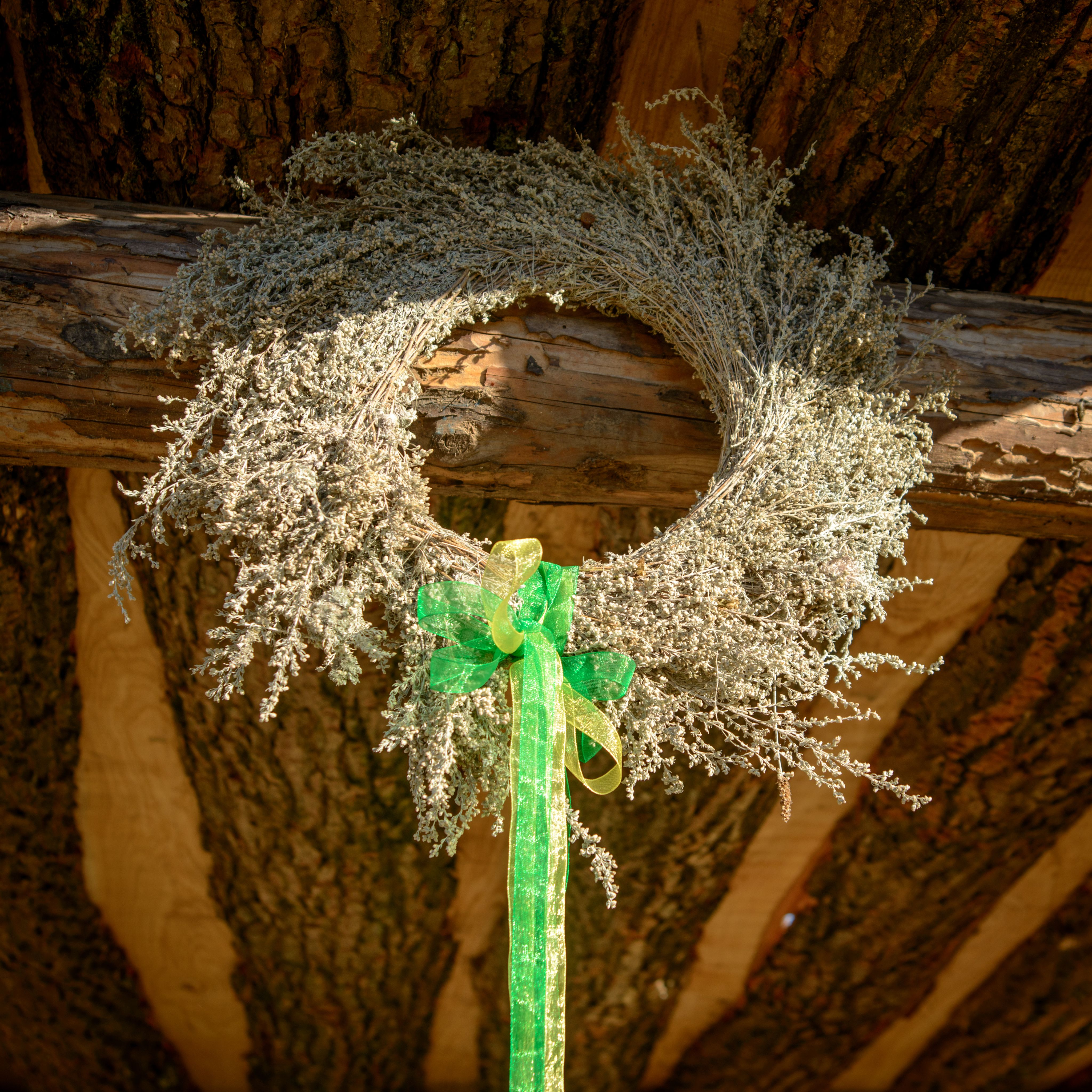
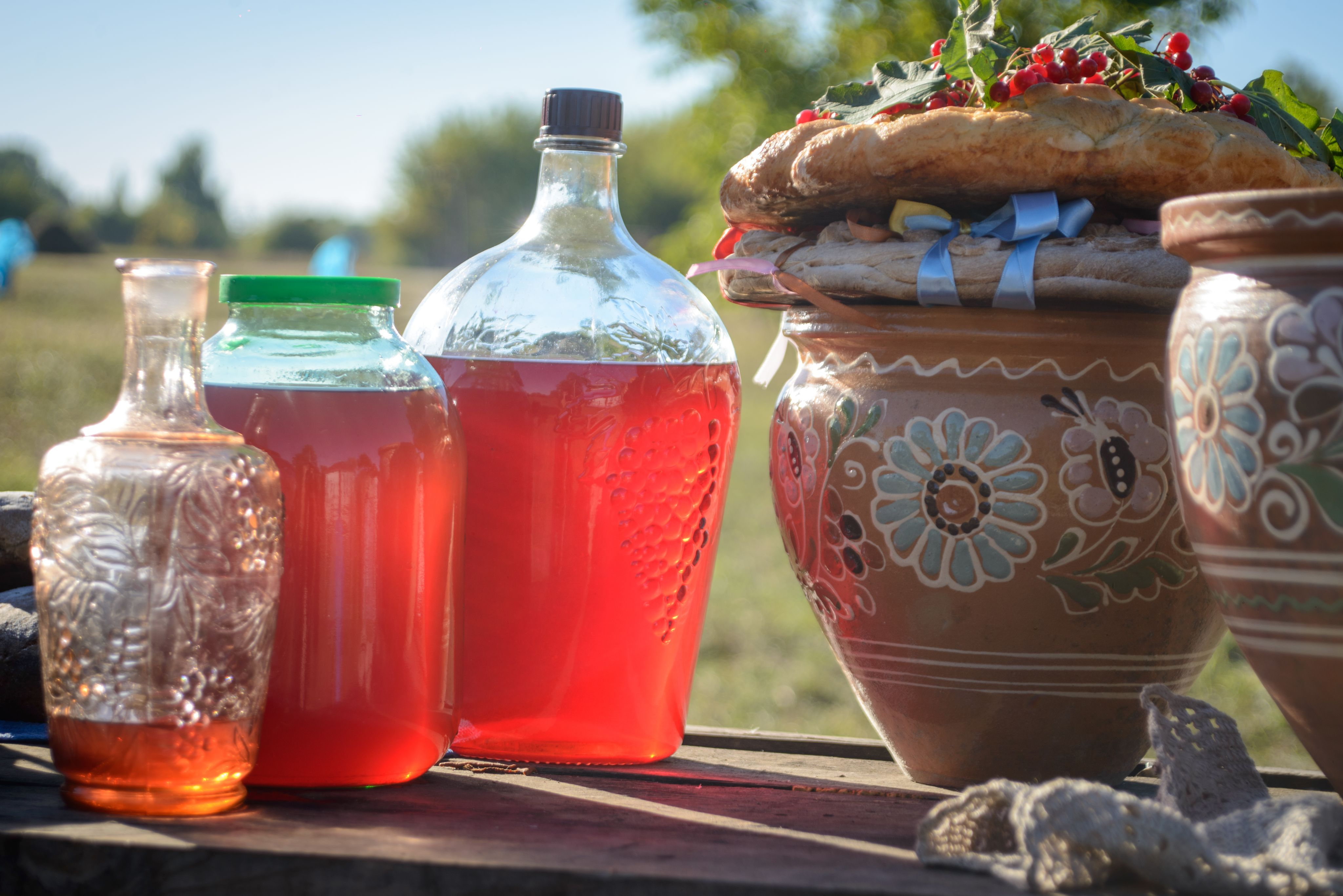
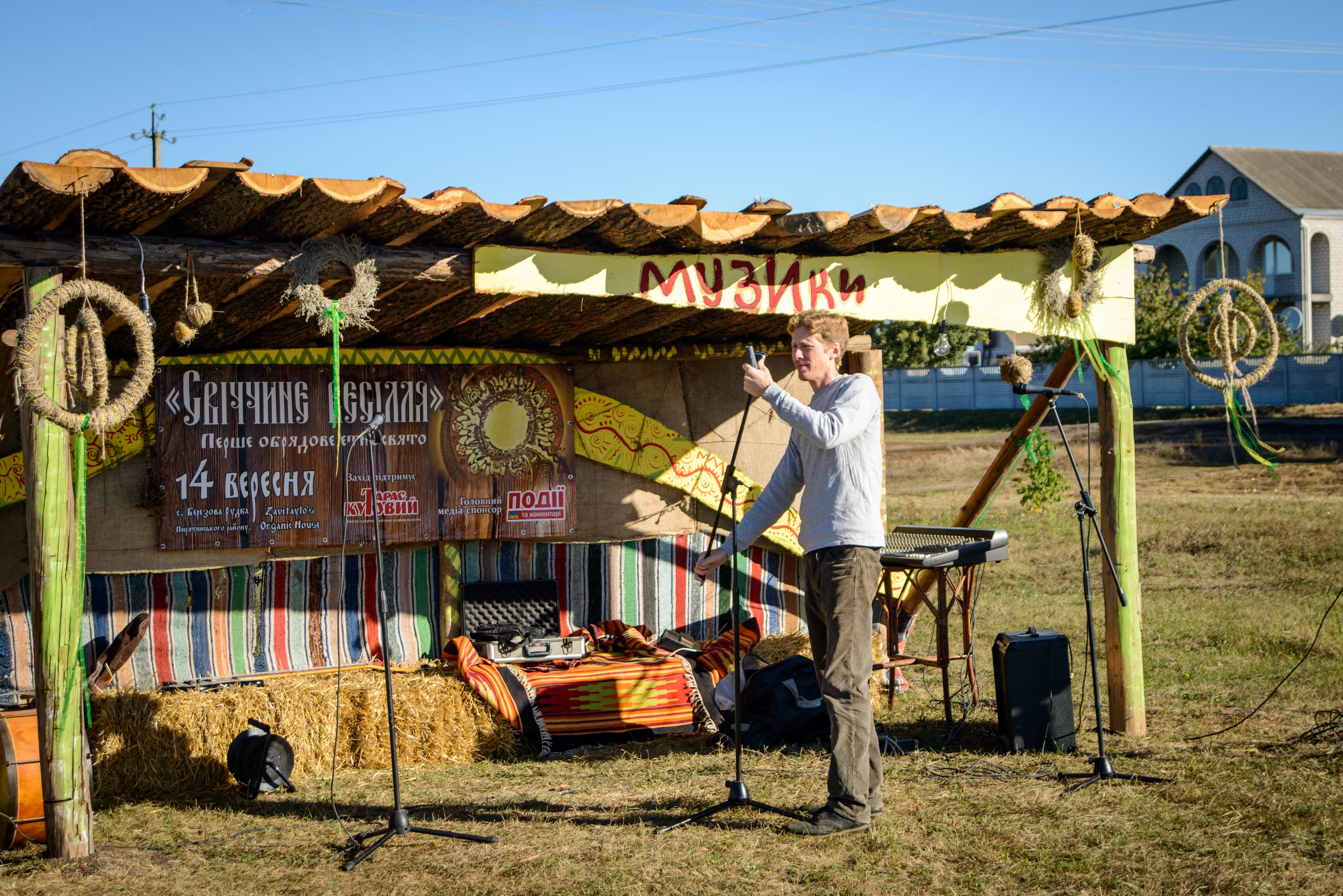
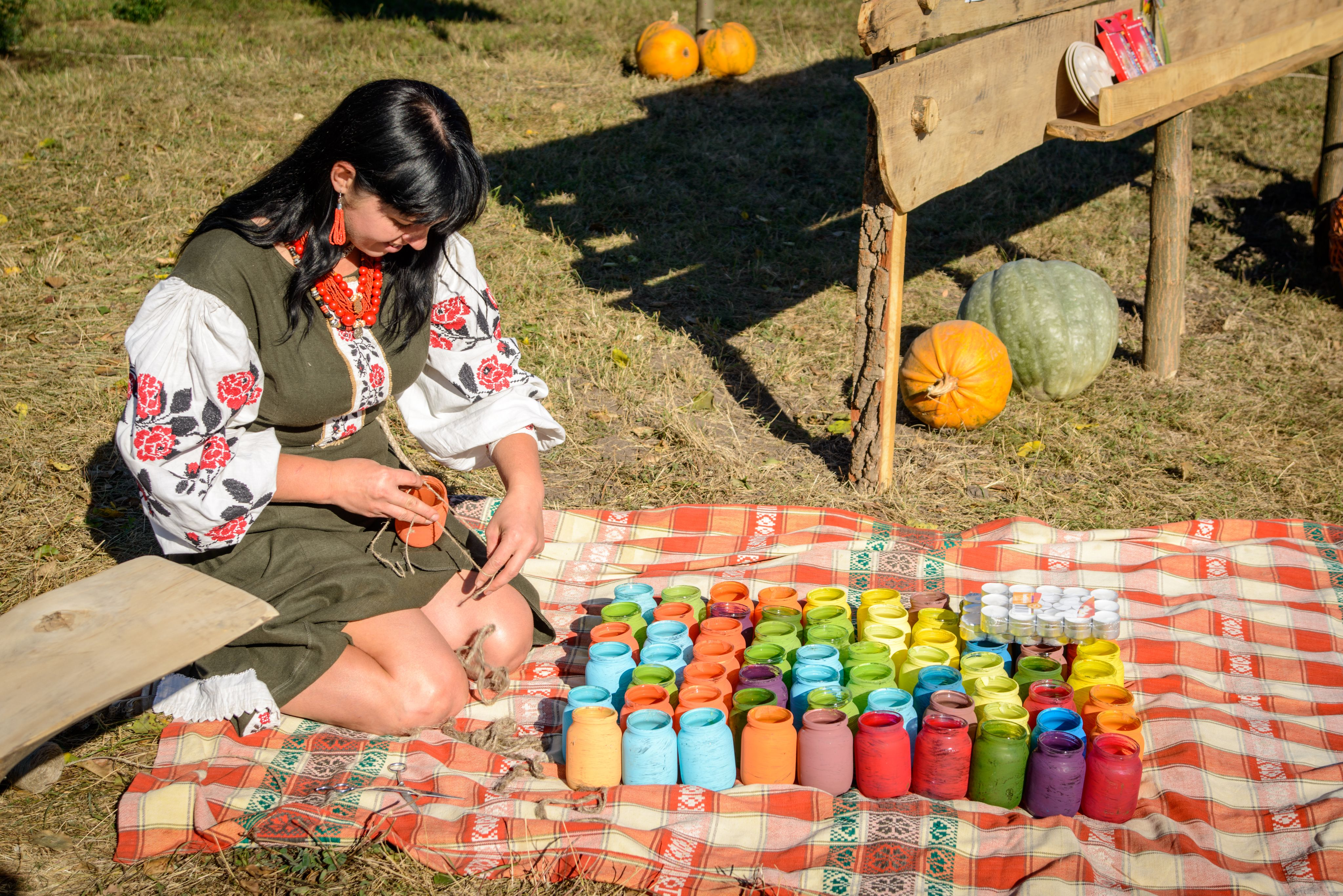
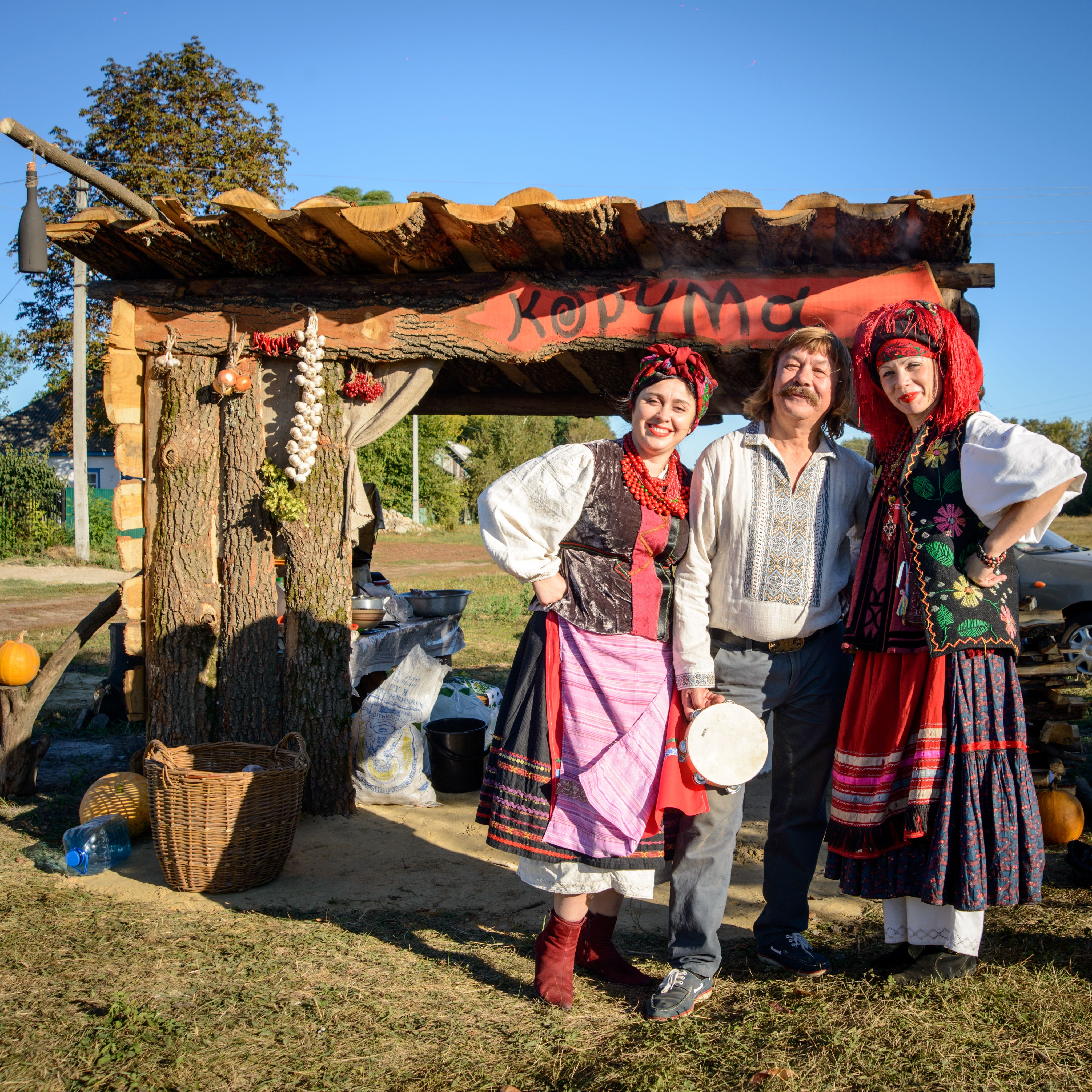
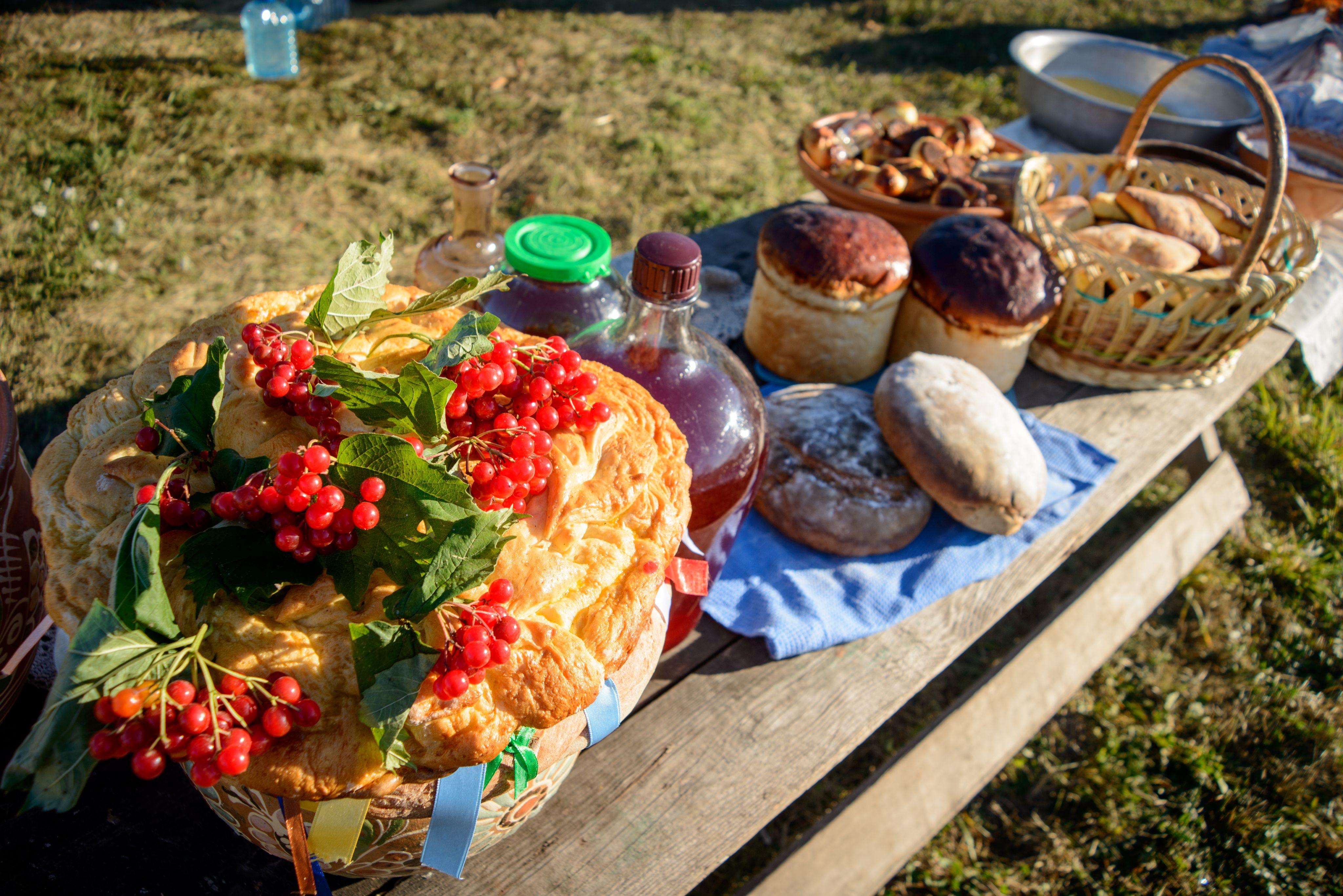
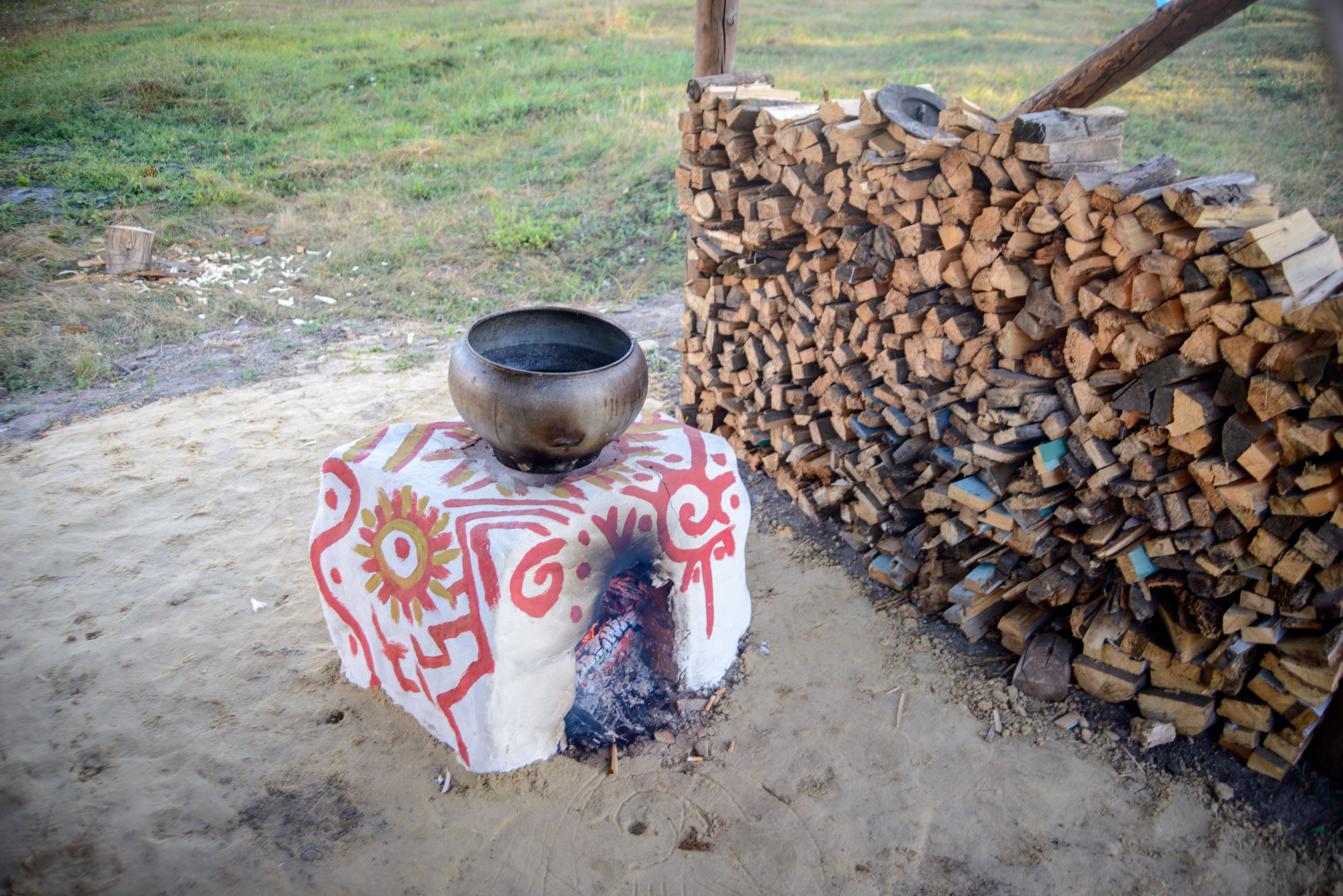
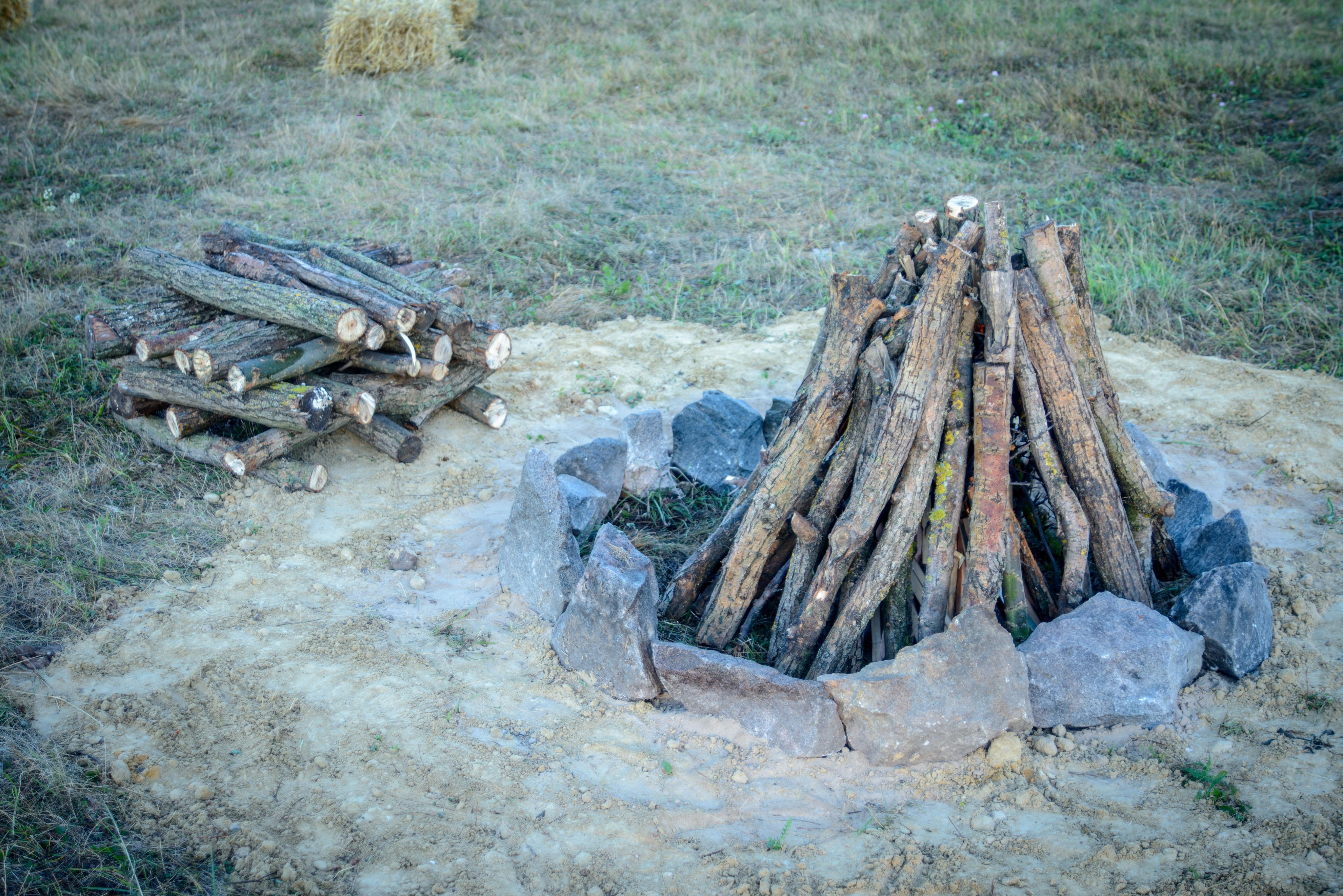
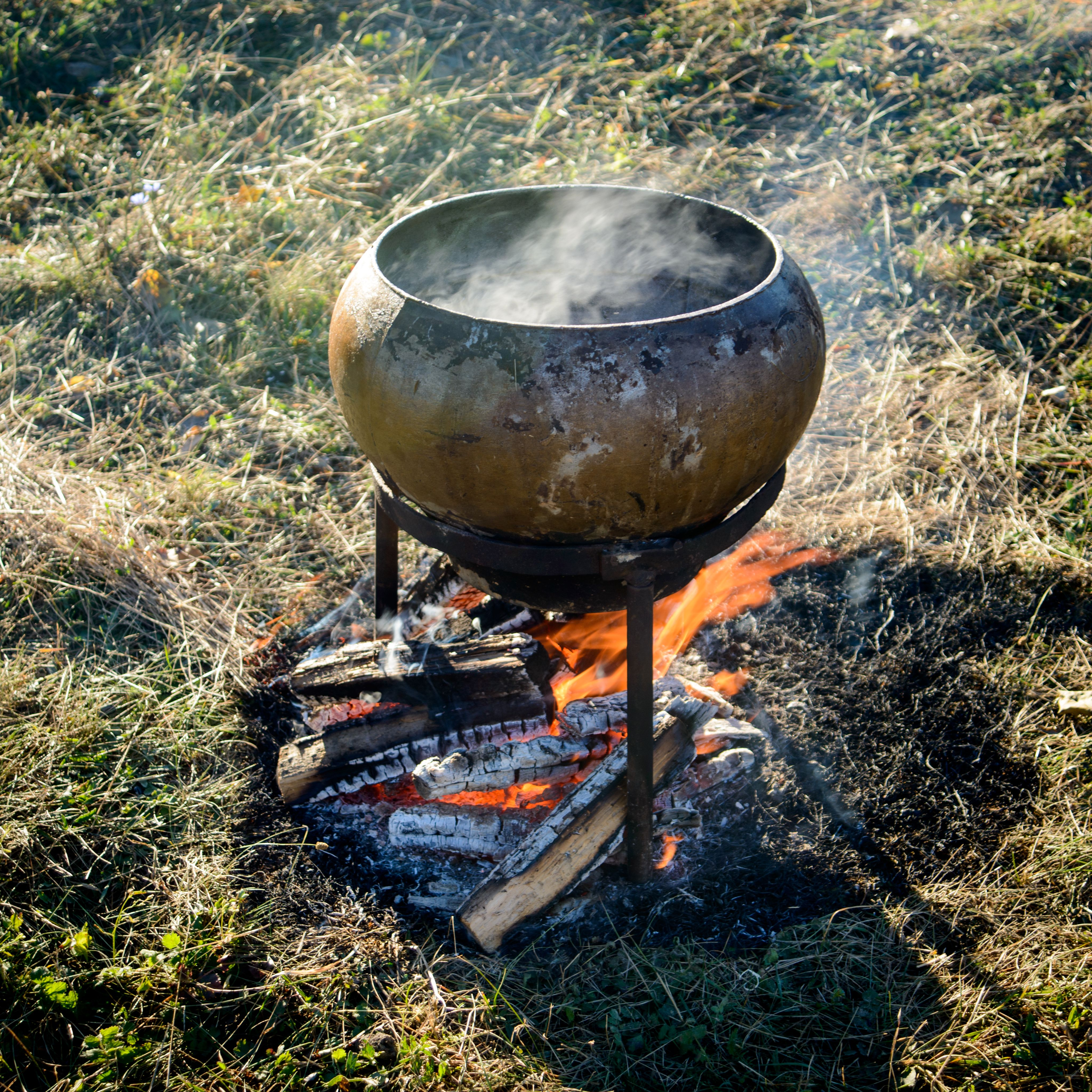
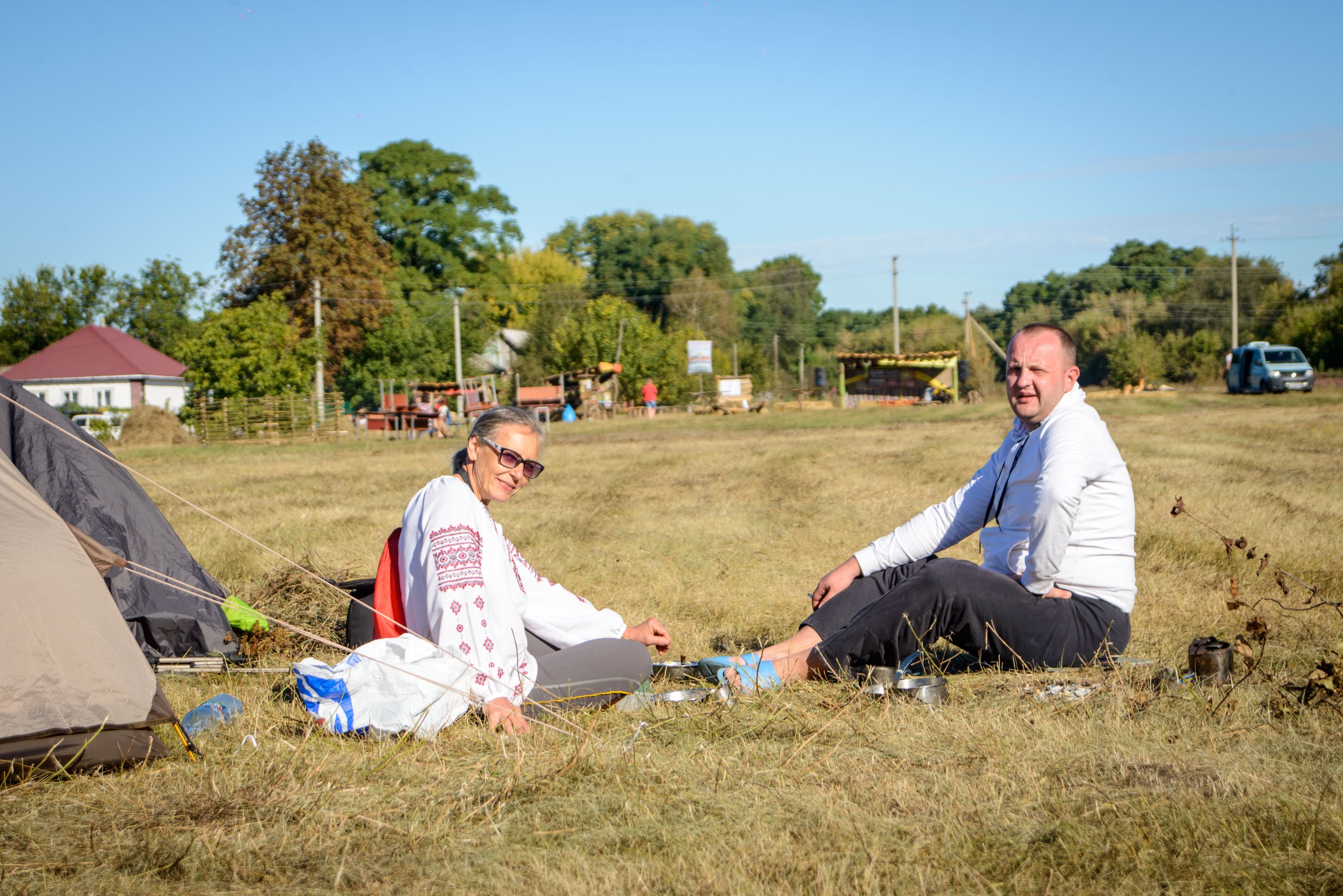
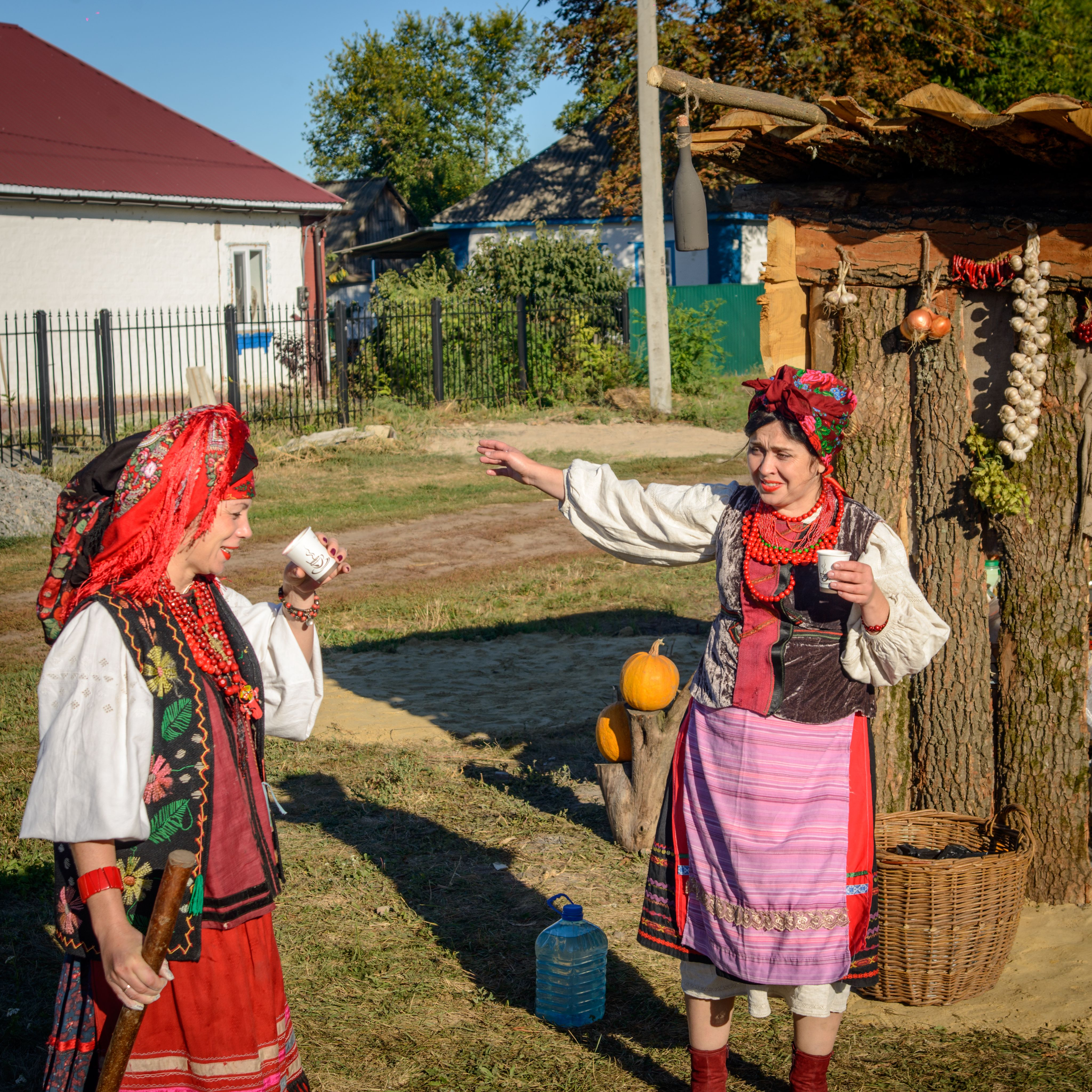
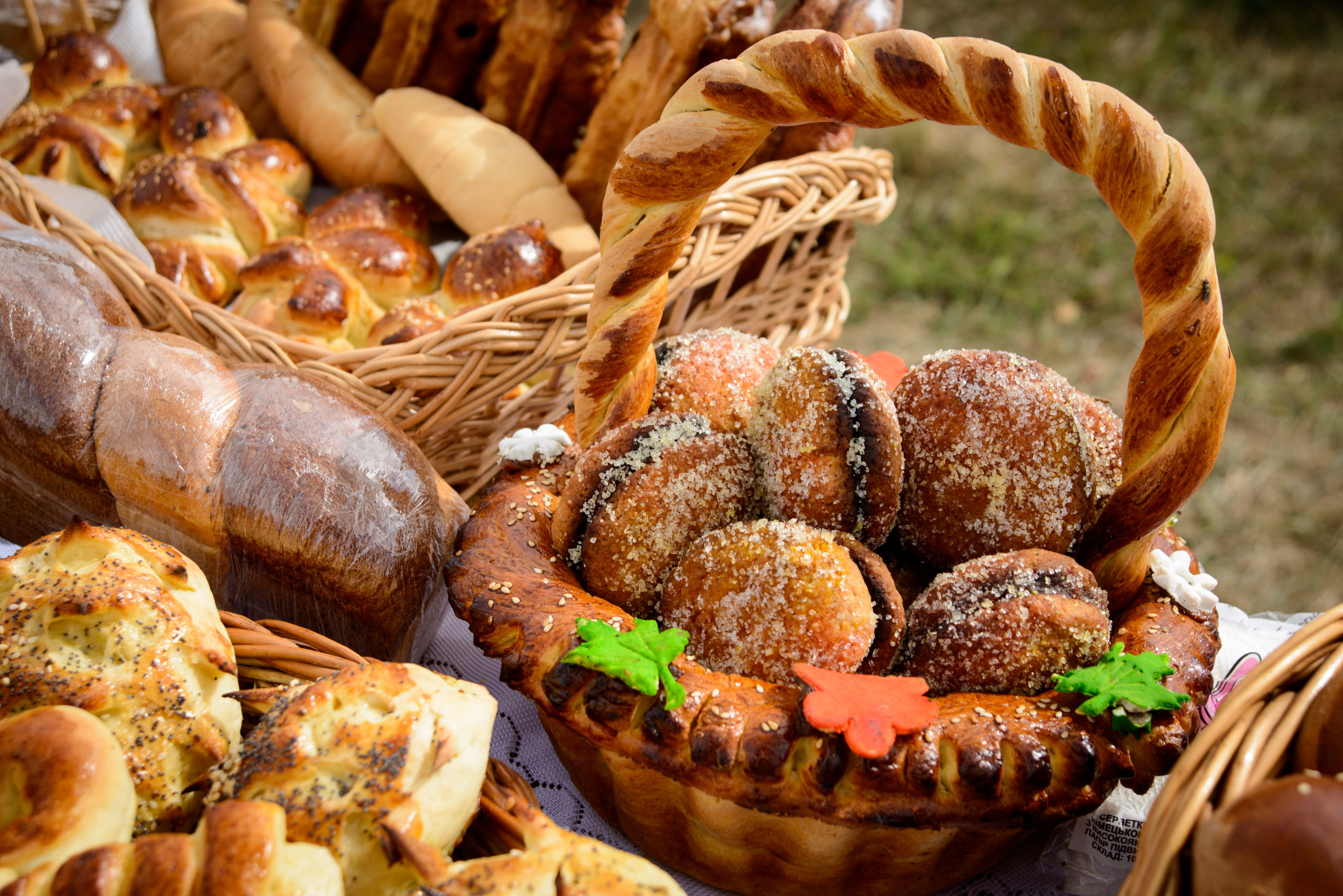
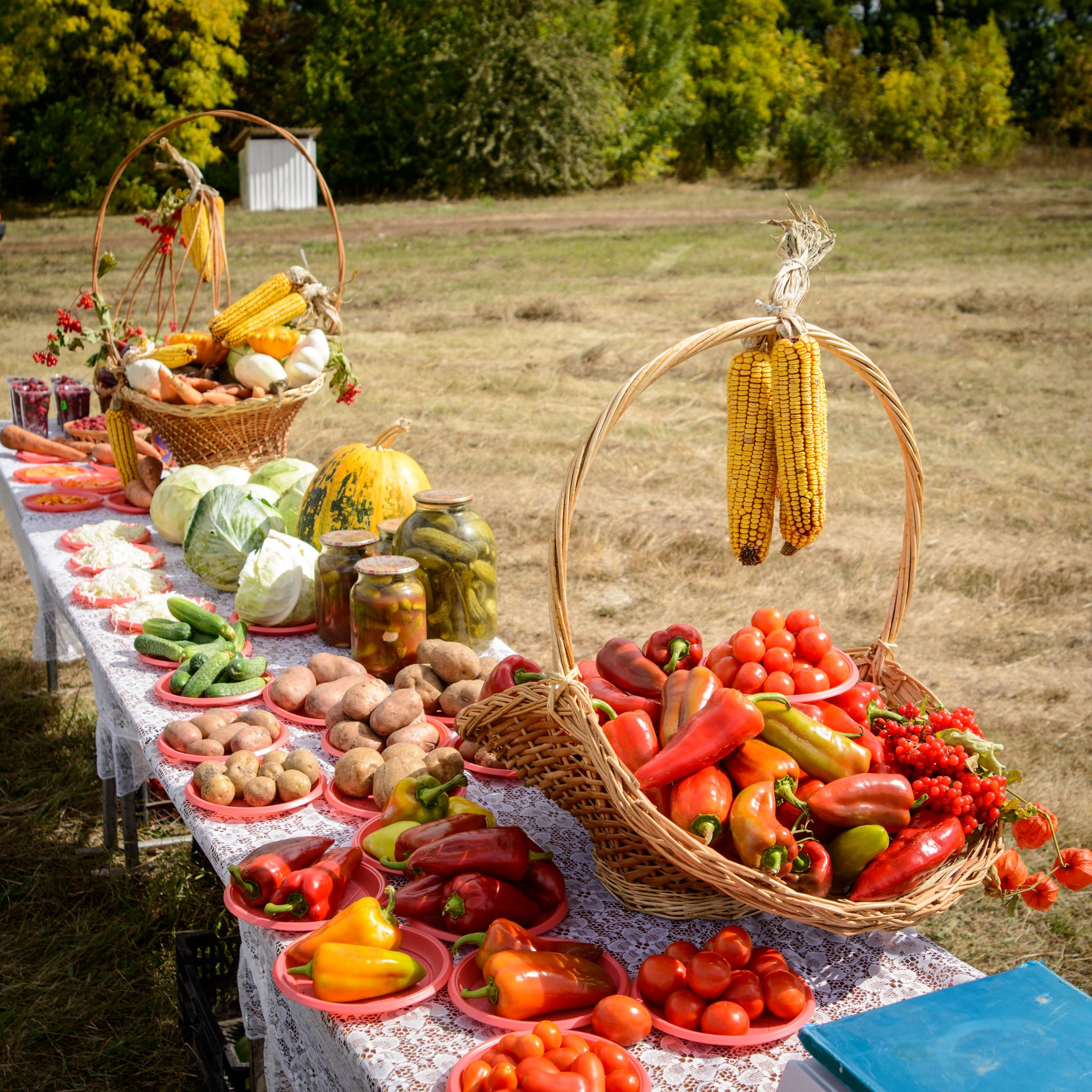
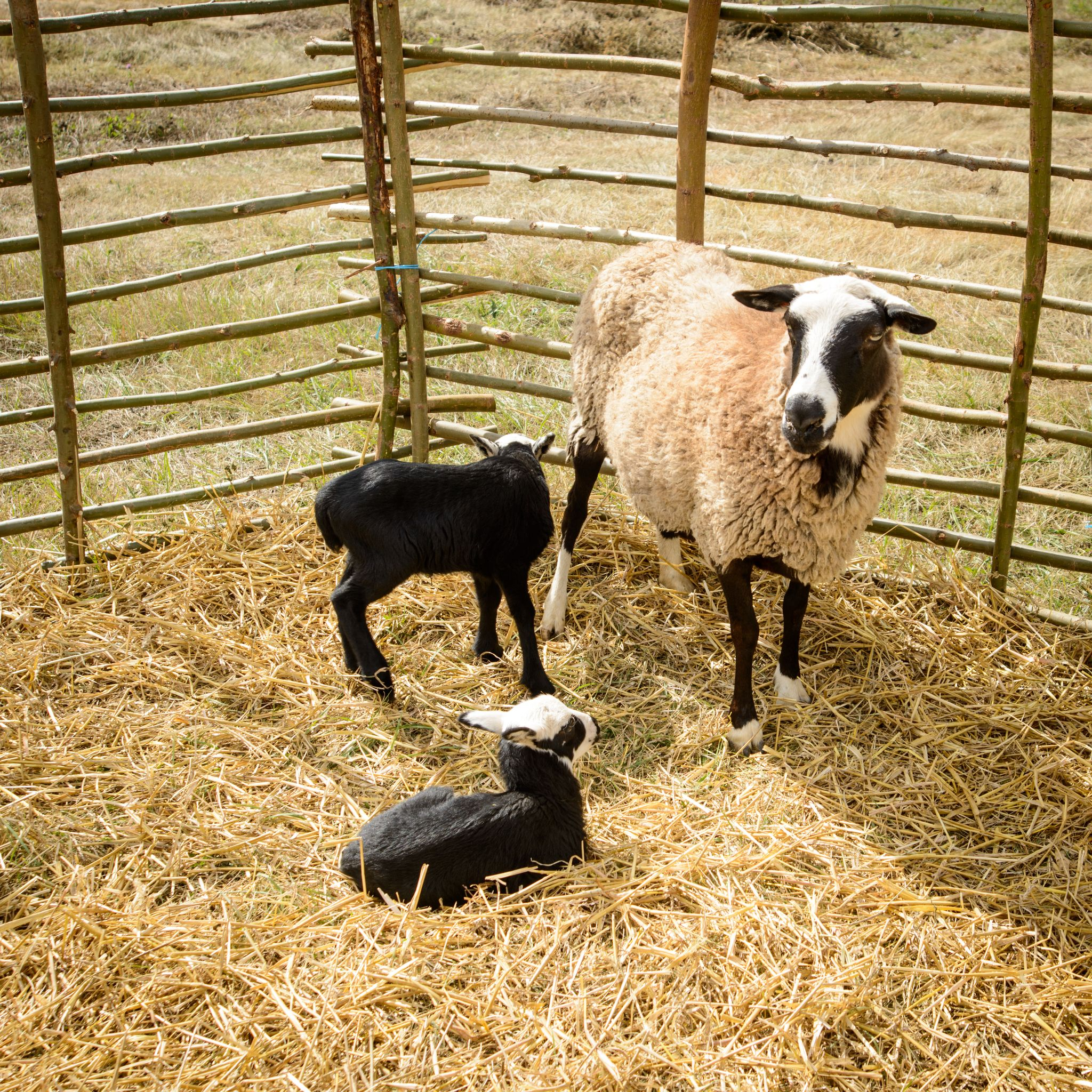
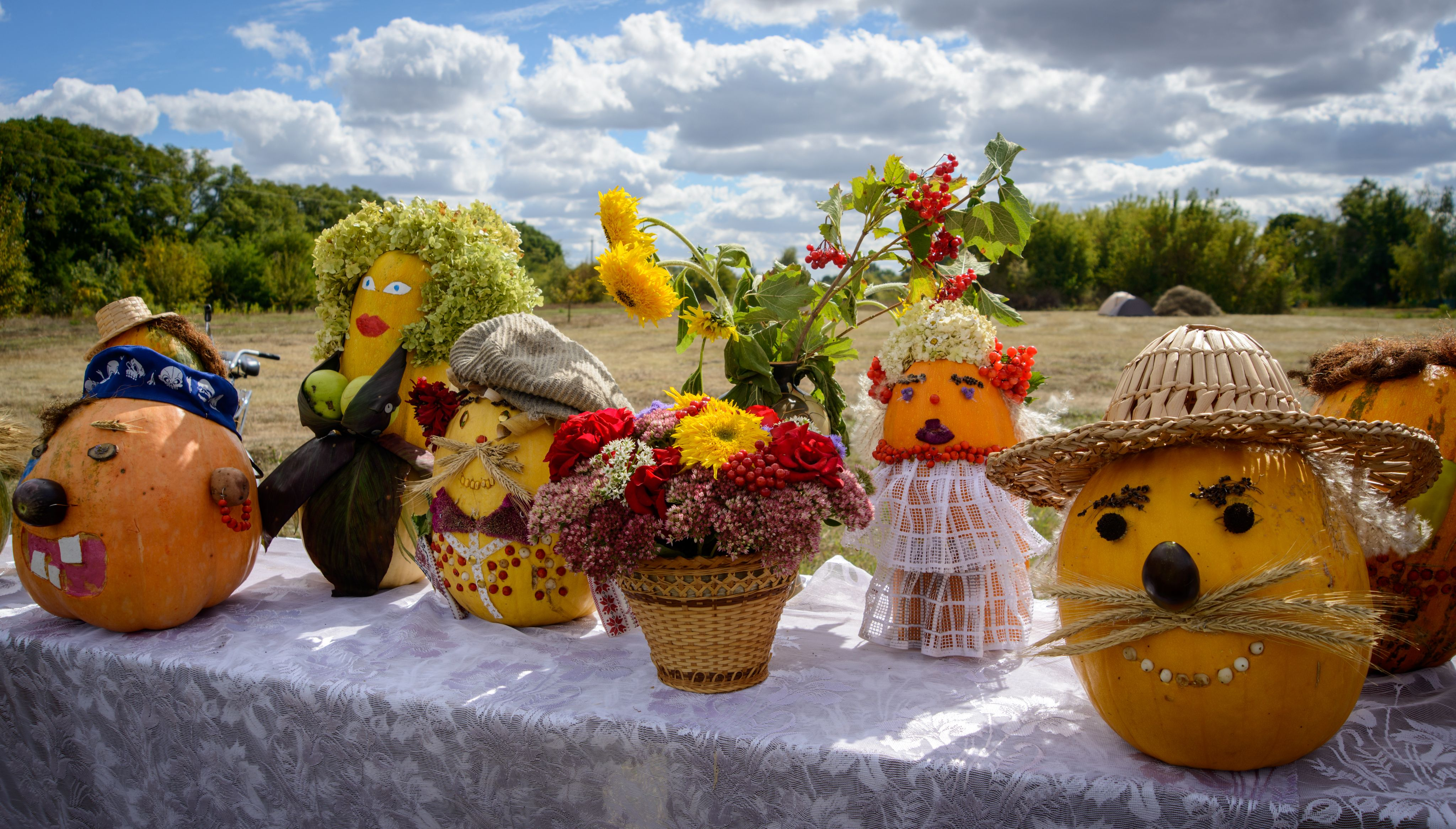
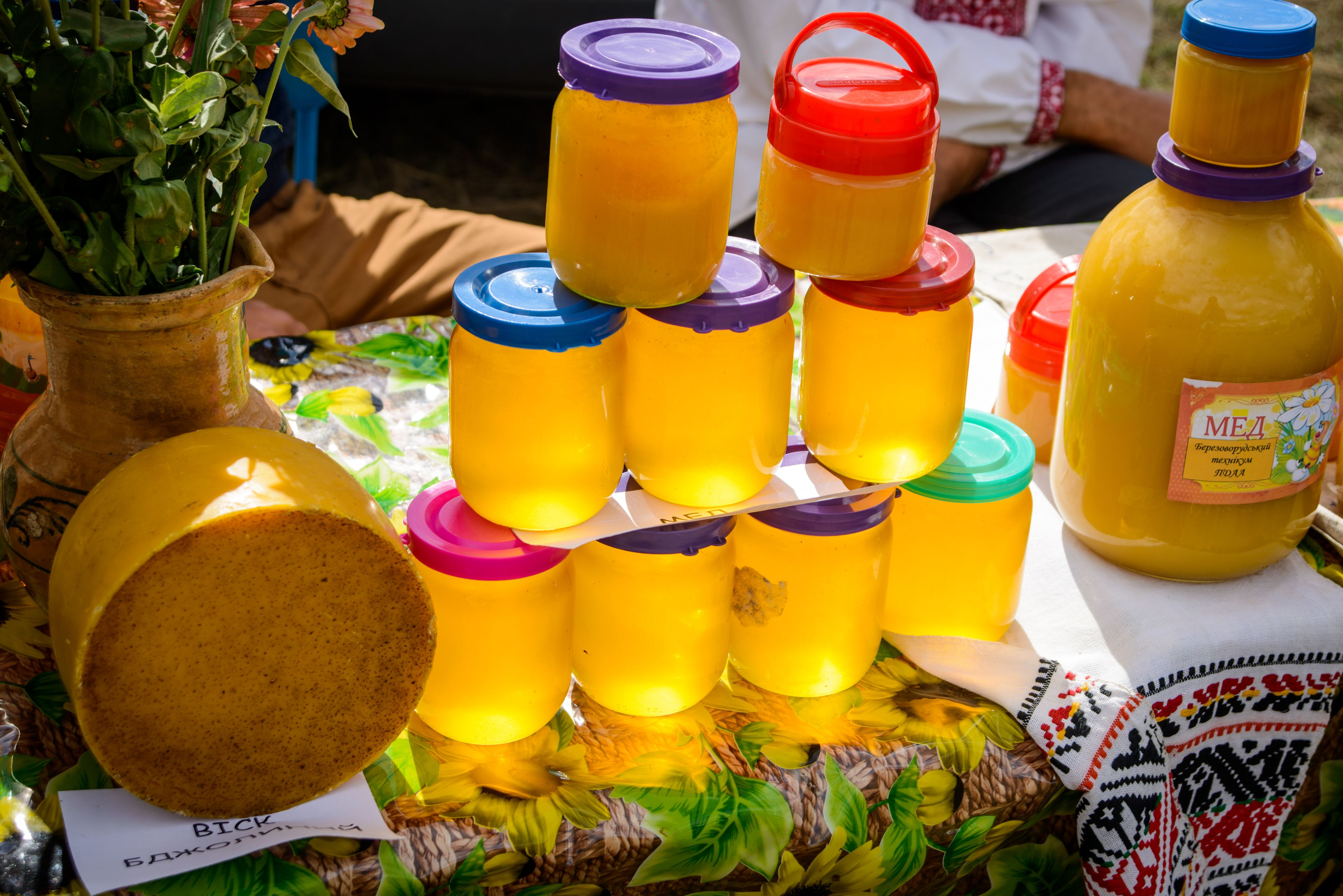
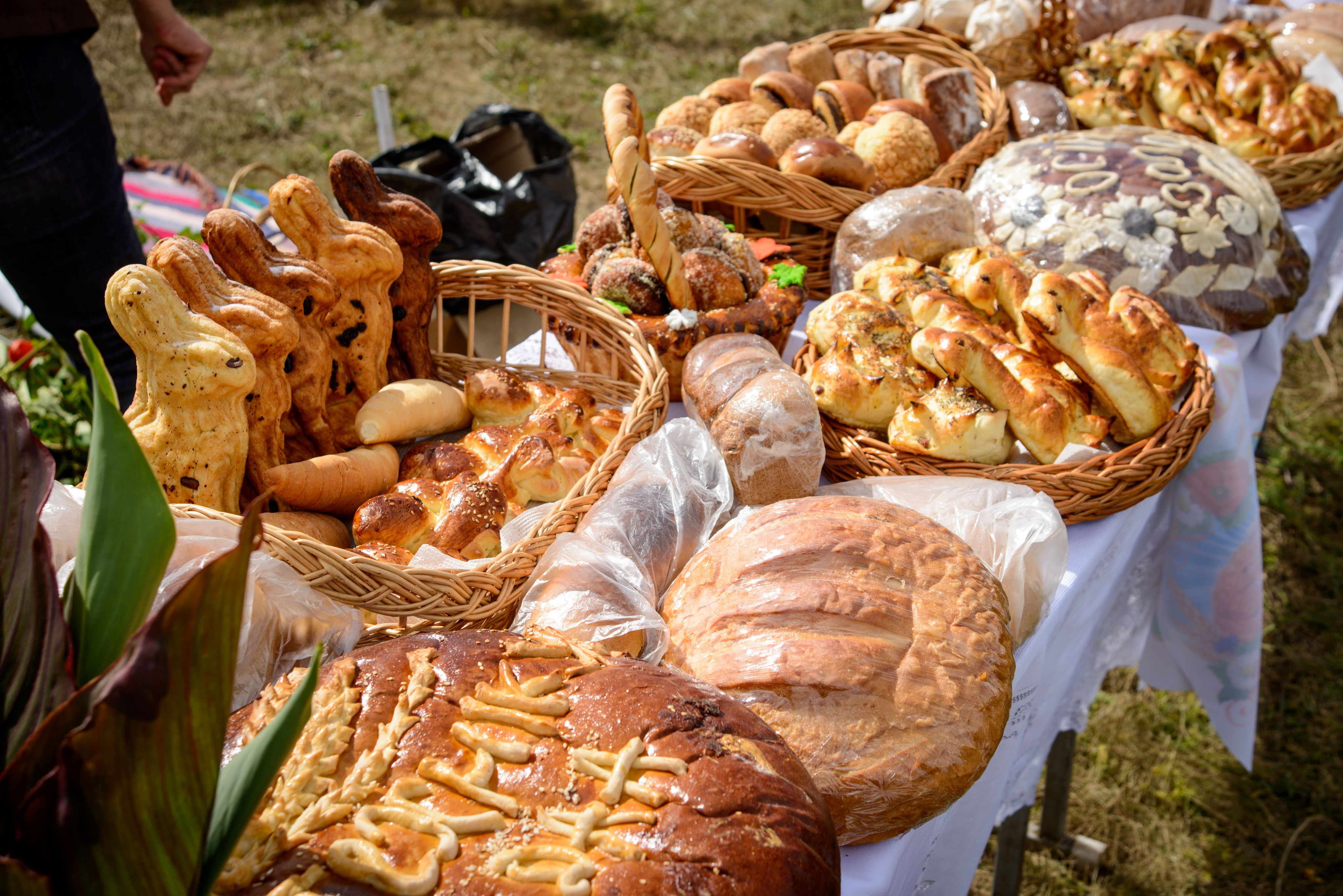
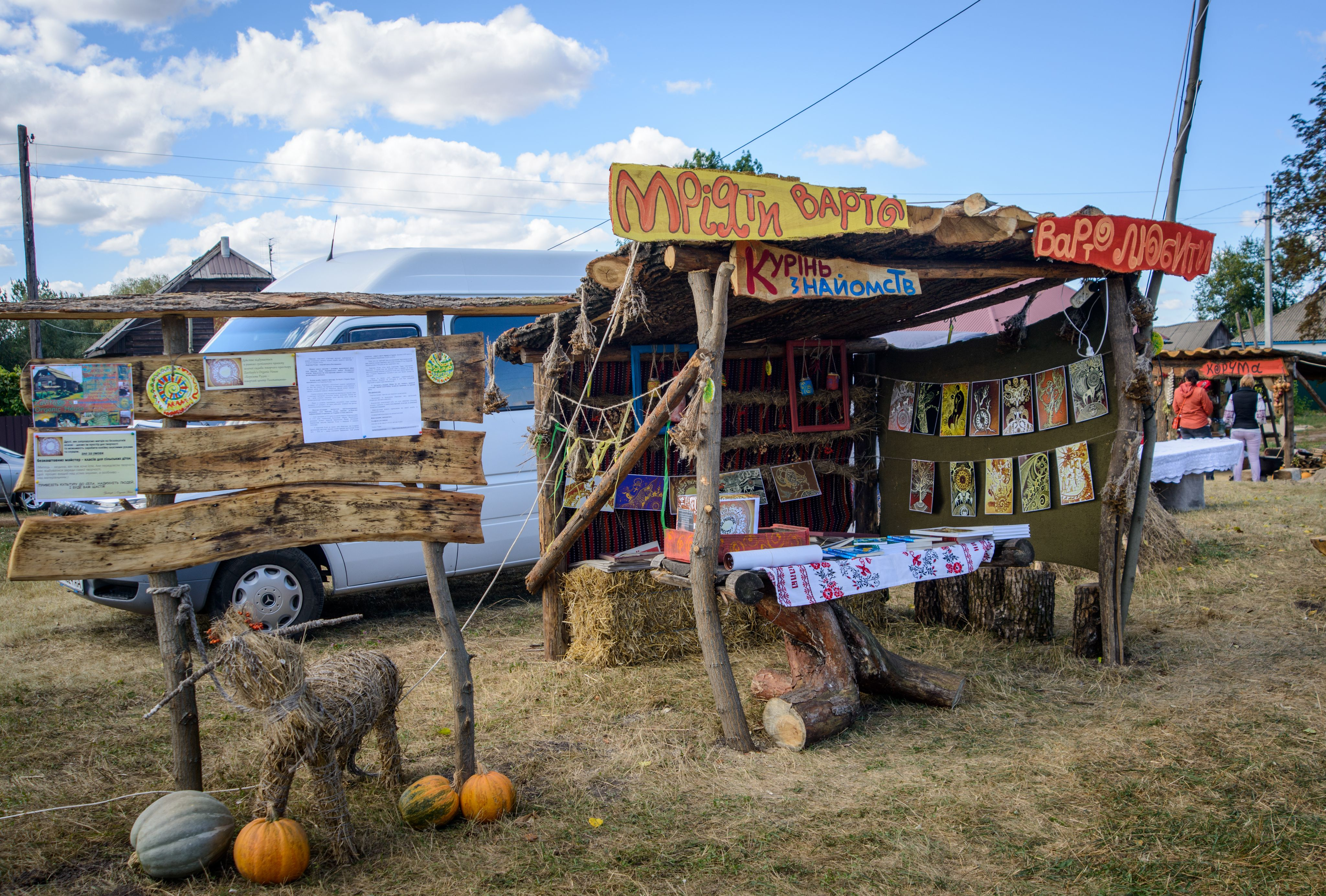
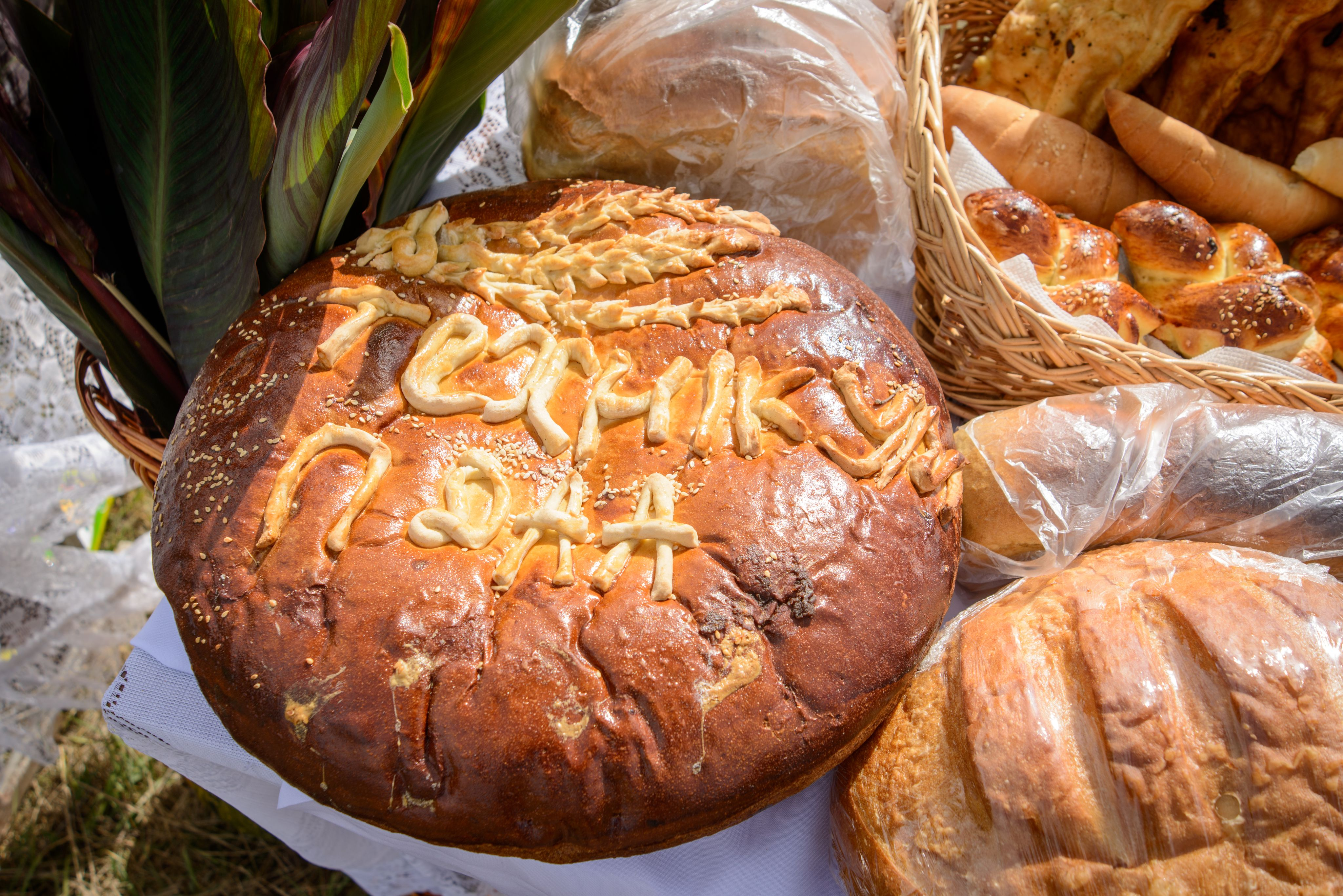
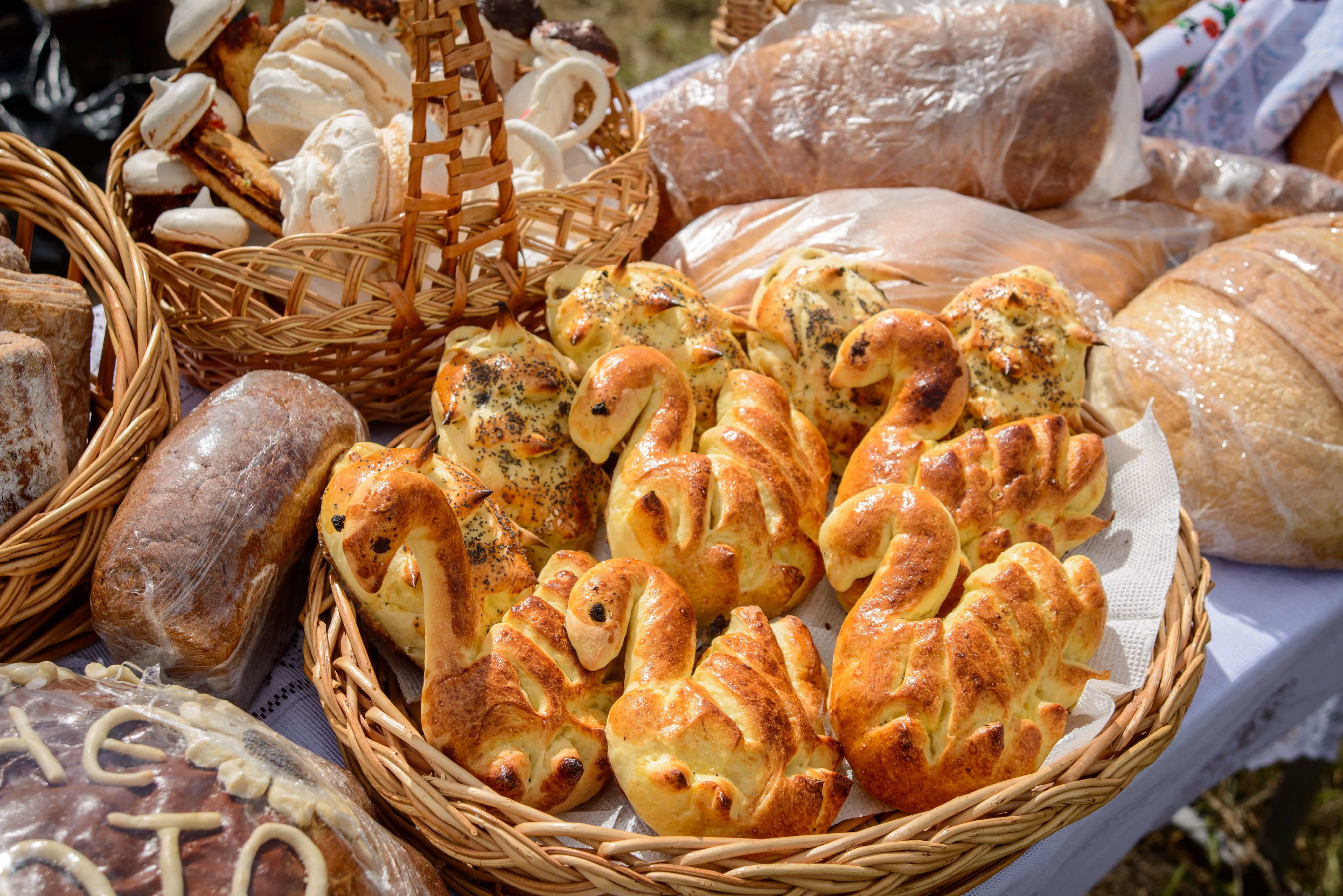
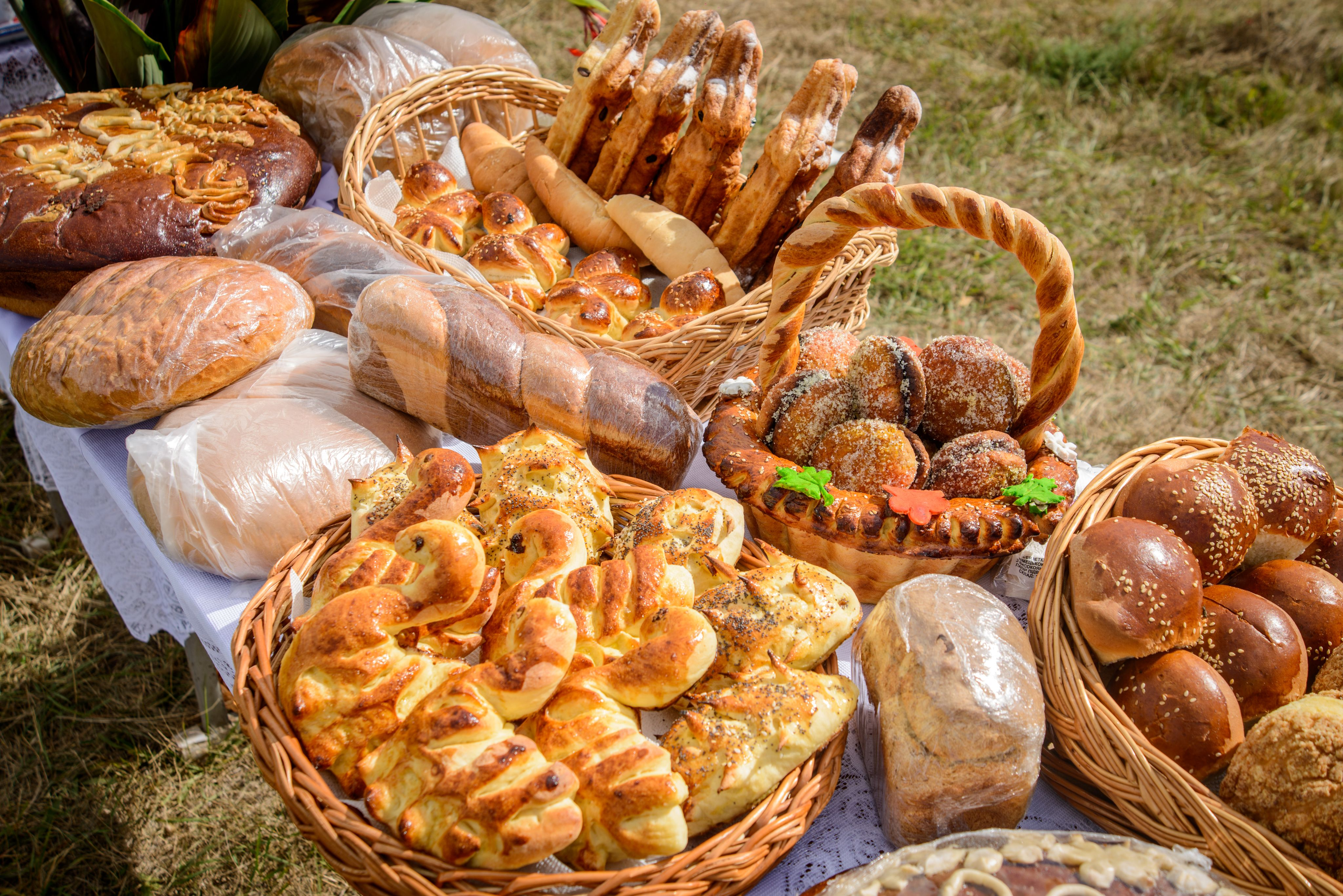
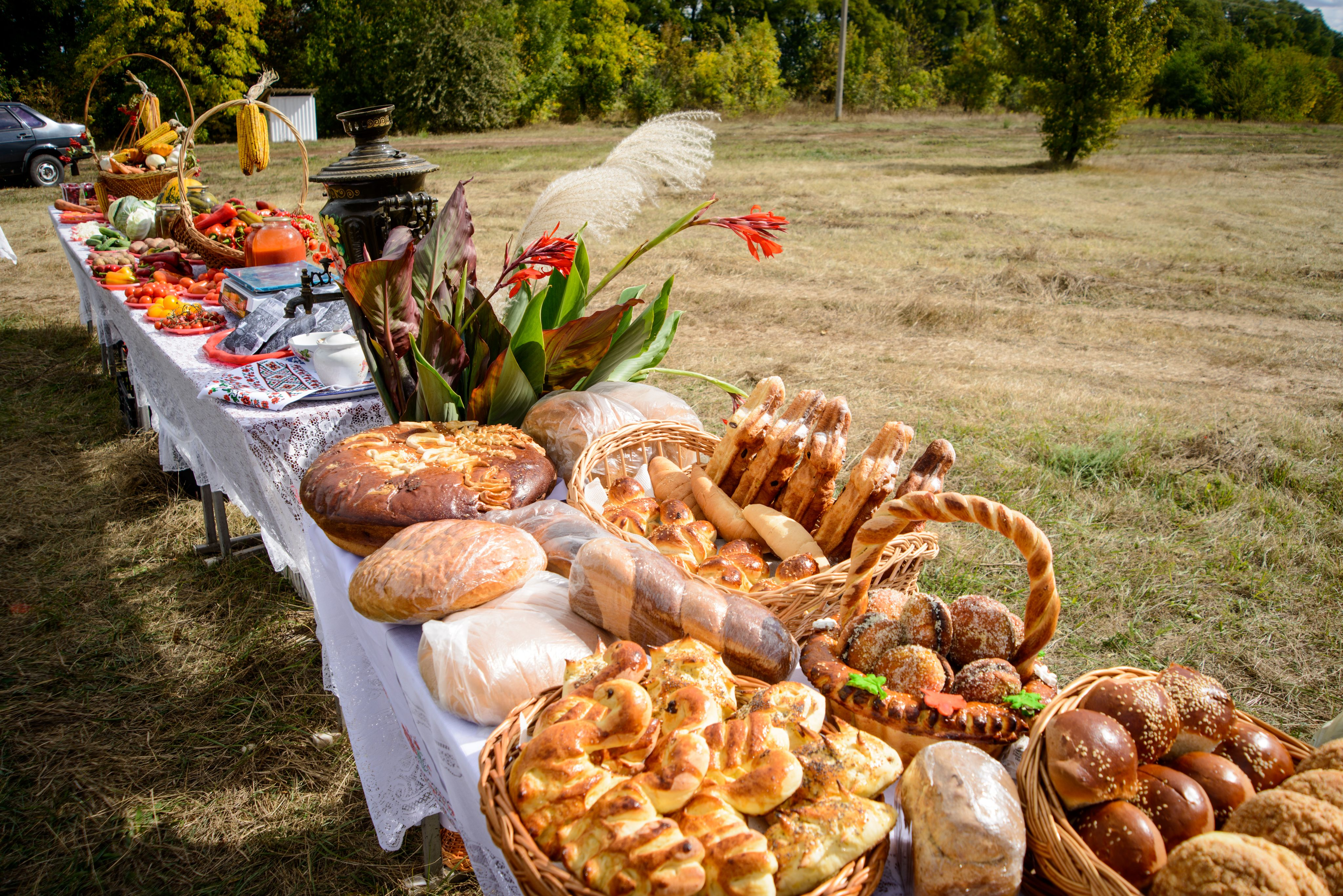
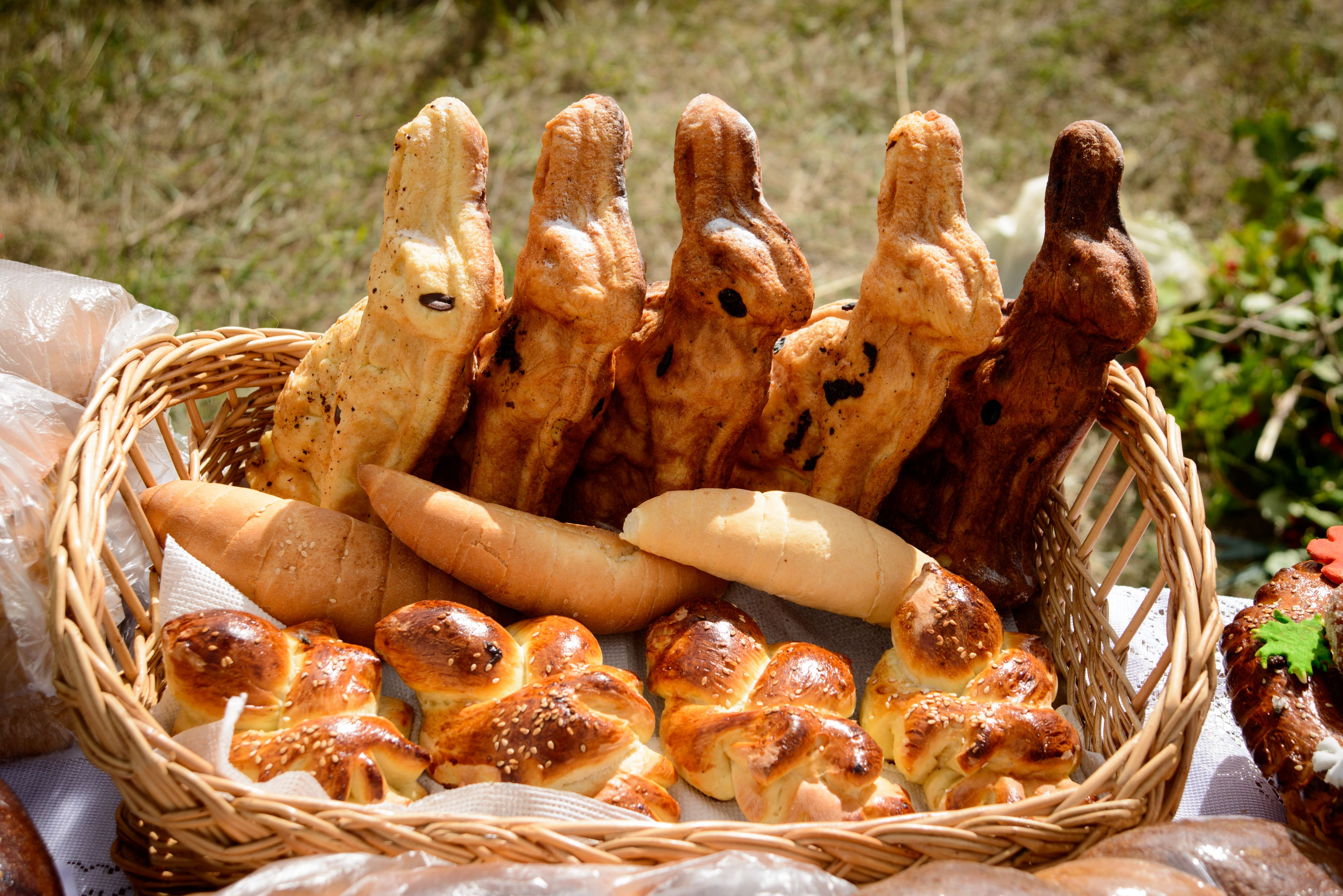
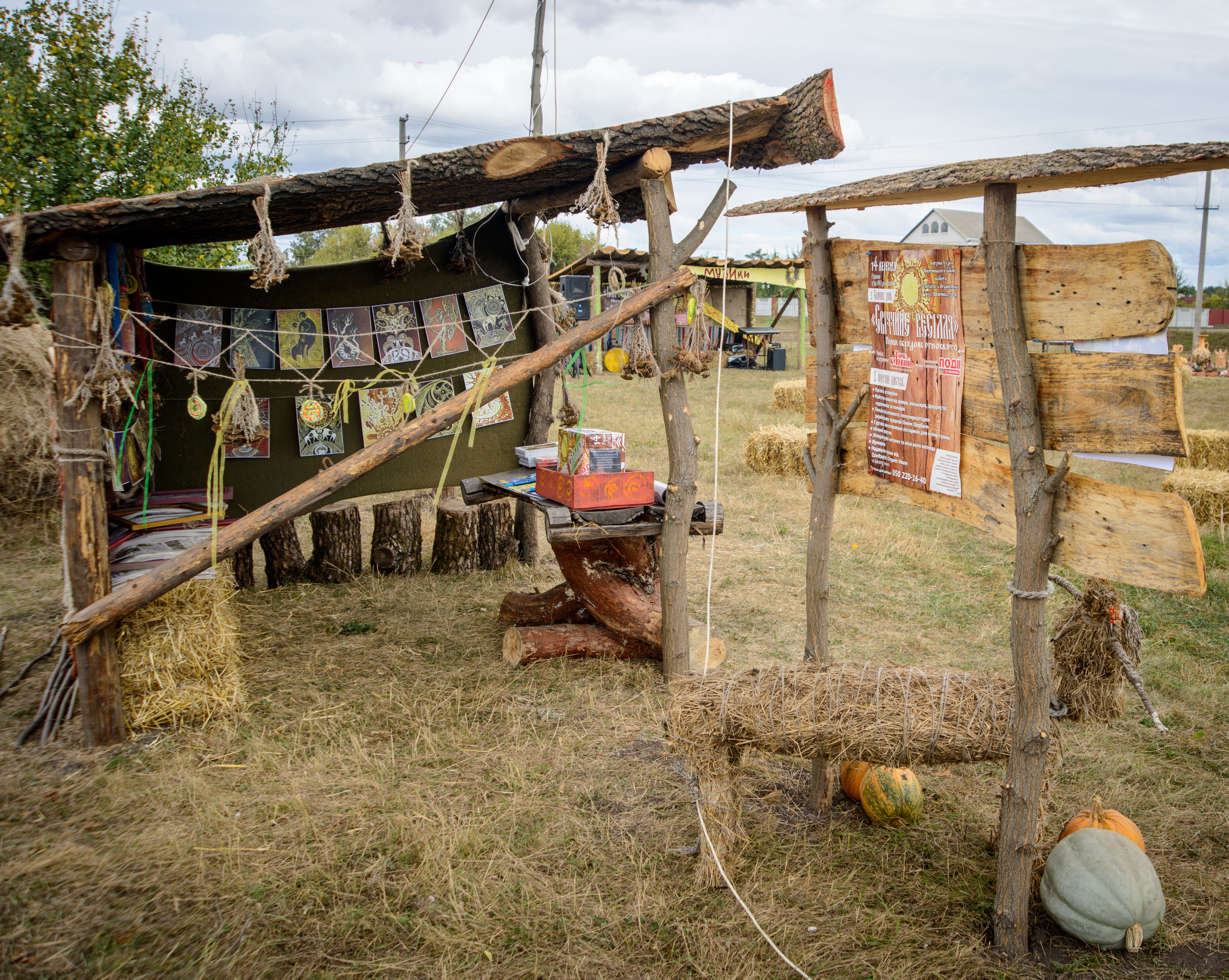
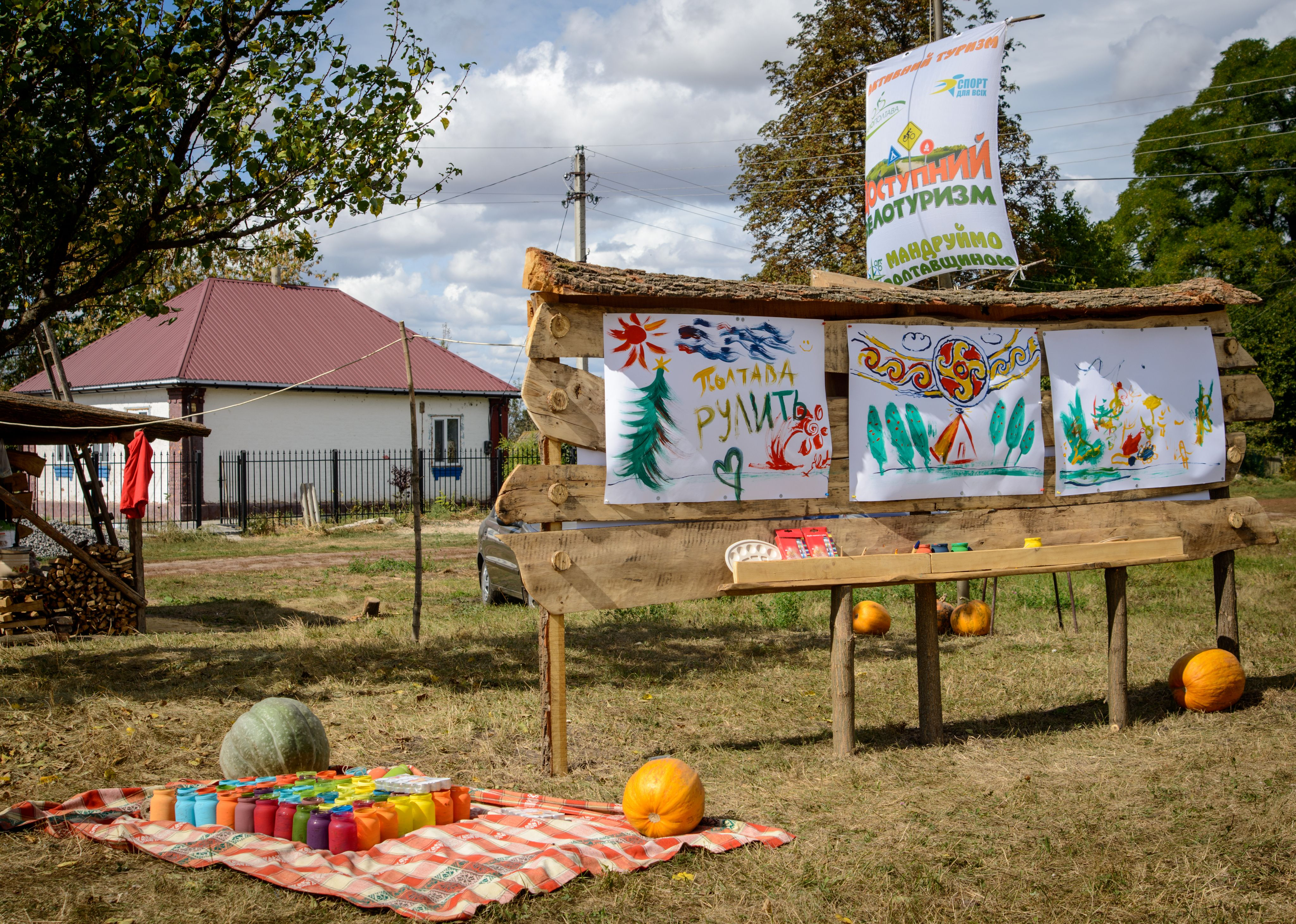
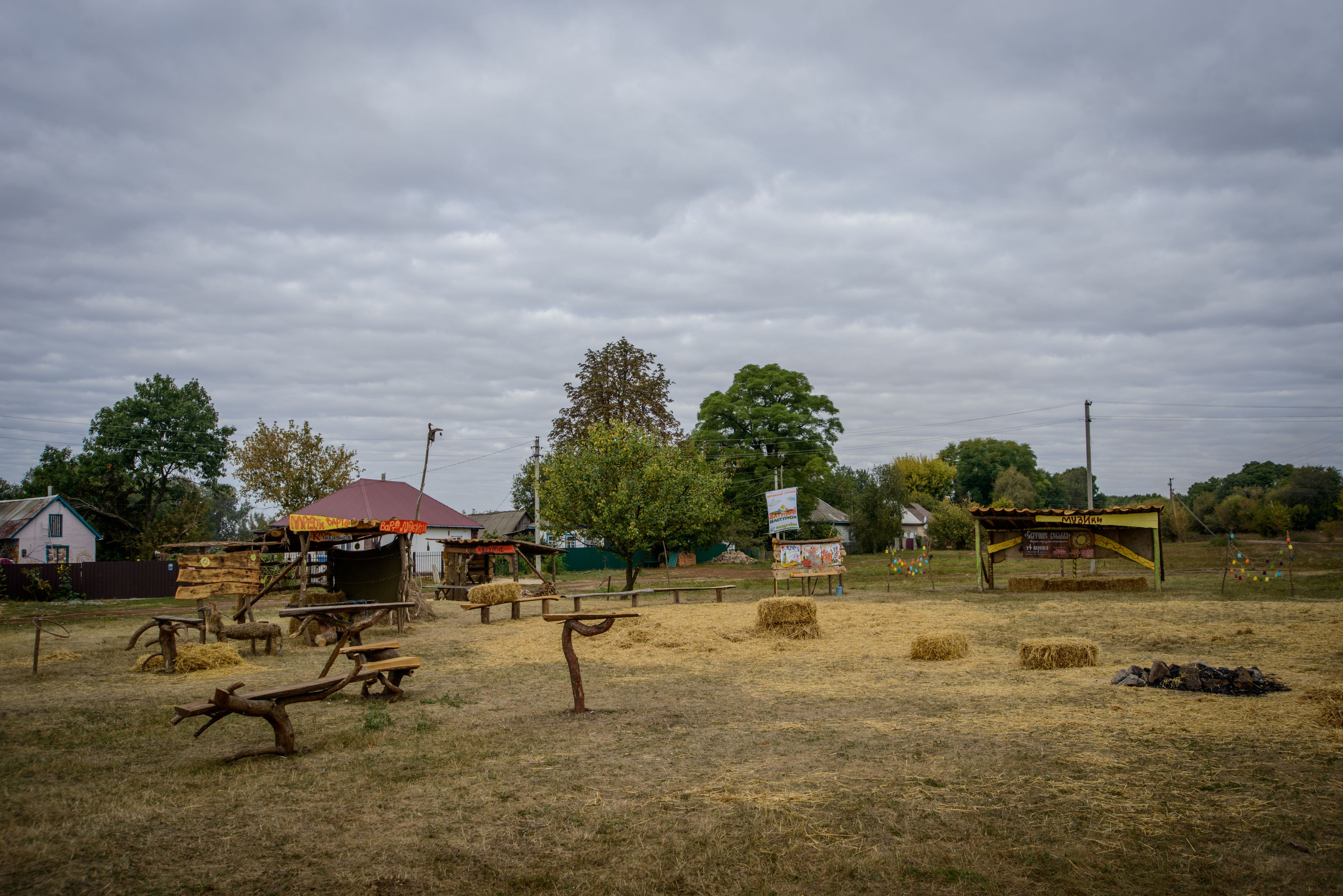
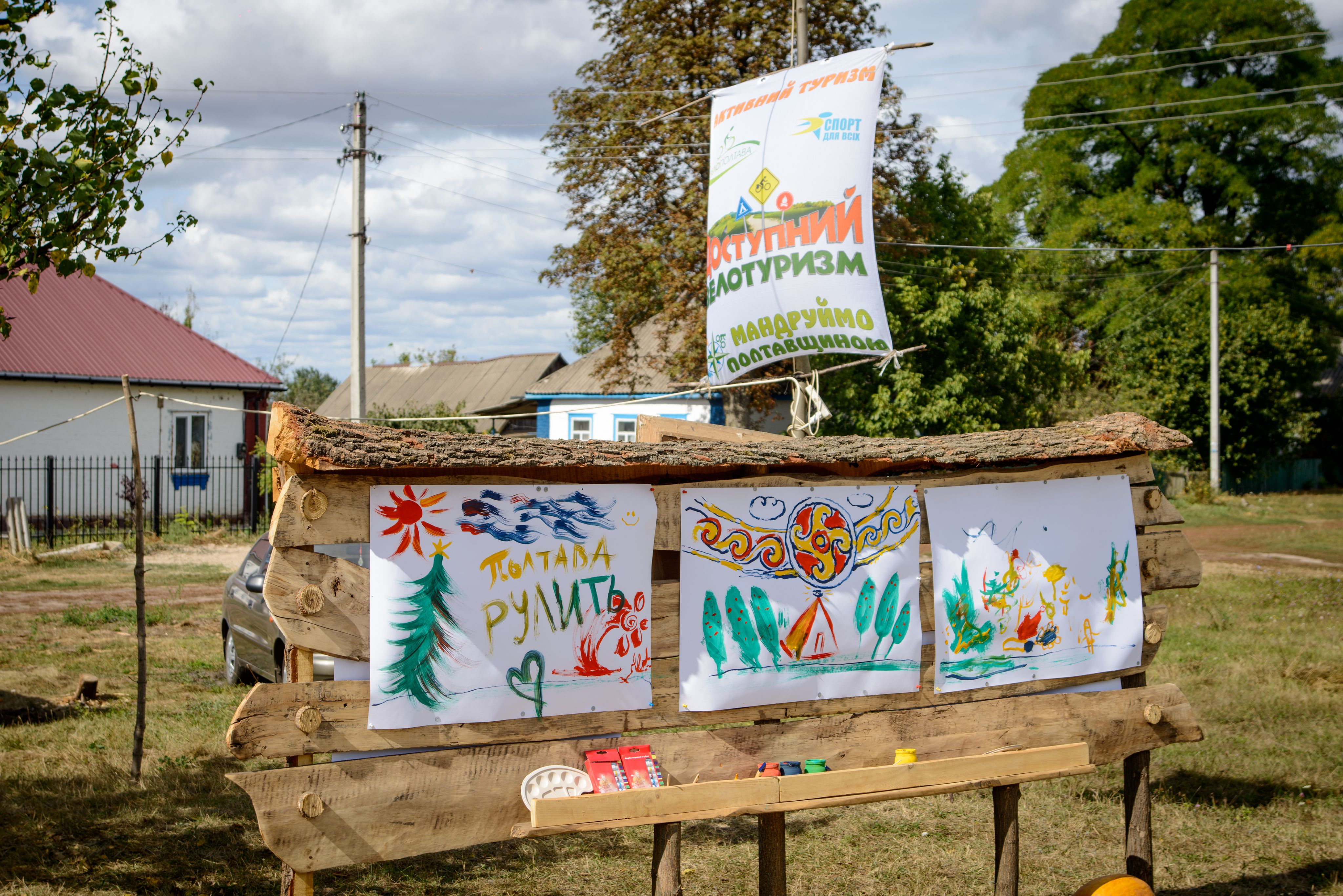
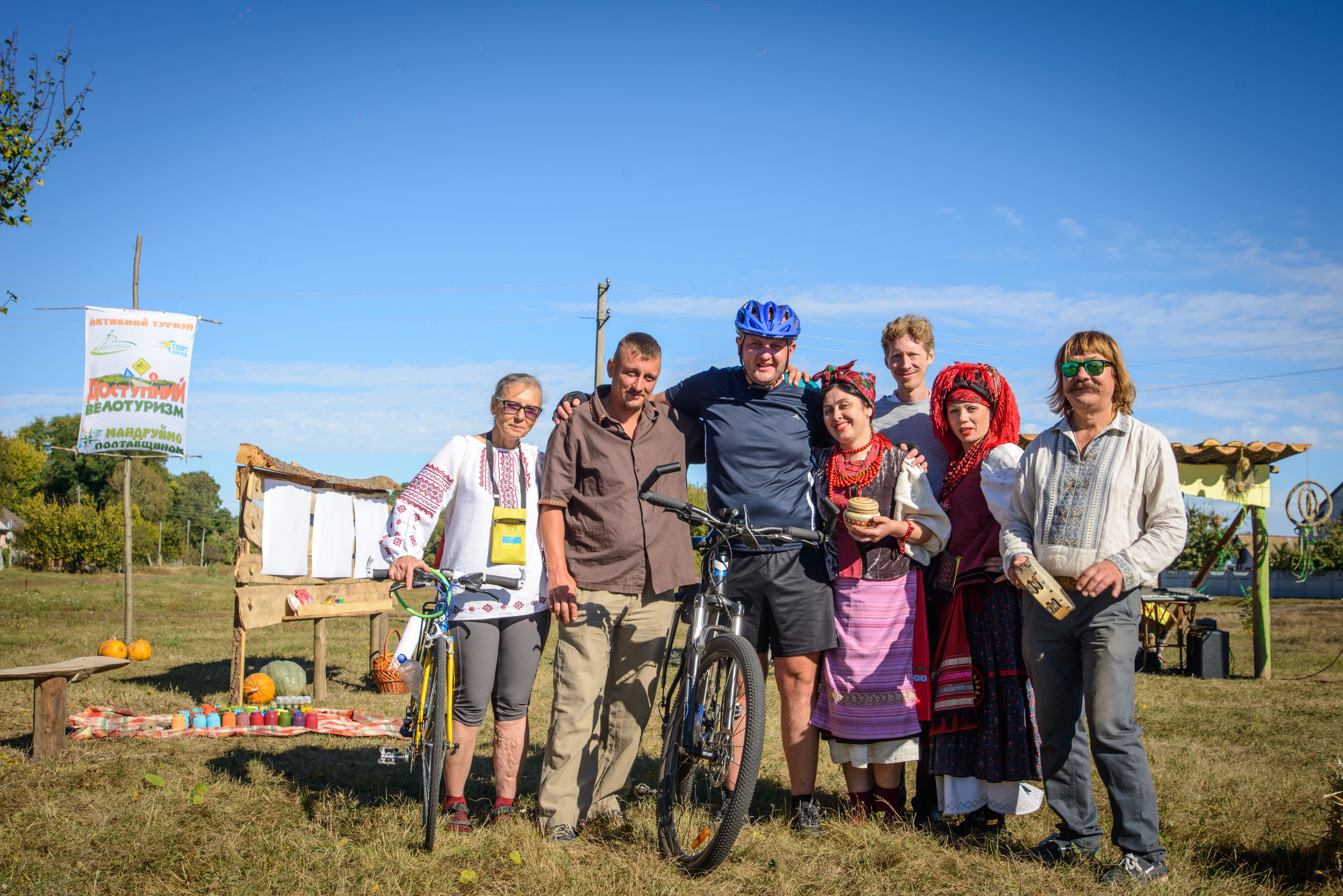

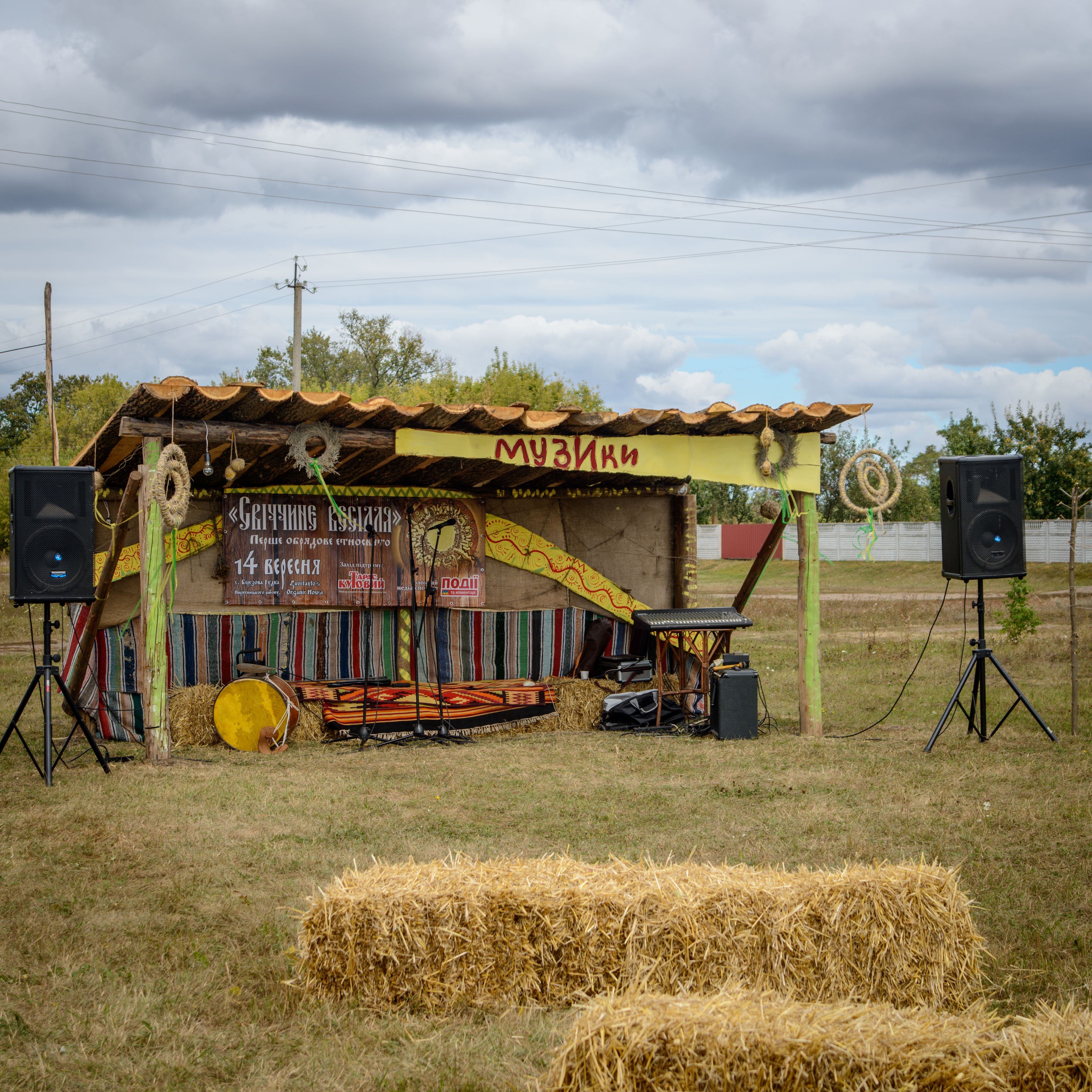
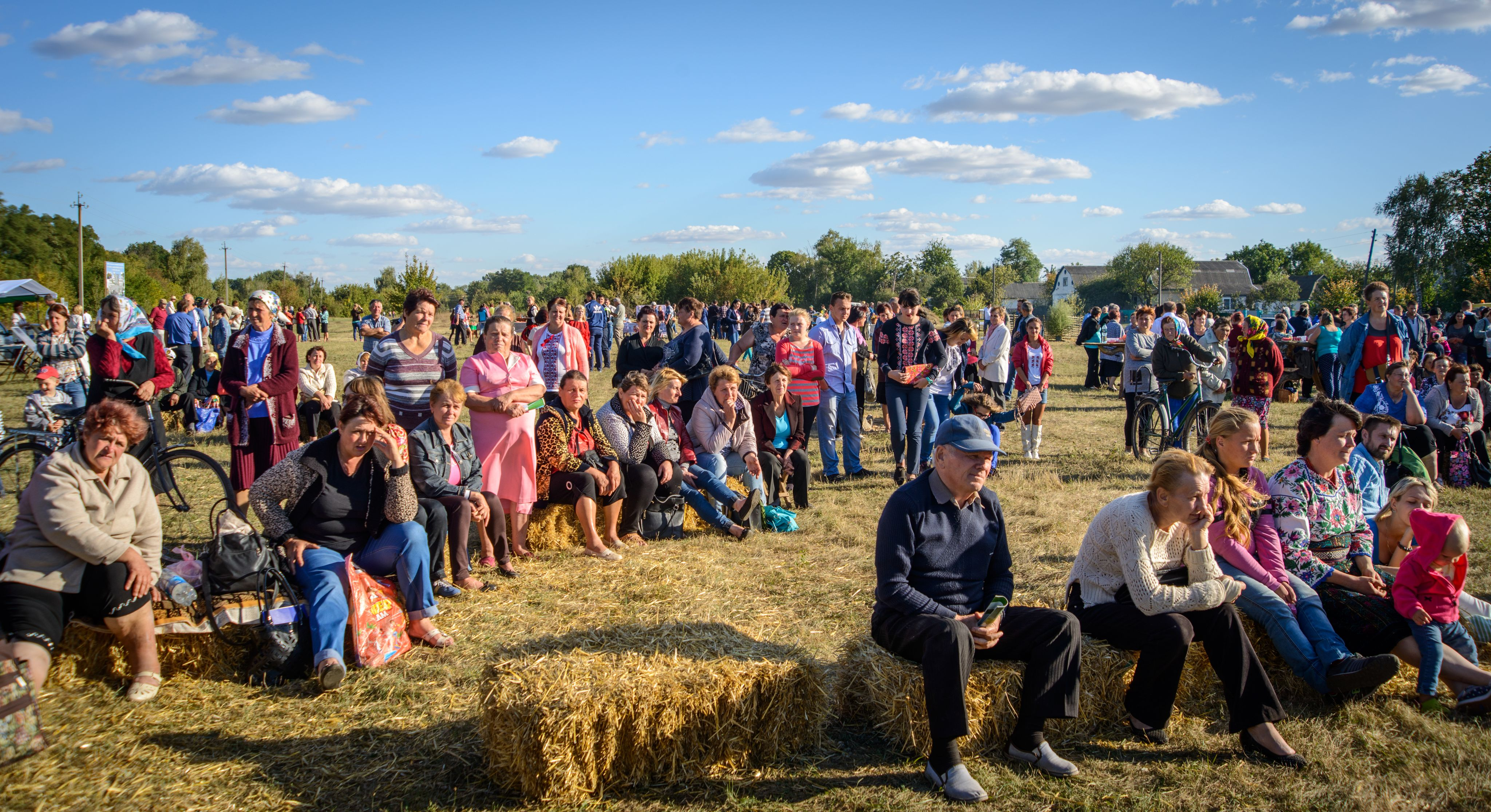
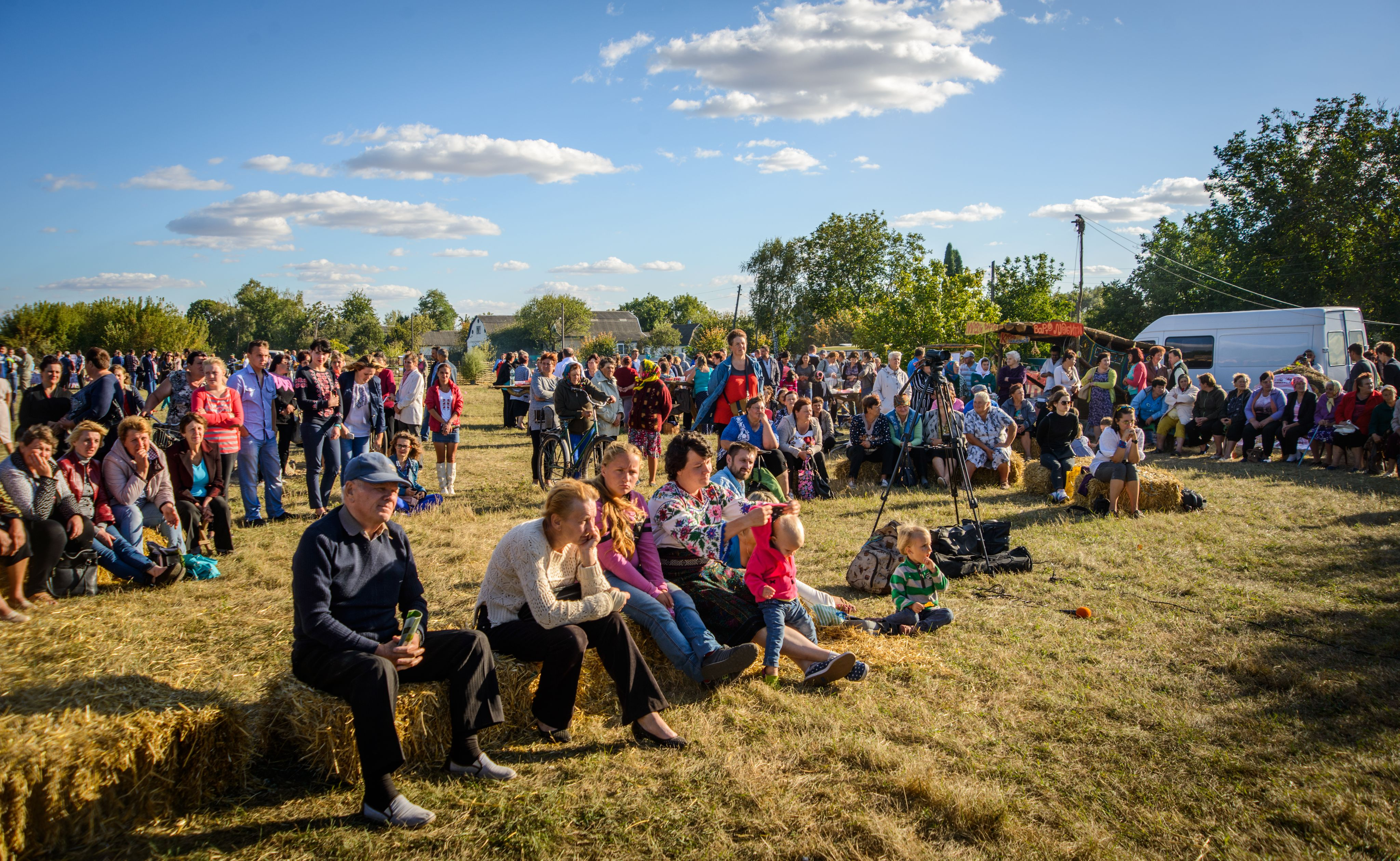
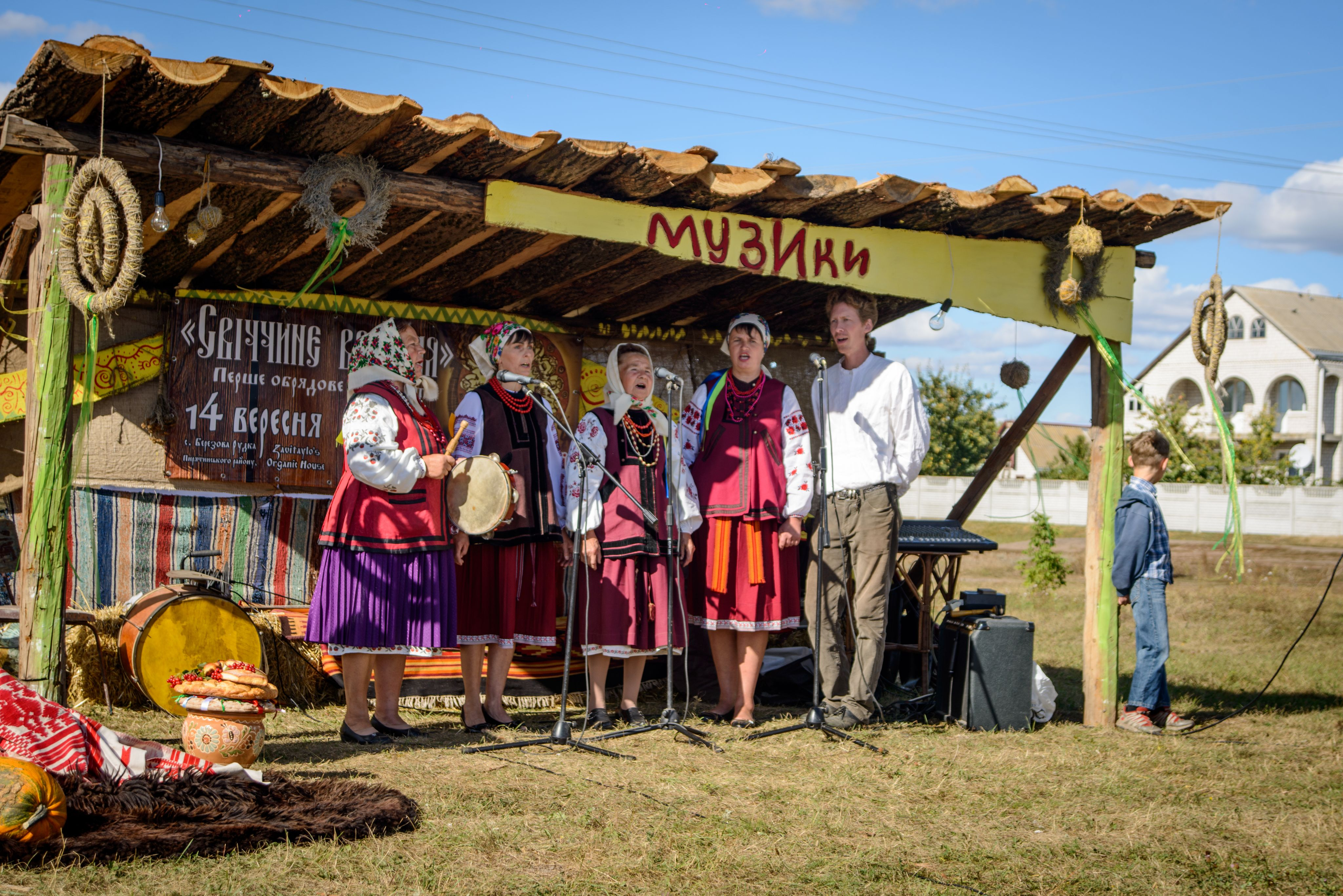
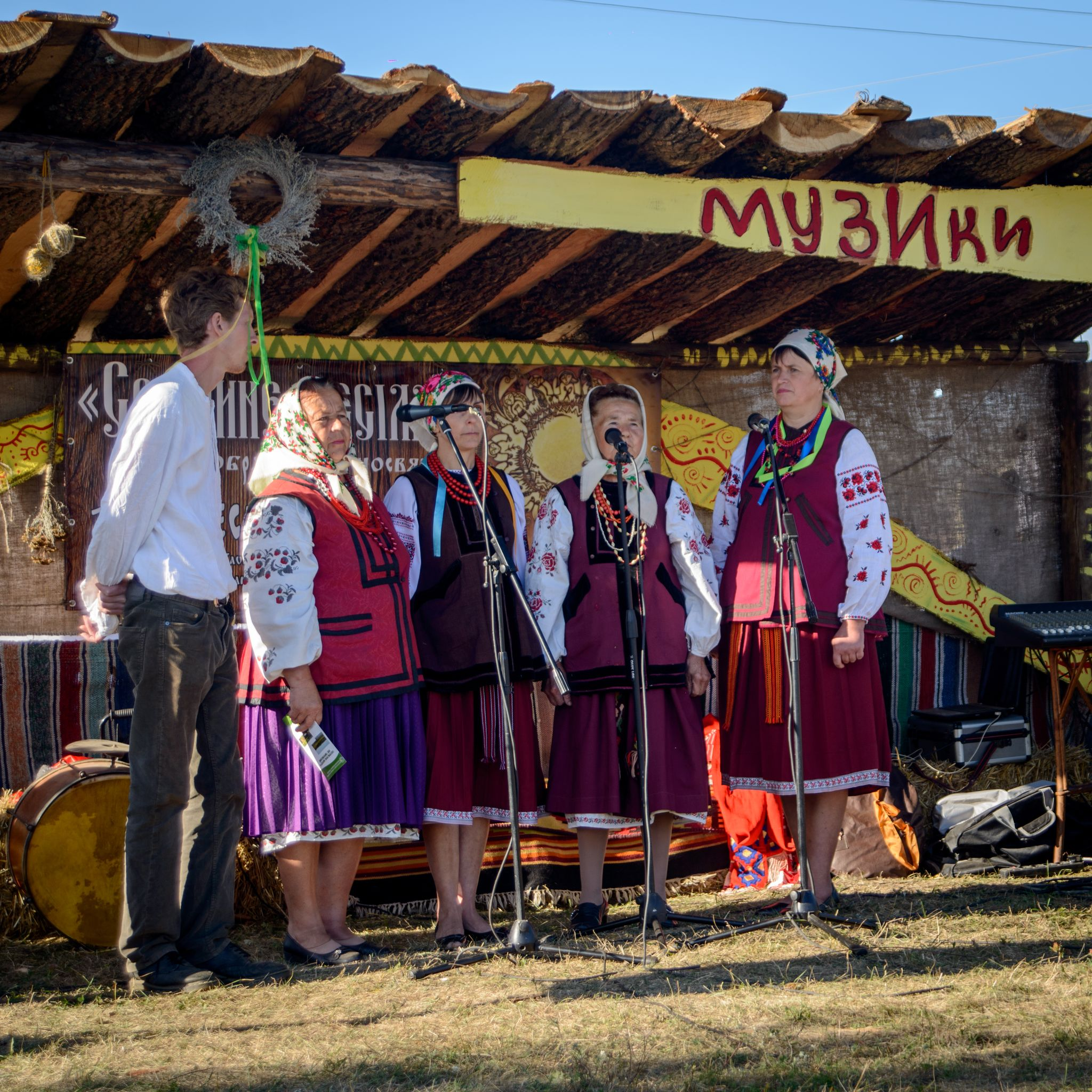
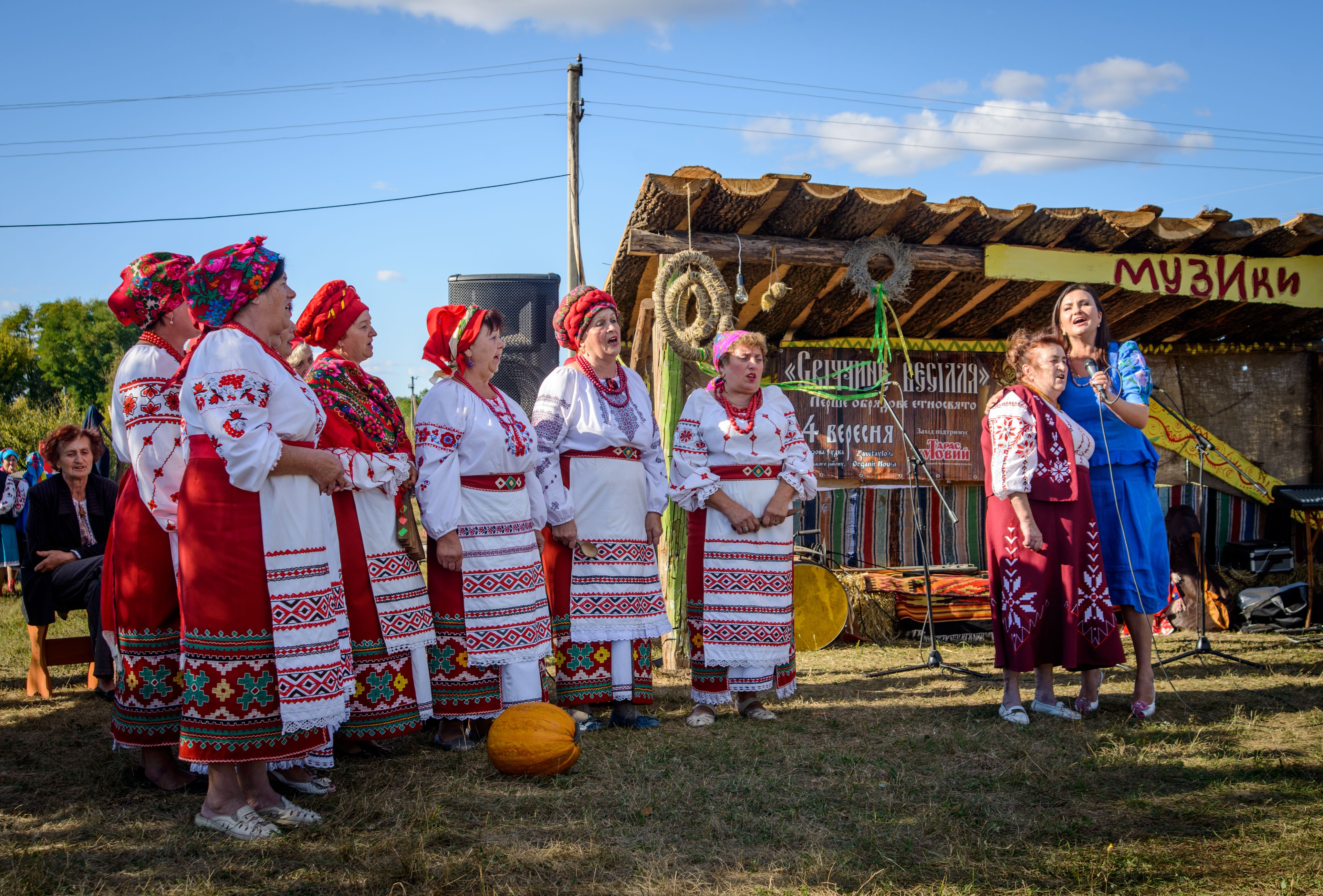
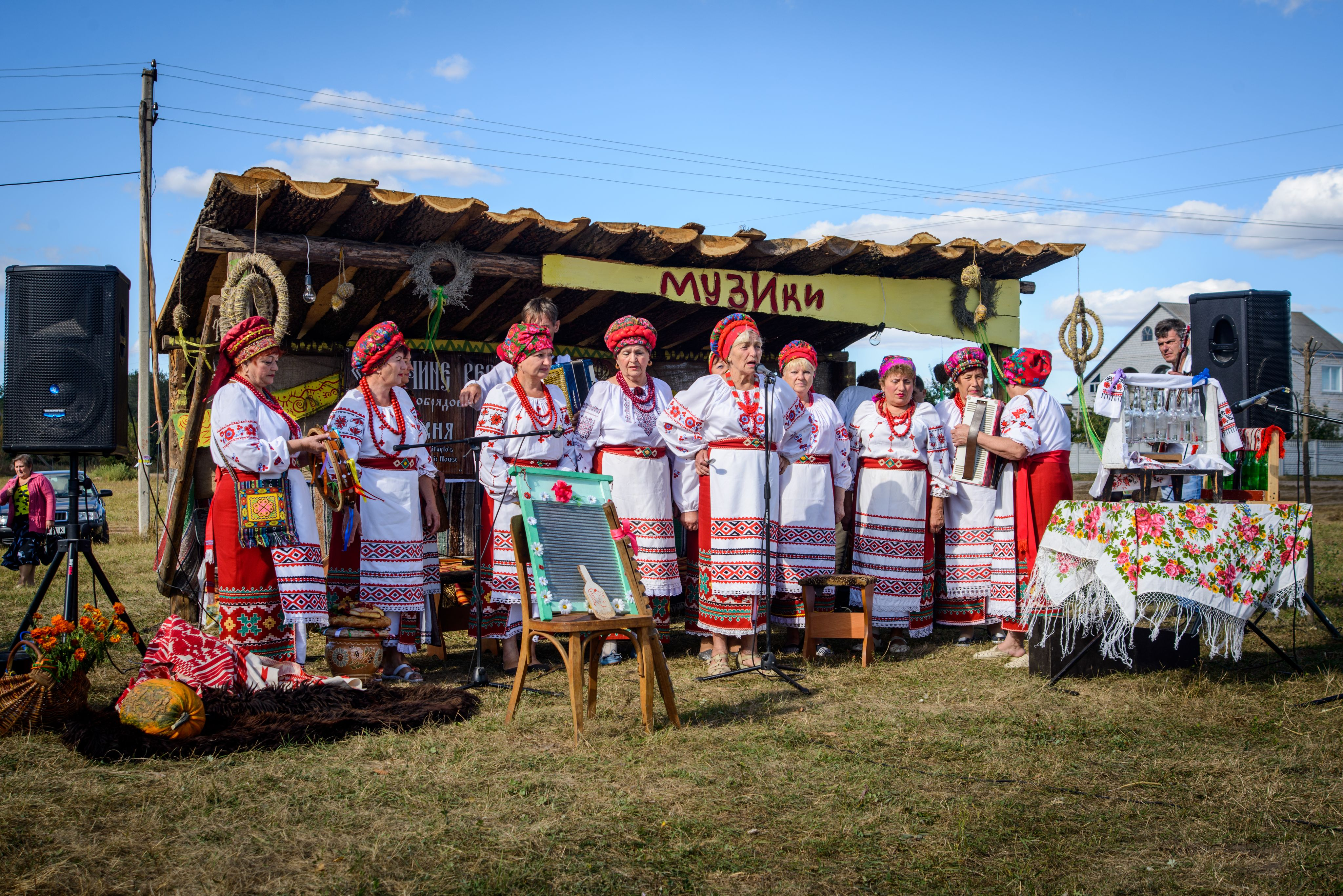
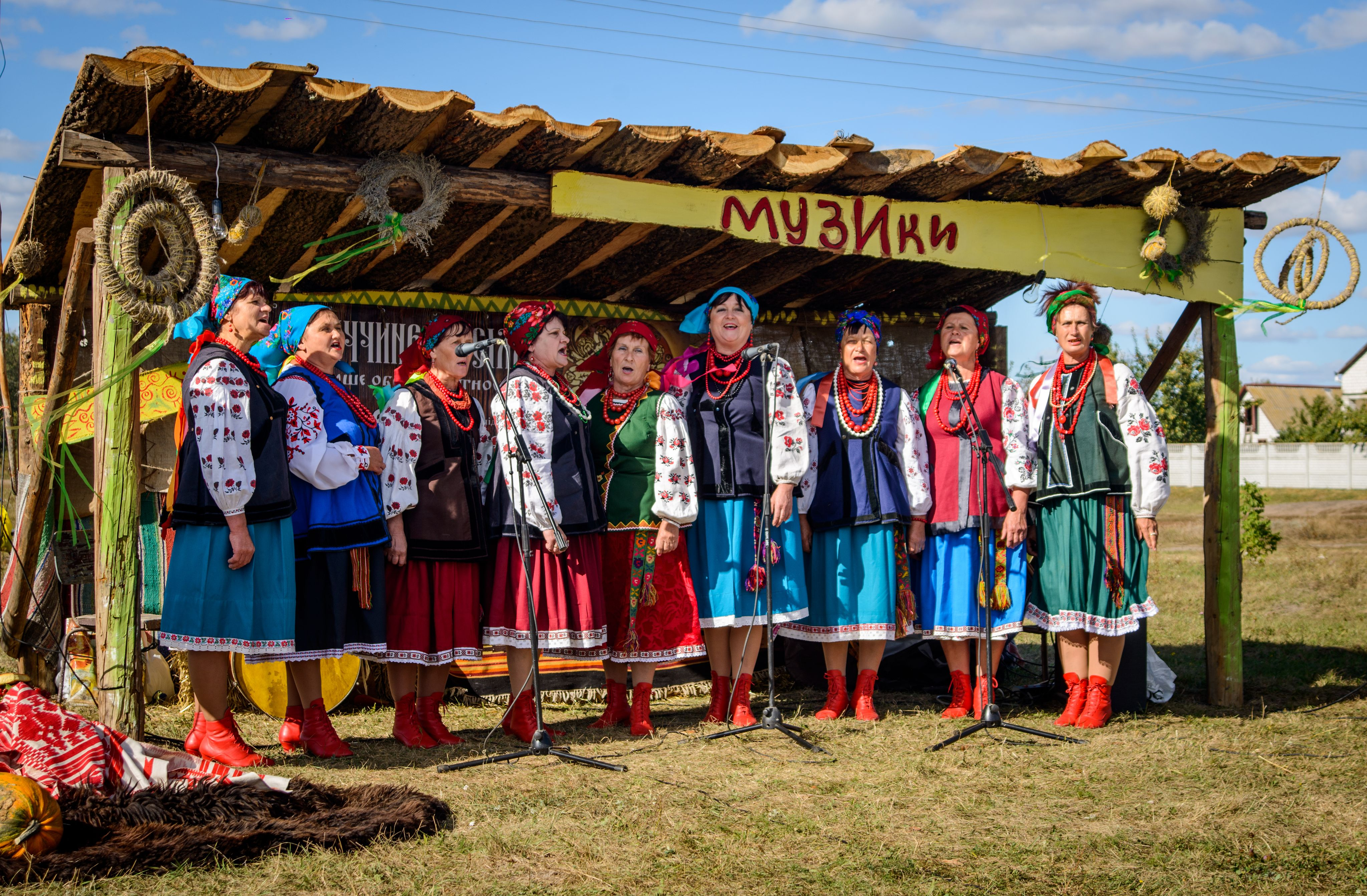
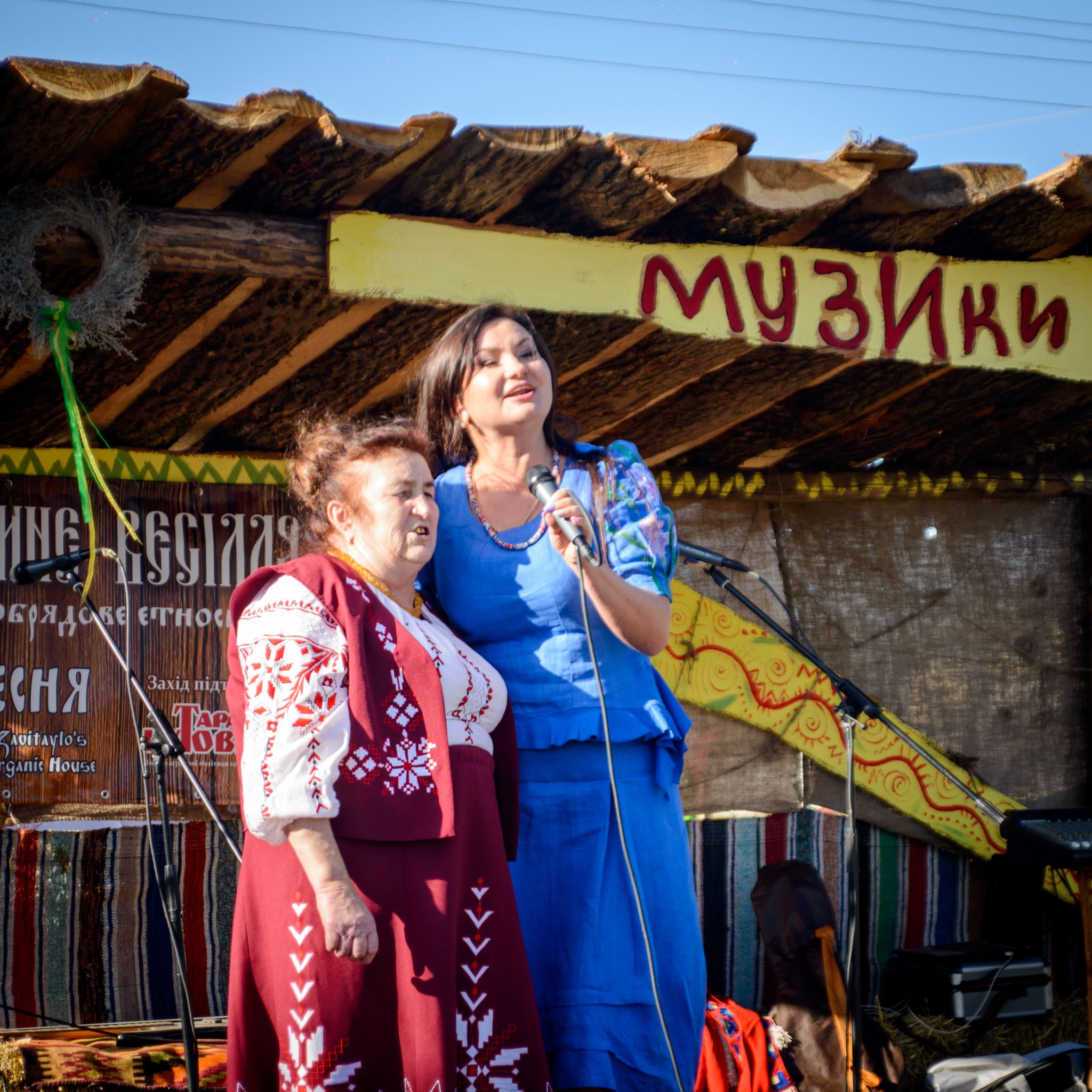

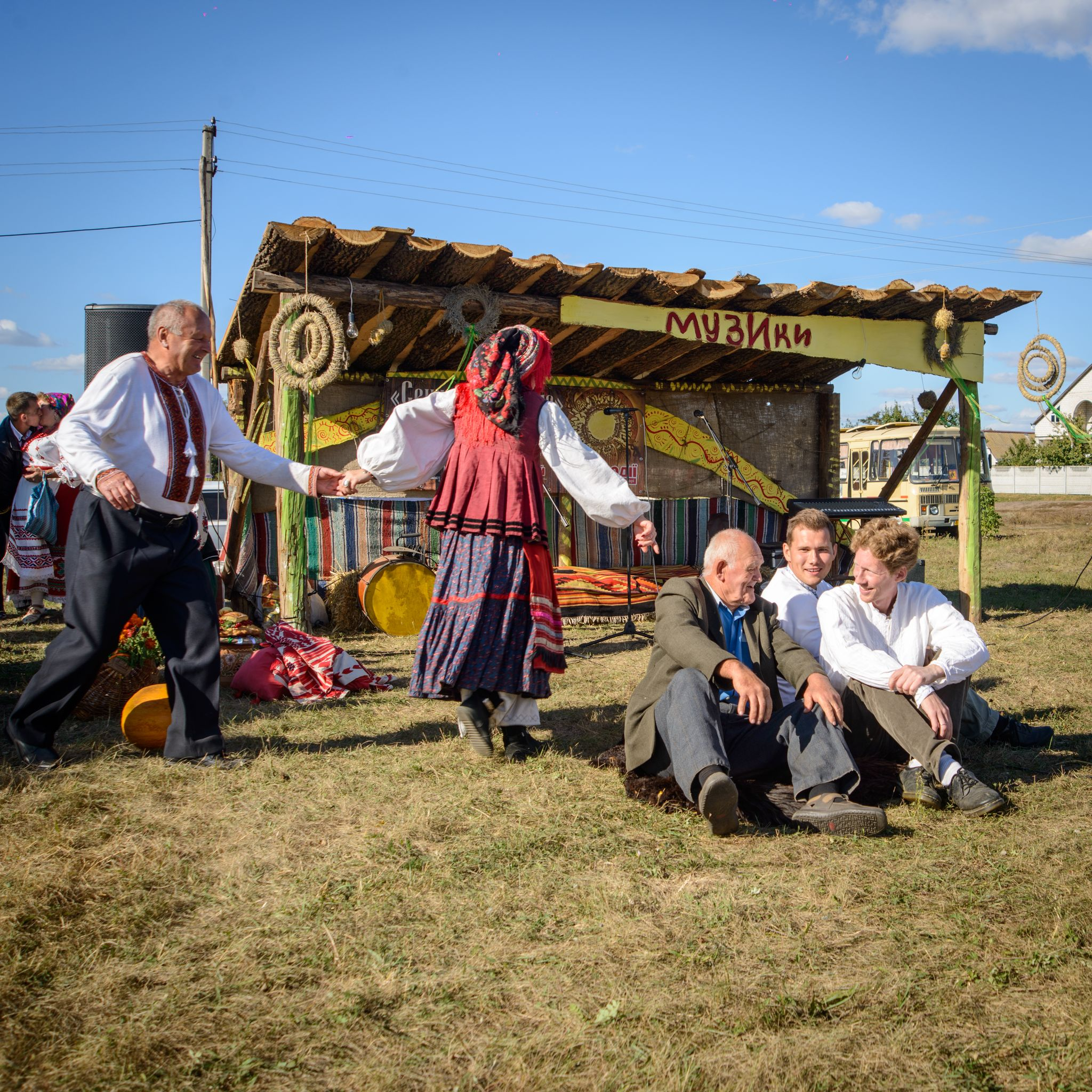
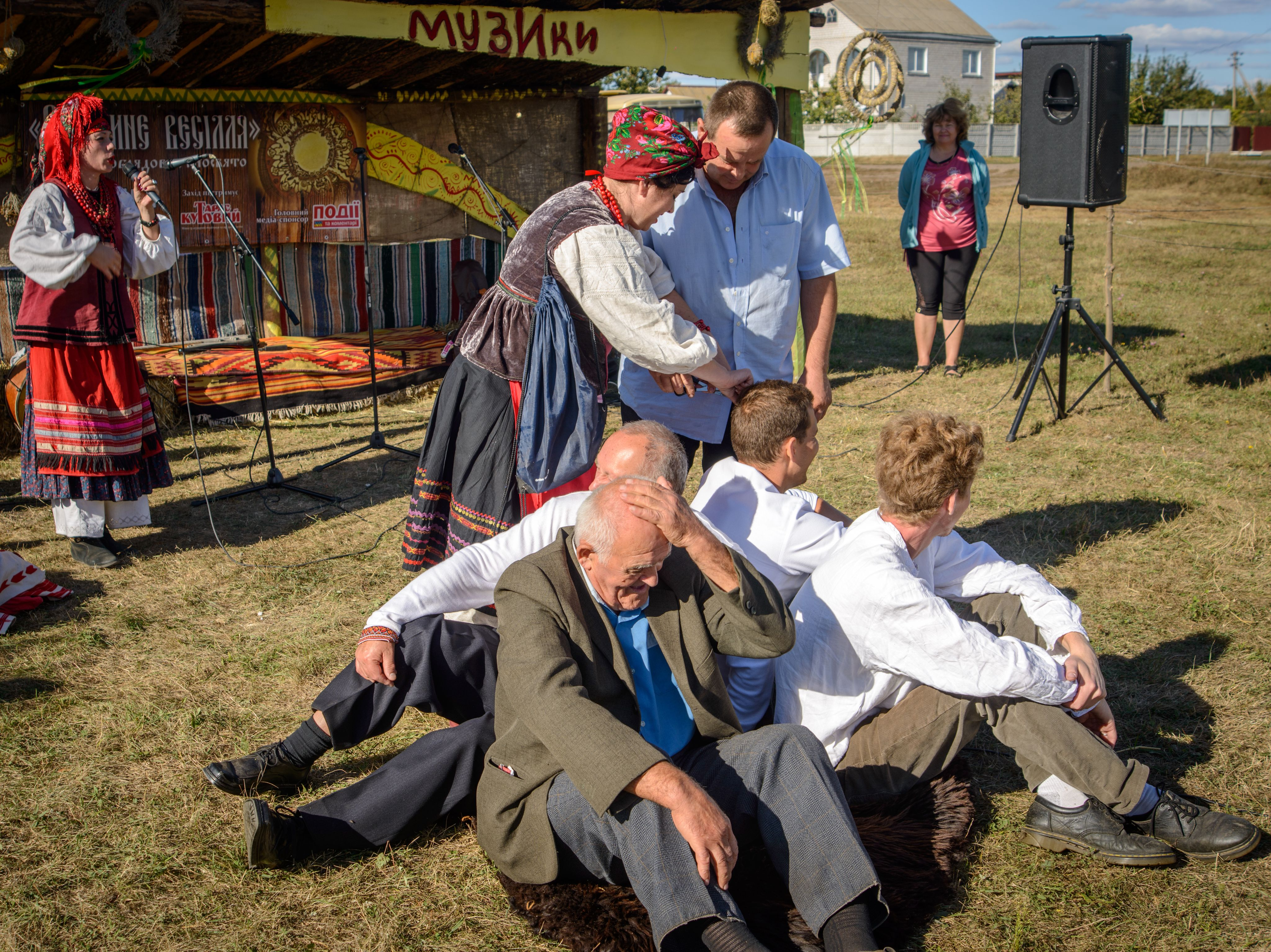
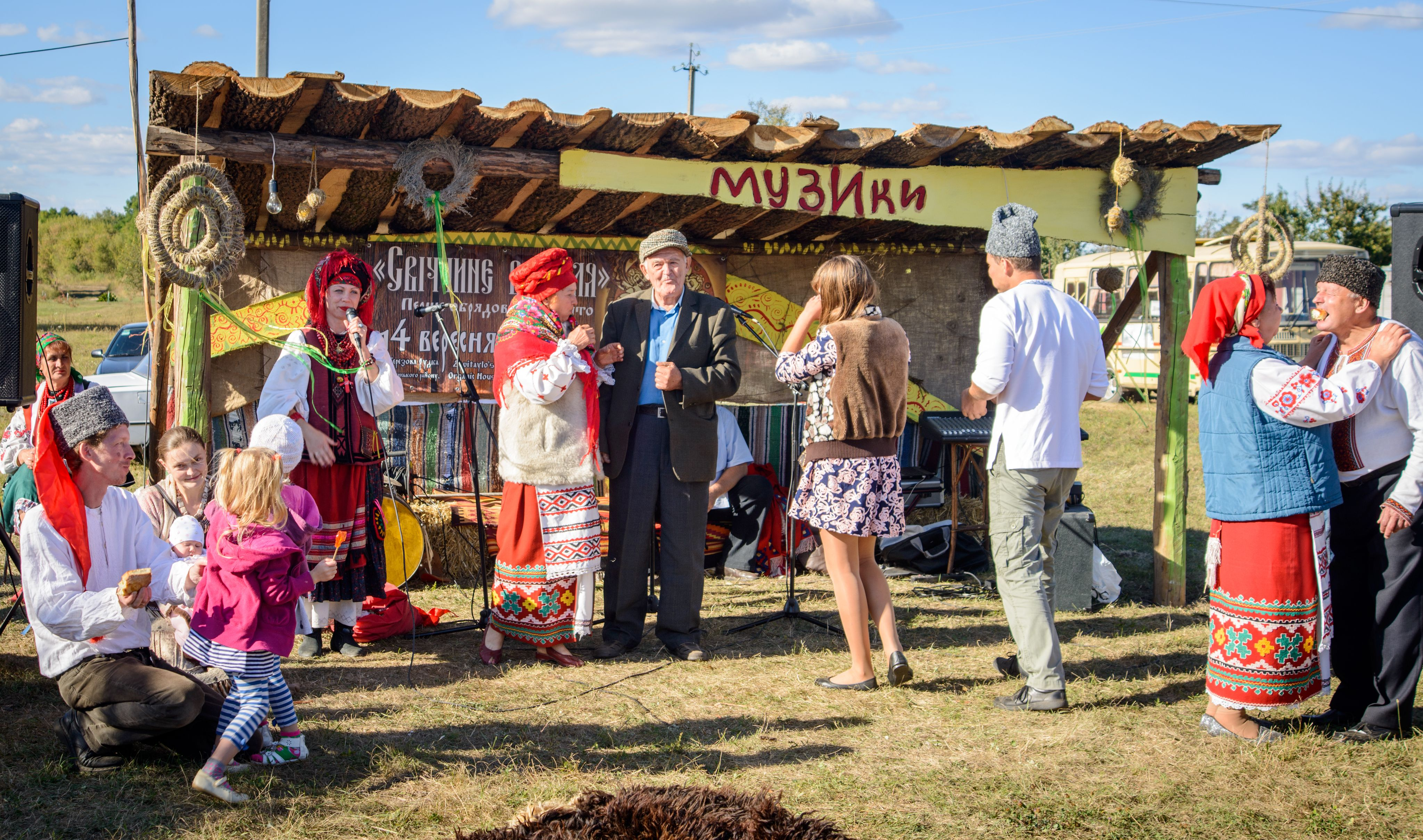
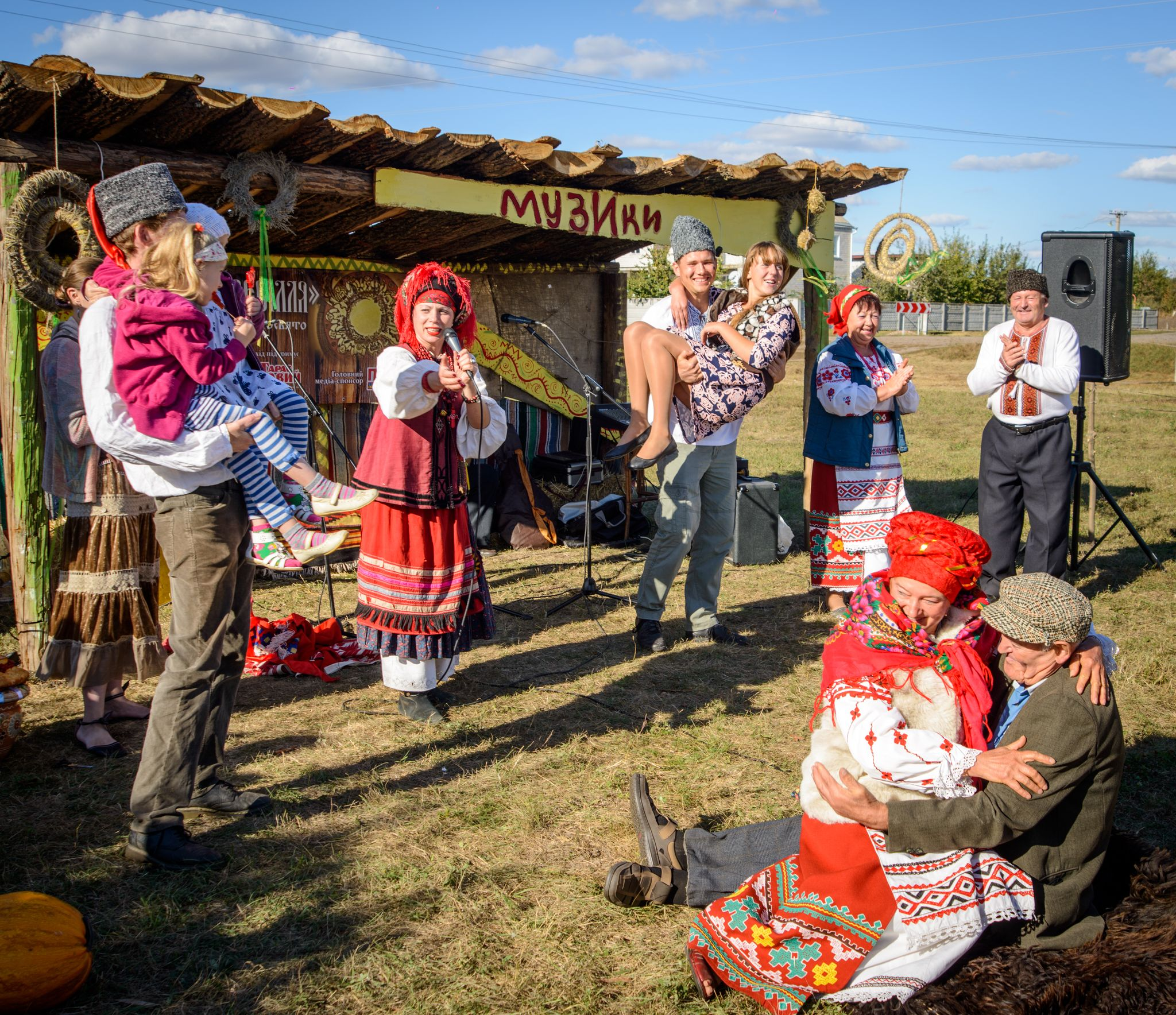
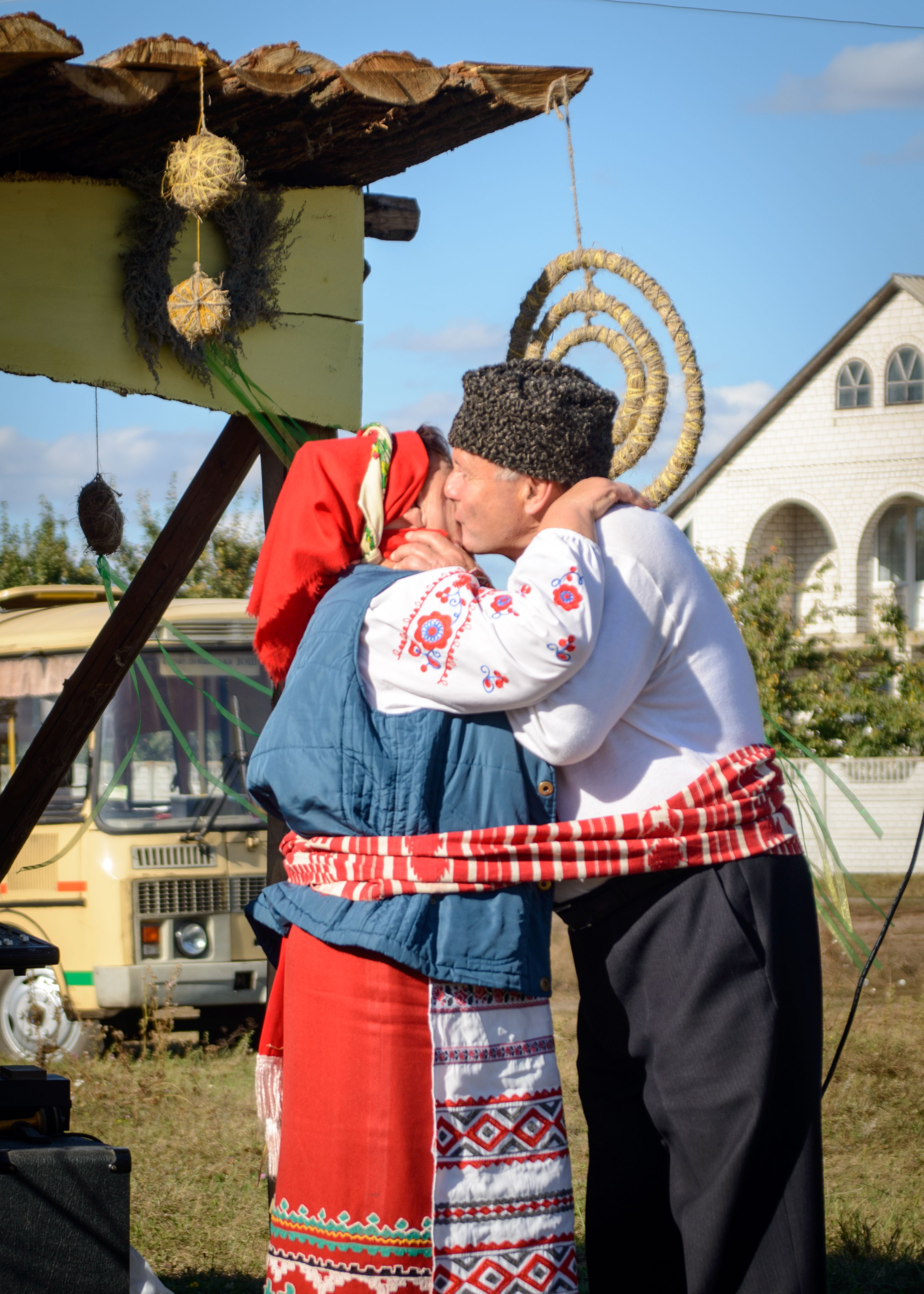

Театр тіней Оксани Олійник із села Христанівка Лохвицького району

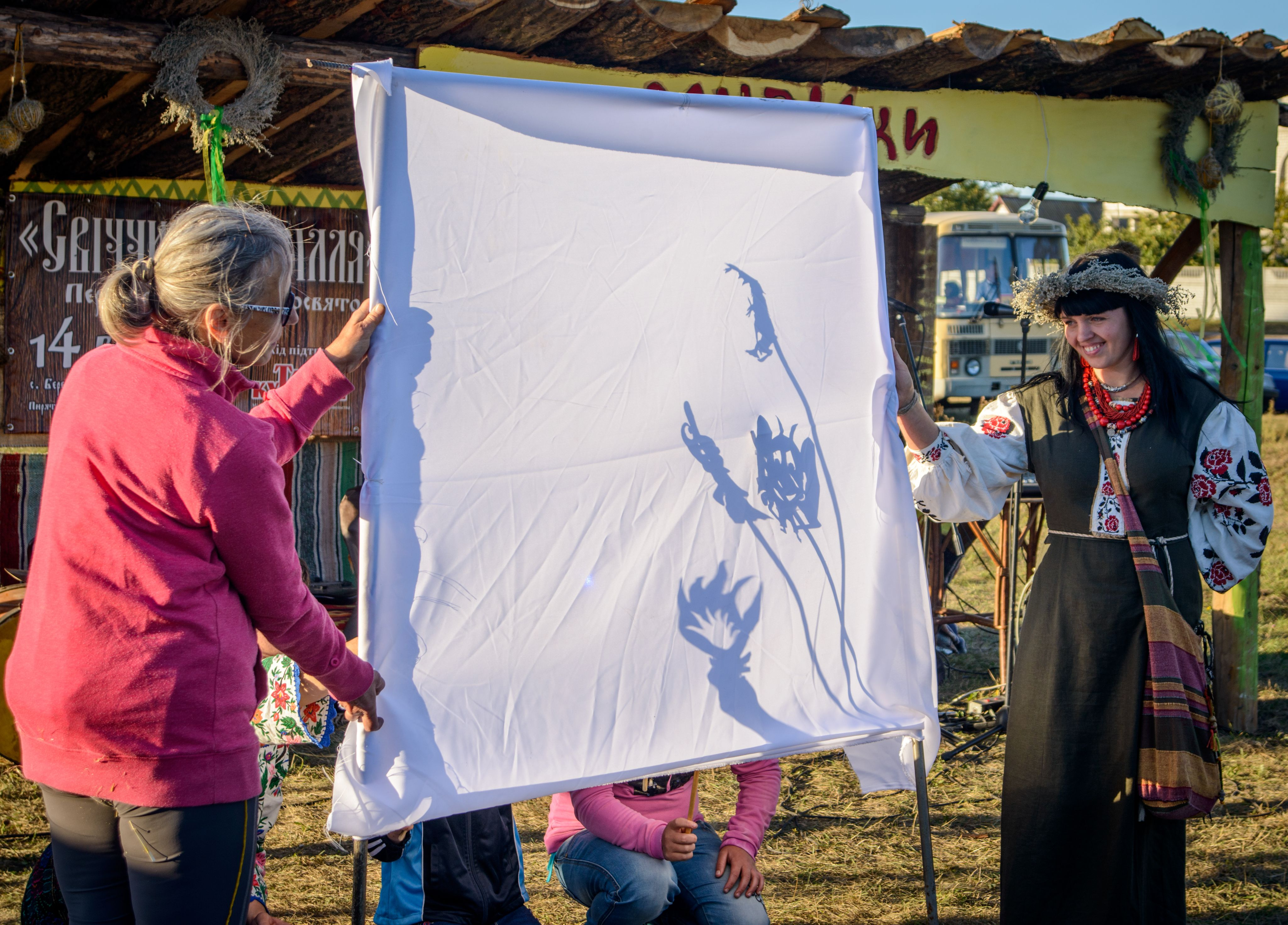
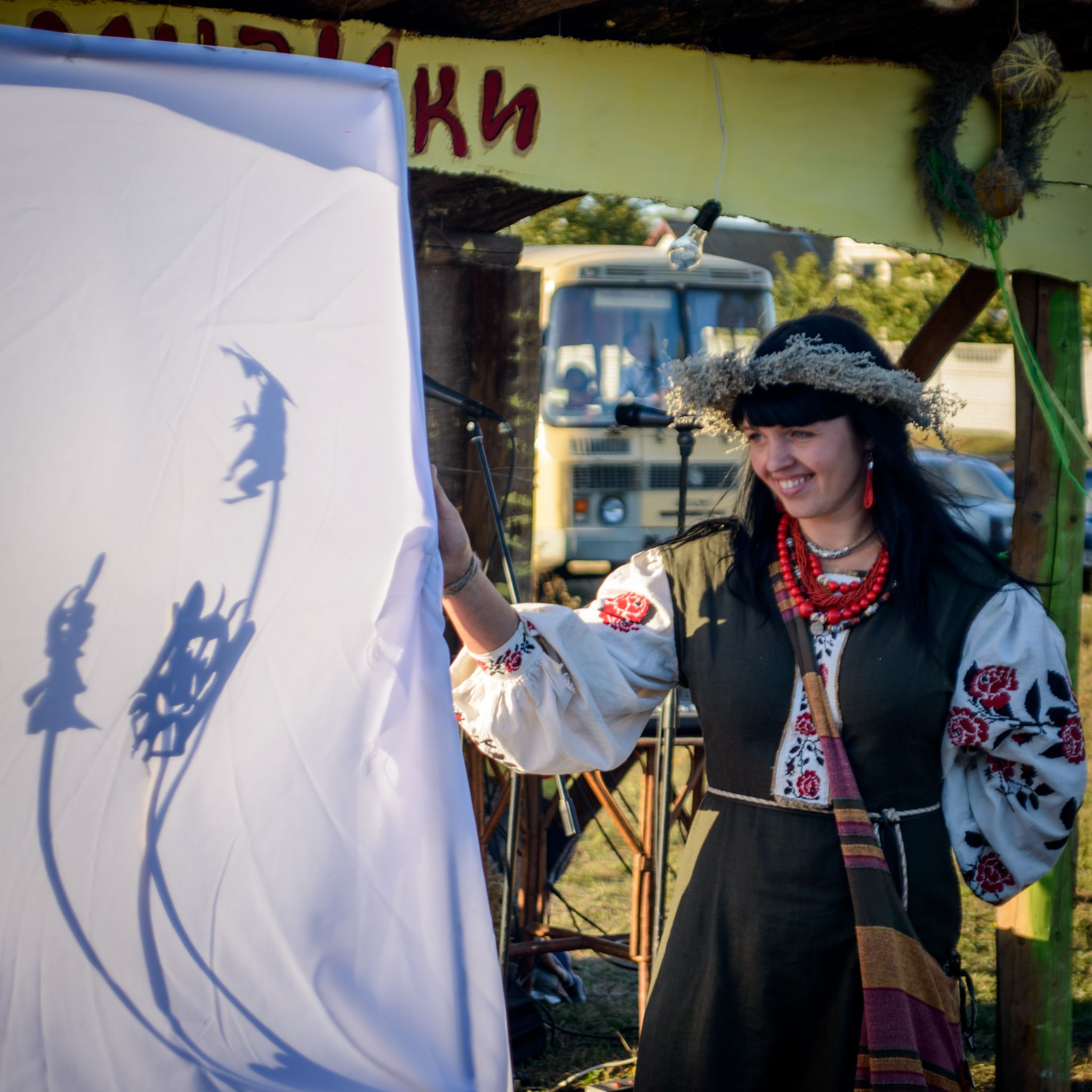
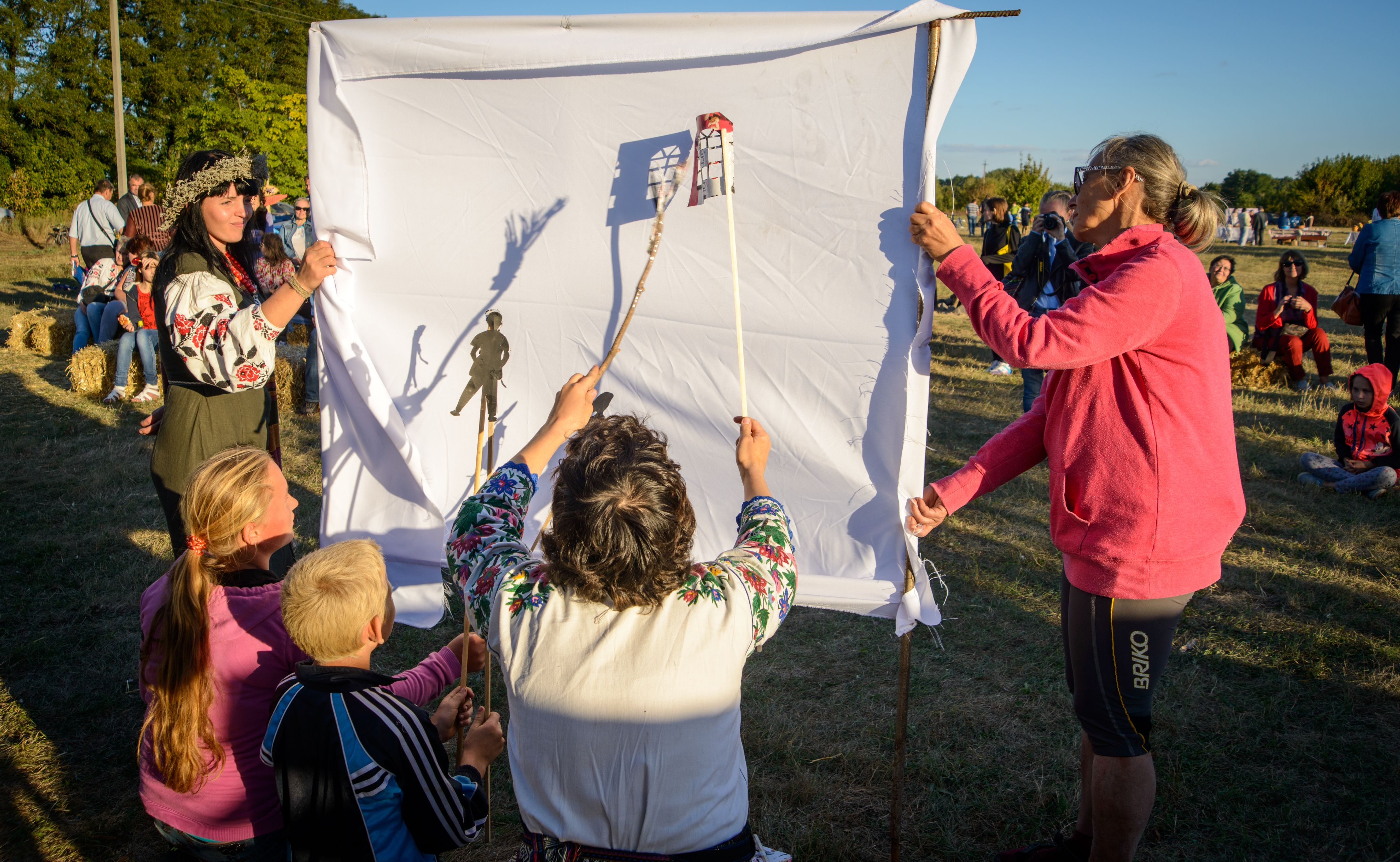
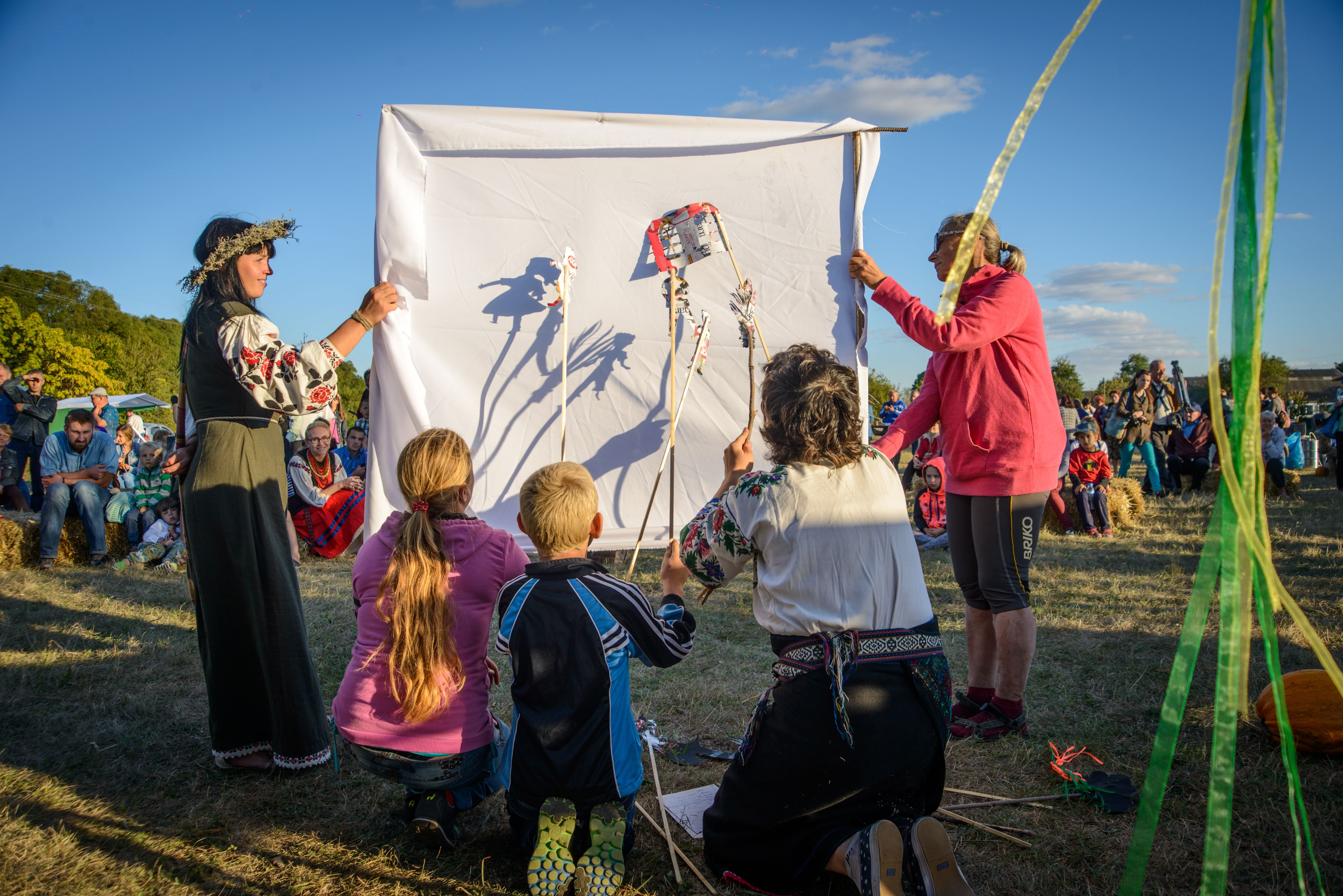

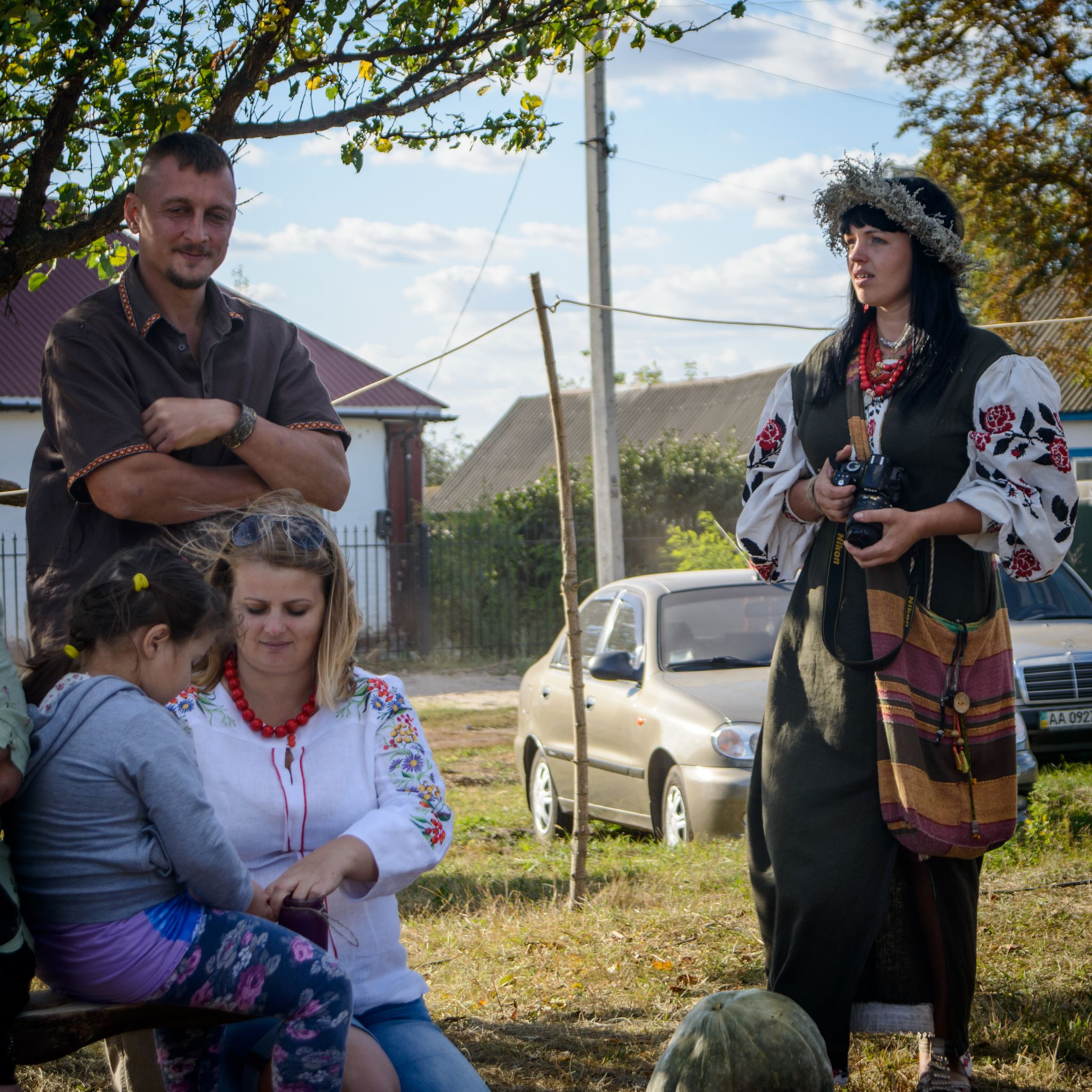
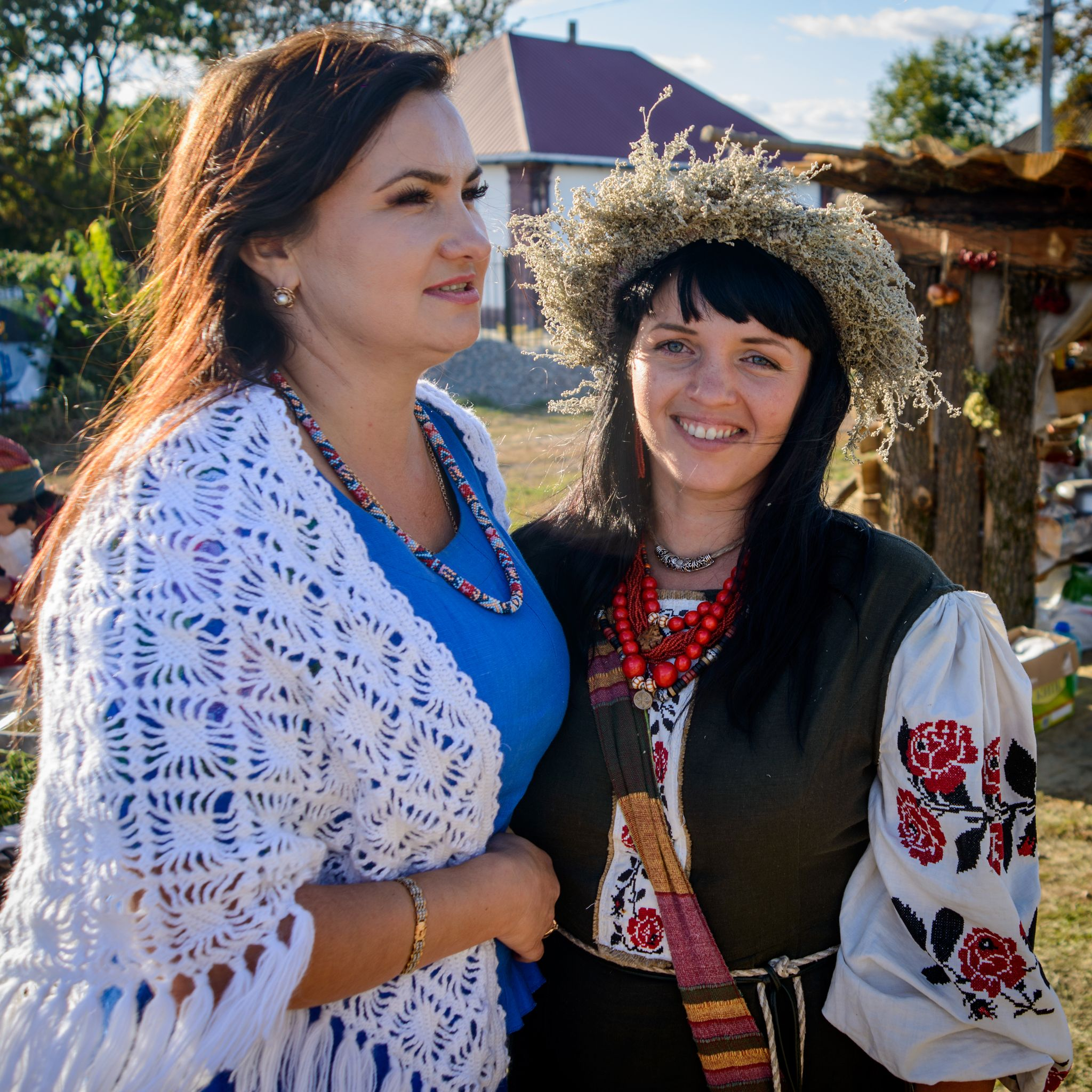
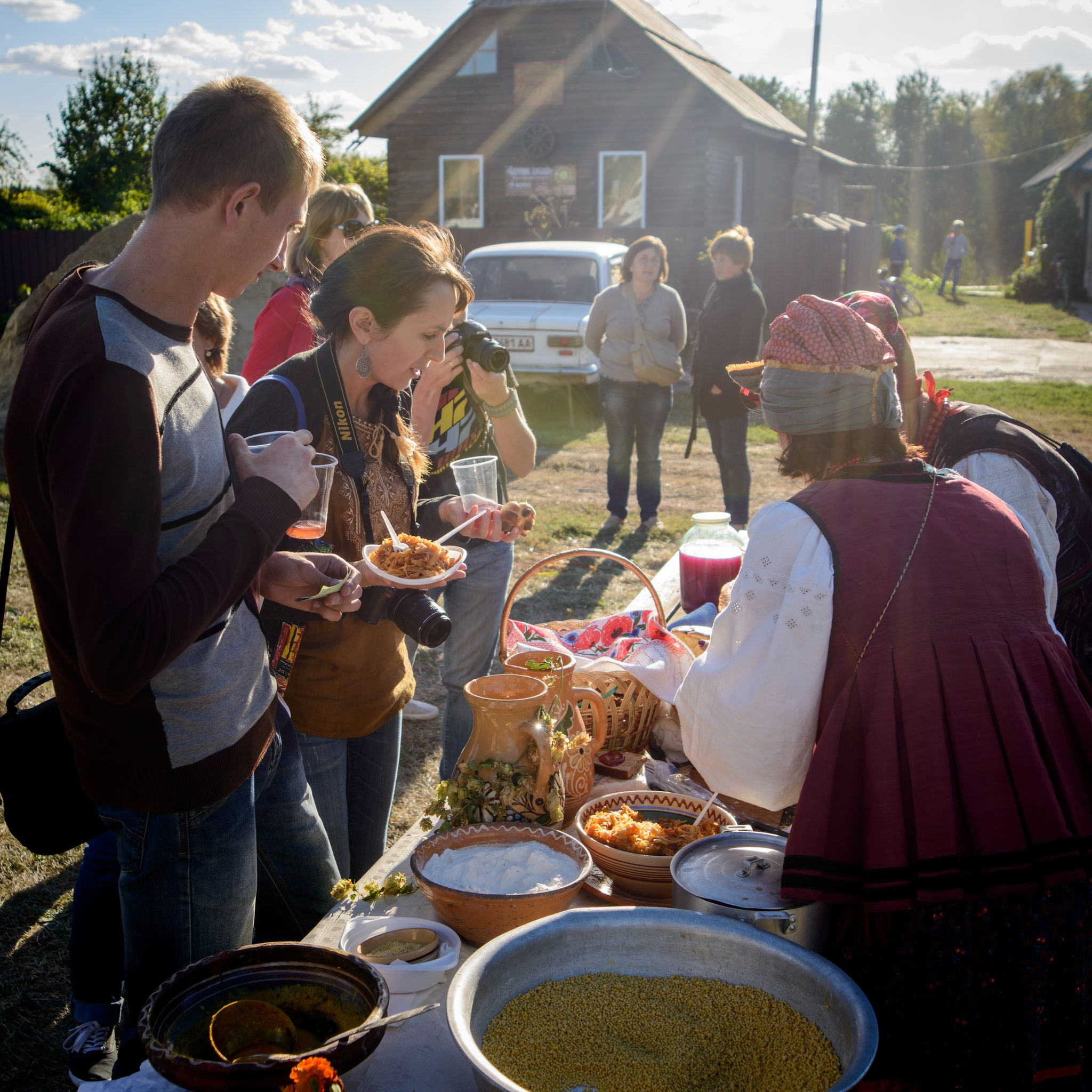
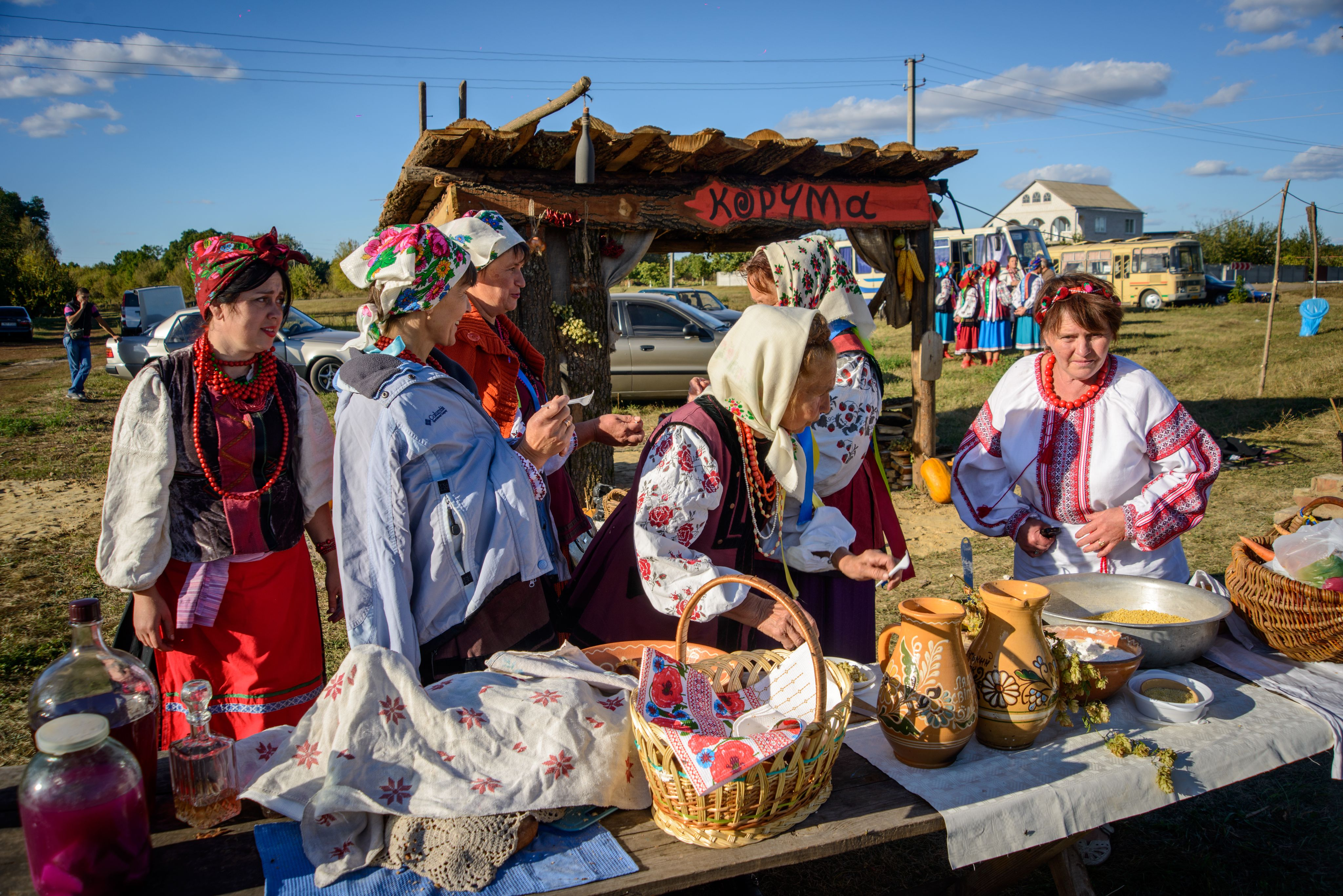
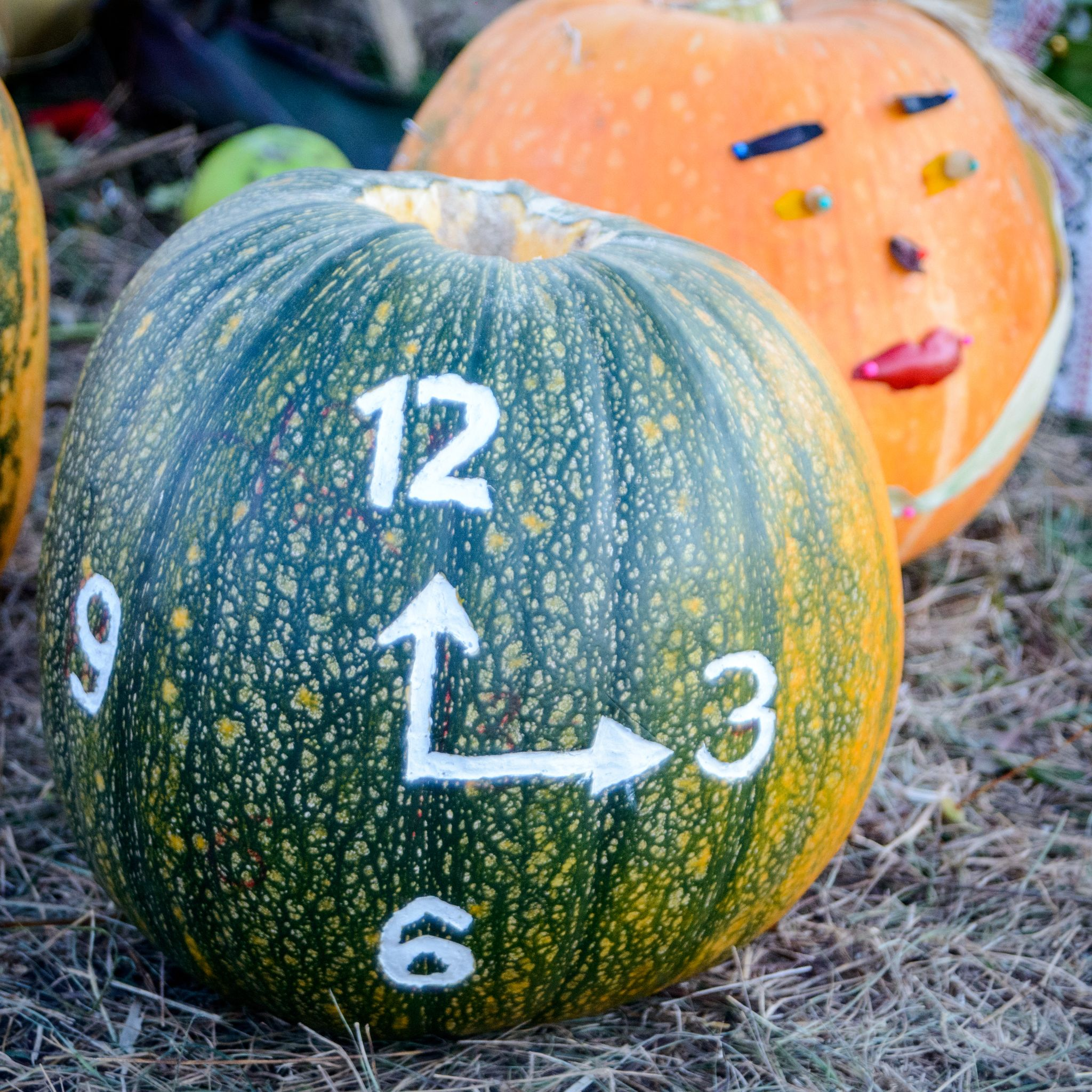
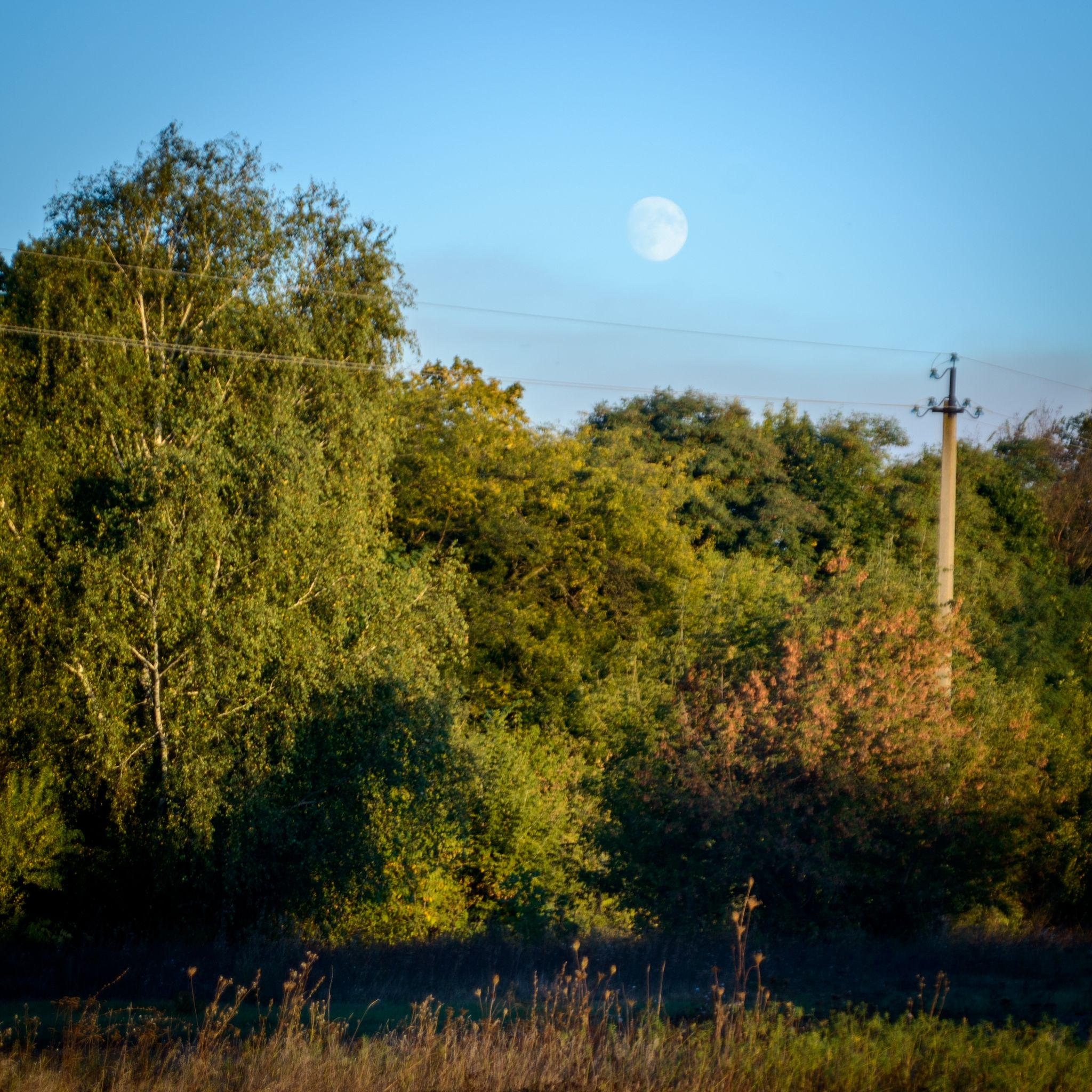

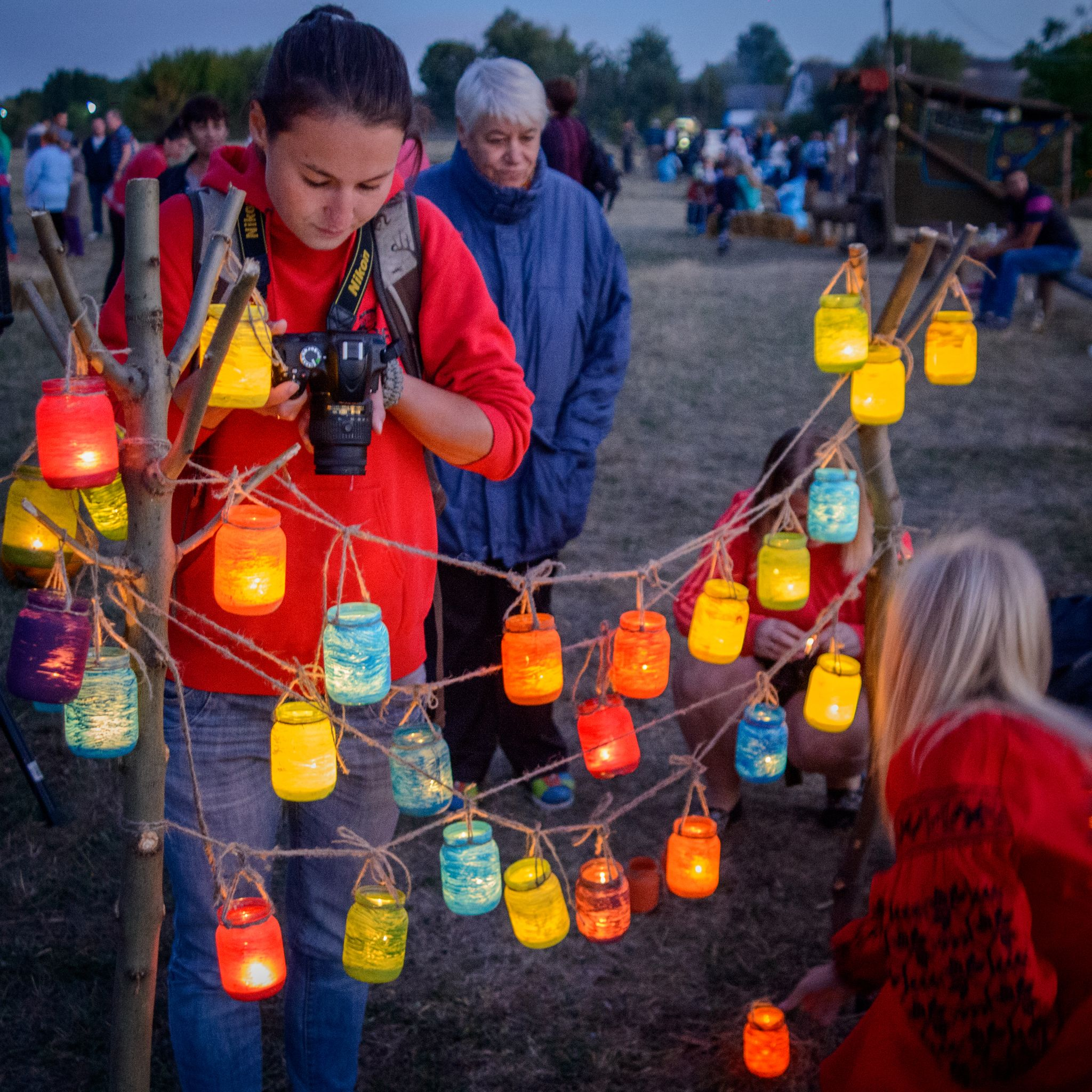
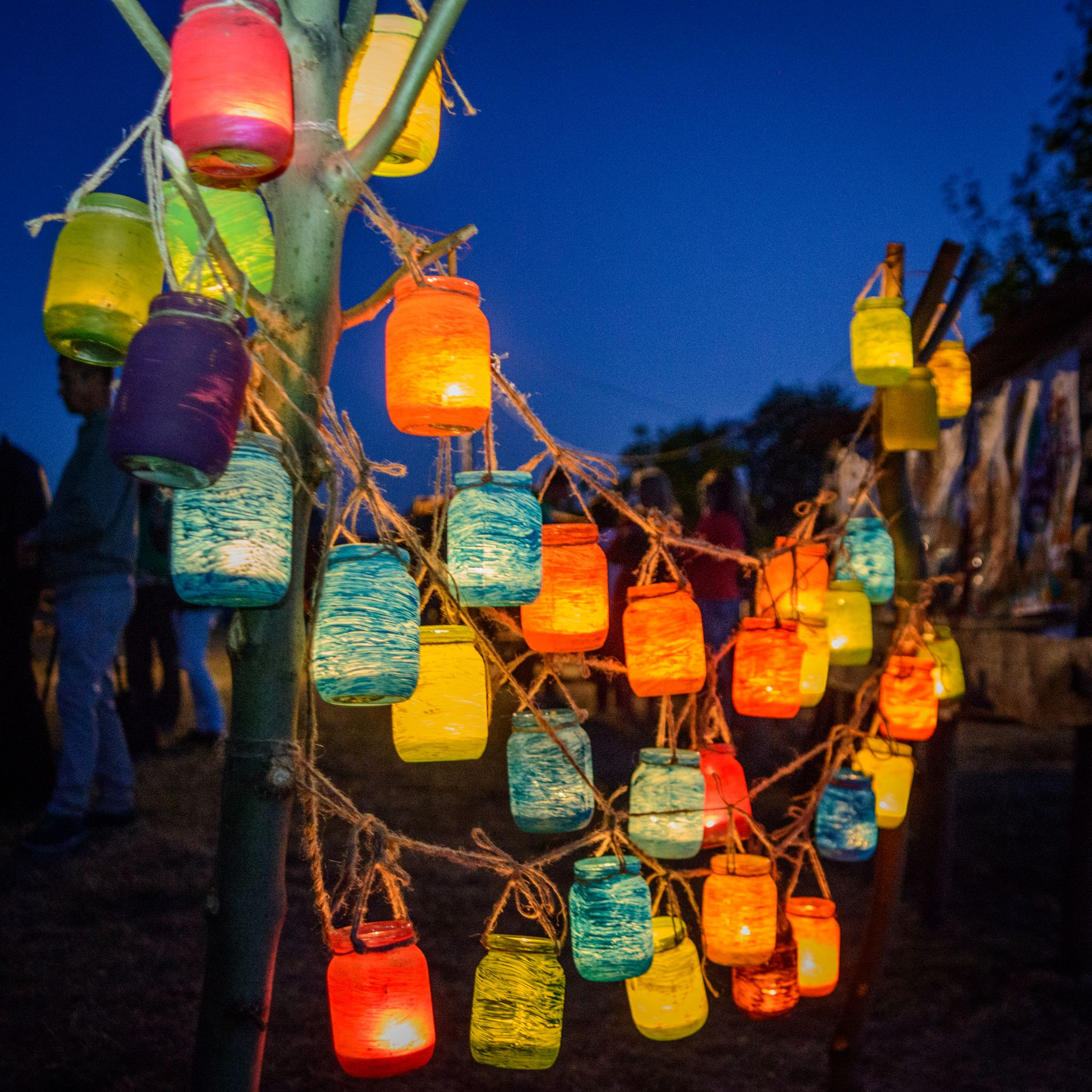
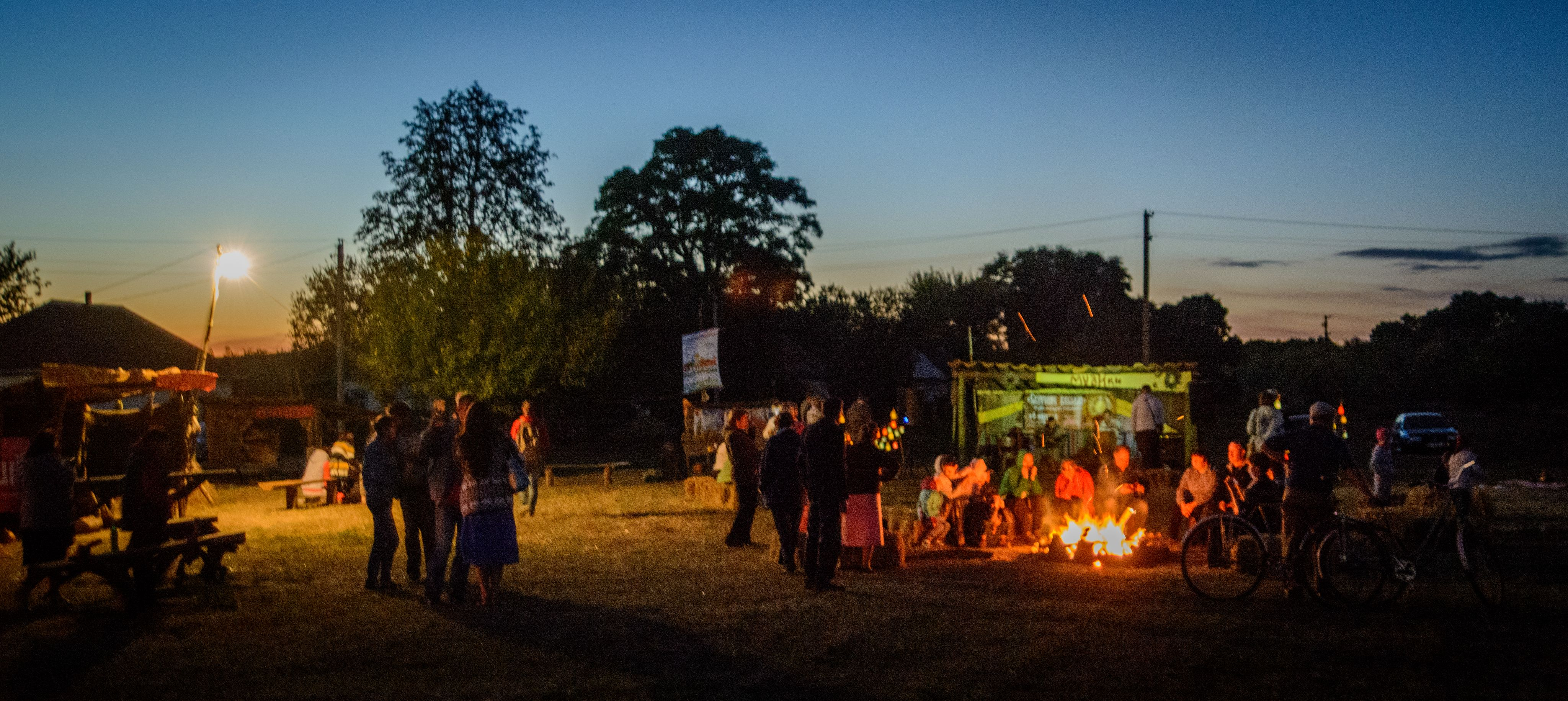
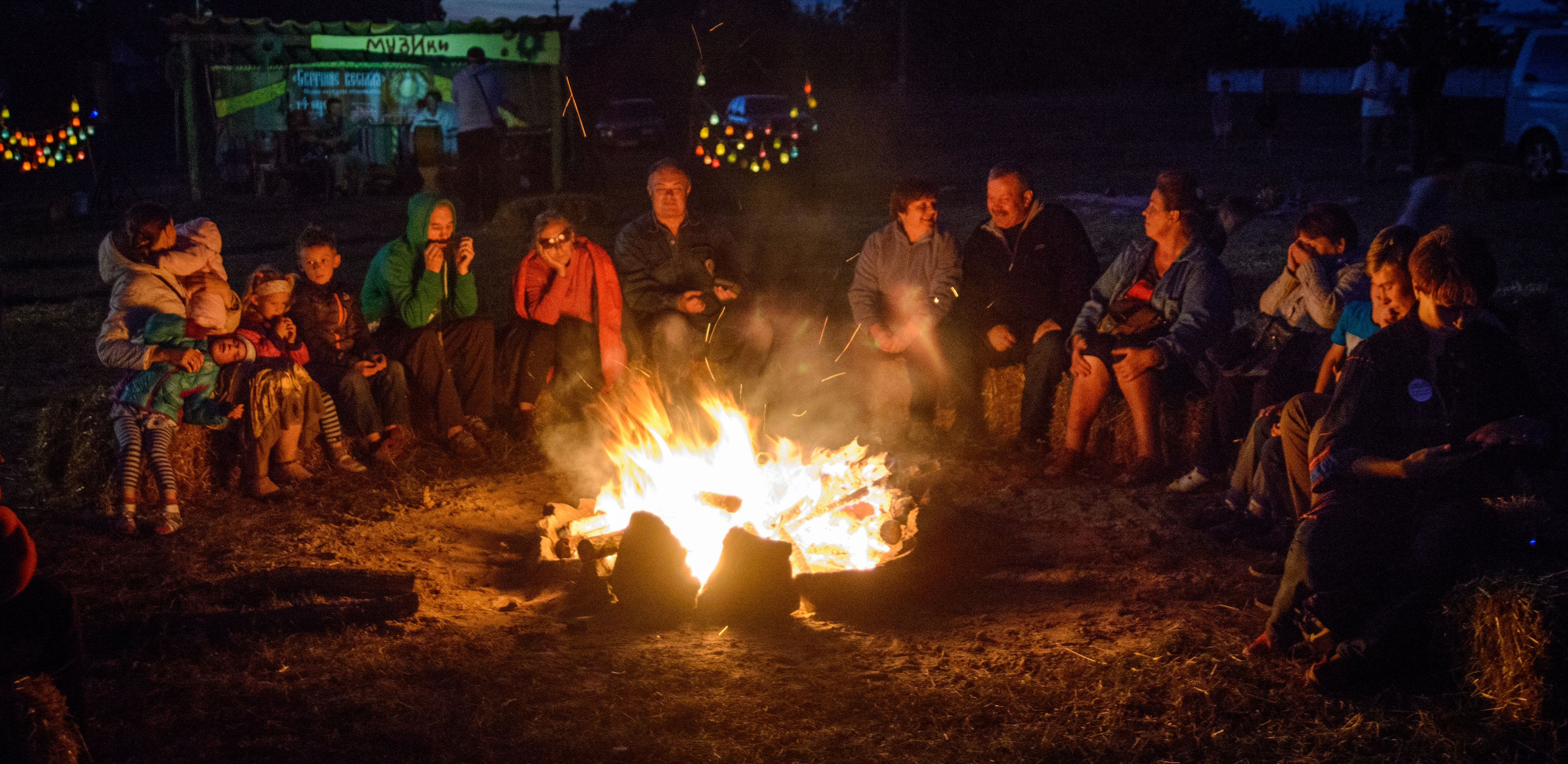
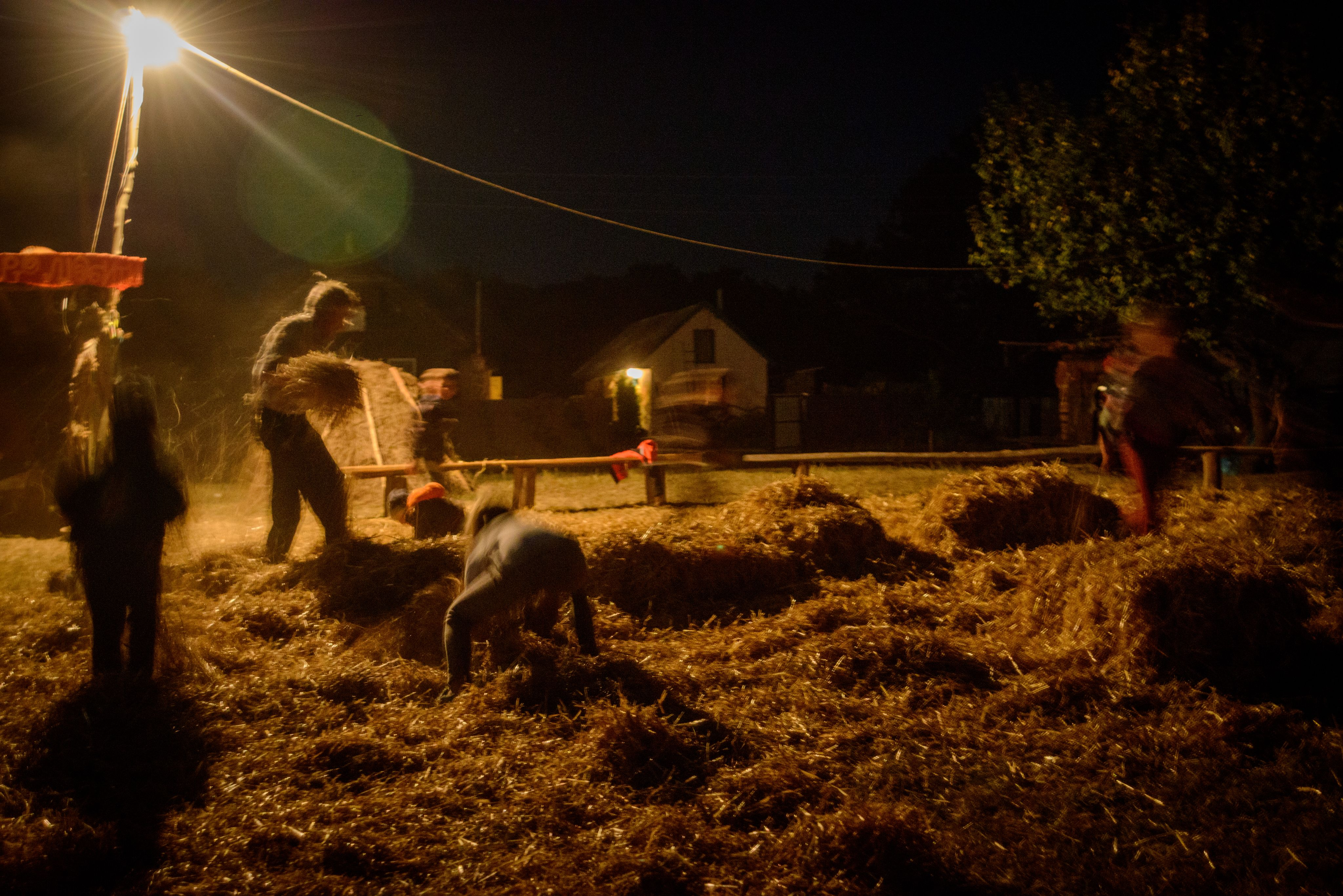
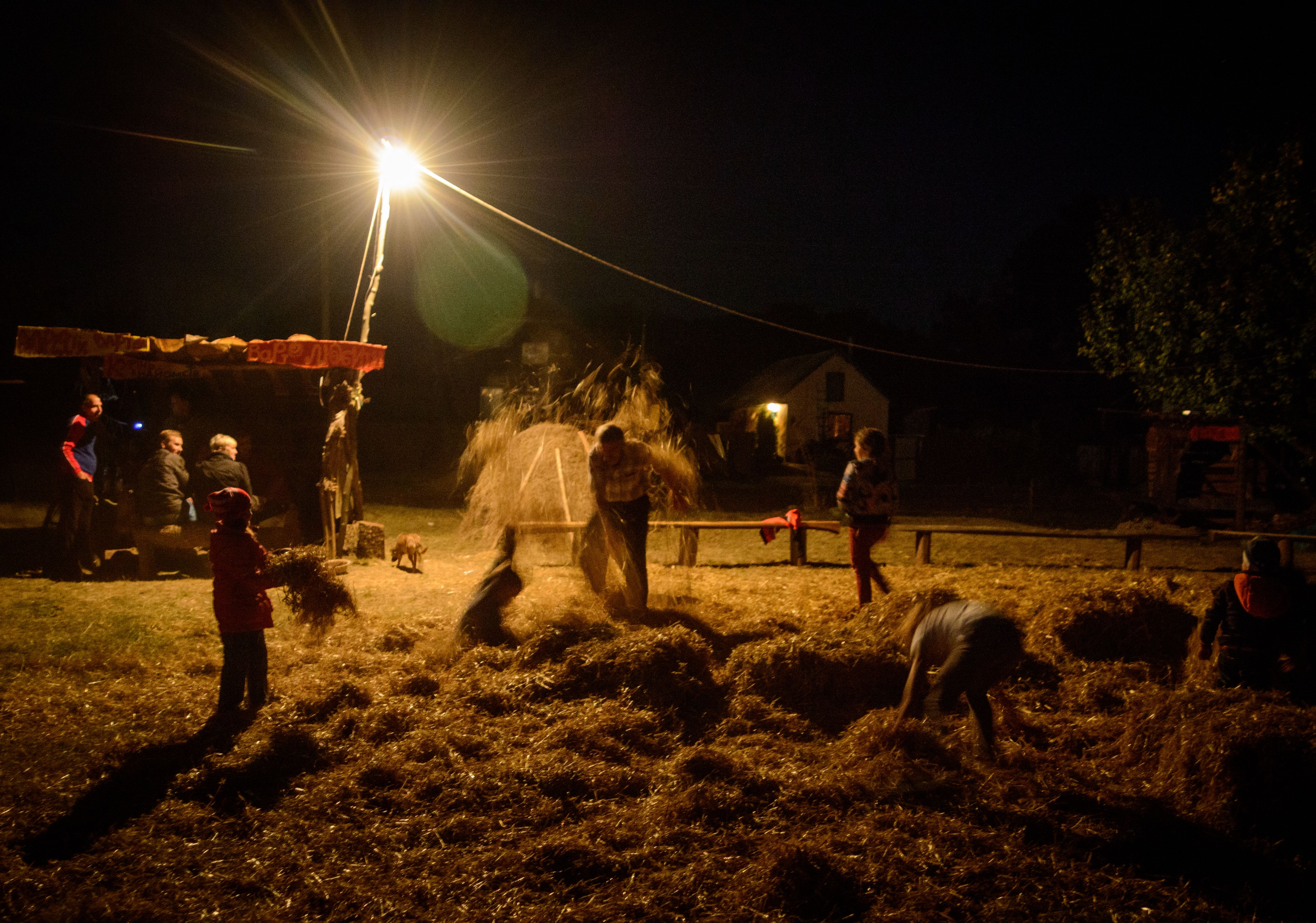

Коли стемніло ...